# Basilique Notre-Dame-de-la-Garde
Vous lisez un « article de qualité » labellisé en 2009.
Pour les articles homonymes, voir Notre-Dame-de-la-Garde (homonymie) et Bonne Mère.

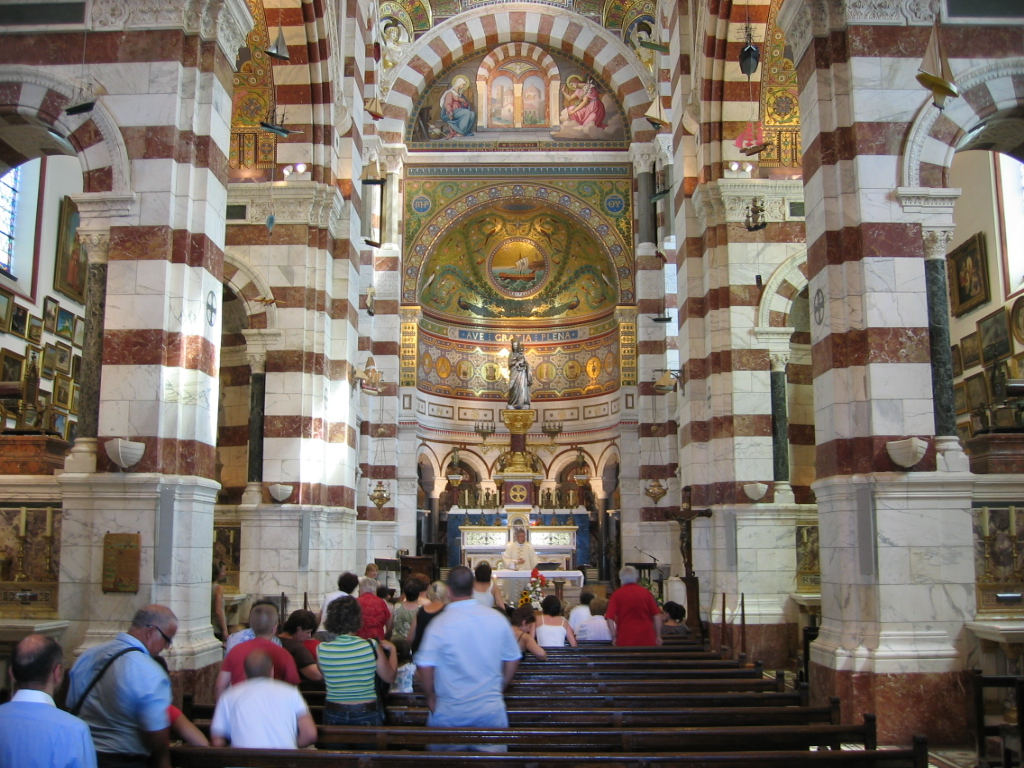
Nef et chœur de Notre-Dame de la Garde.

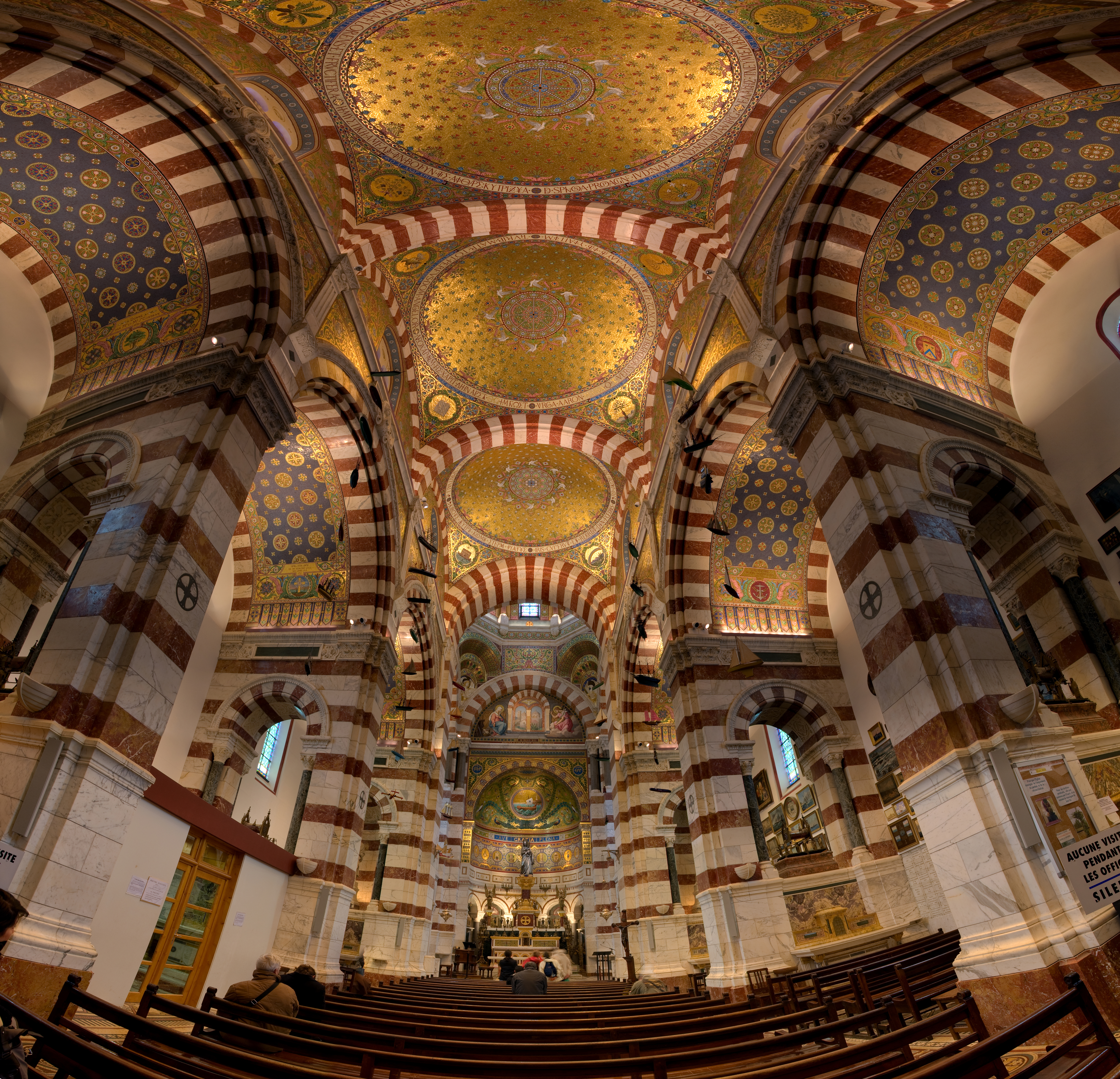
Vue intérieure et décor romano-byzantin.

La basilique Notre-Dame de la Garde ou plus simplement Notre-Dame de la Garde, souvent surnommée « la Bonne Mère » (en provençal Nòstra Dòna de la Gàrdia/Nouesto-Damo de la Gardi), est une basilique mineure de l'Église catholique datée du XIXe siècle. Emblème de Marseille, dédié à Notre-Dame de la Garde (protectrice de Marseille avec saint Victor), ce sanctuaire marial domine la ville et la mer Méditerranée depuis le sommet de la colline Notre-Dame de la Garde (site classé depuis 1917).
Elle se situe à cheval sur les quartiers du Roucas-Blanc et de Vauban, sur un piton calcaire de 149 m d'altitude surélevé de 13 m grâce aux murs et soubassements d'un ancien fort. Construite par l'architecte protestant Henri-Jacques Espérandieu dans le style romano-byzantin et consacrée le 5 juin 1864, elle remplace une chapelle du même nom édifiée en 1214 et reconstruite au XVe siècle. Bâtie sur les bases d'un fort du XVIe siècle construit par François Ier en 1536 pour résister au siège de Charles Quint, la basilique comporte deux parties : une église basse, ou crypte, creusée dans le roc et de style roman, et au-dessus une église haute de style romano-byzantin décorée de mosaïques. Au sommet d'un clocher carré de 41 mètres de haut surmonté lui-même d'une tourelle de 12,5 mètres qui lui sert de piédestal, se dresse une statue monumentale de 11,2 mètres de la Vierge à l'Enfant réalisée en cuivre doré à la feuille.
La pierre utilisée pour la construction, notamment celle de couleur verte en provenance des environs de Florence, s’étant révélée sensible à la corrosion atmosphérique, il a été nécessaire d’entreprendre de 2001 à 2008 une longue et minutieuse restauration qui a également porté sur la rénovation des mosaïques, endommagées à la Libération par les impacts de balles et noircies au fil du temps par la fumée des cierges.
Le musée de Notre-Dame de la Garde, qui présente les 800 ans d'histoire de la basilique à l'aide de nombreux ex-voto et objets d'art, a ensuite été inauguré le 18 juin 2013.
Véritable palladium de la ville de Marseille, Notre-Dame de la Garde est depuis le Moyen Âge considérée comme la gardienne des marins et des pêcheurs.

## Une chapelle auXIIIesiècle

### Un site exceptionnel

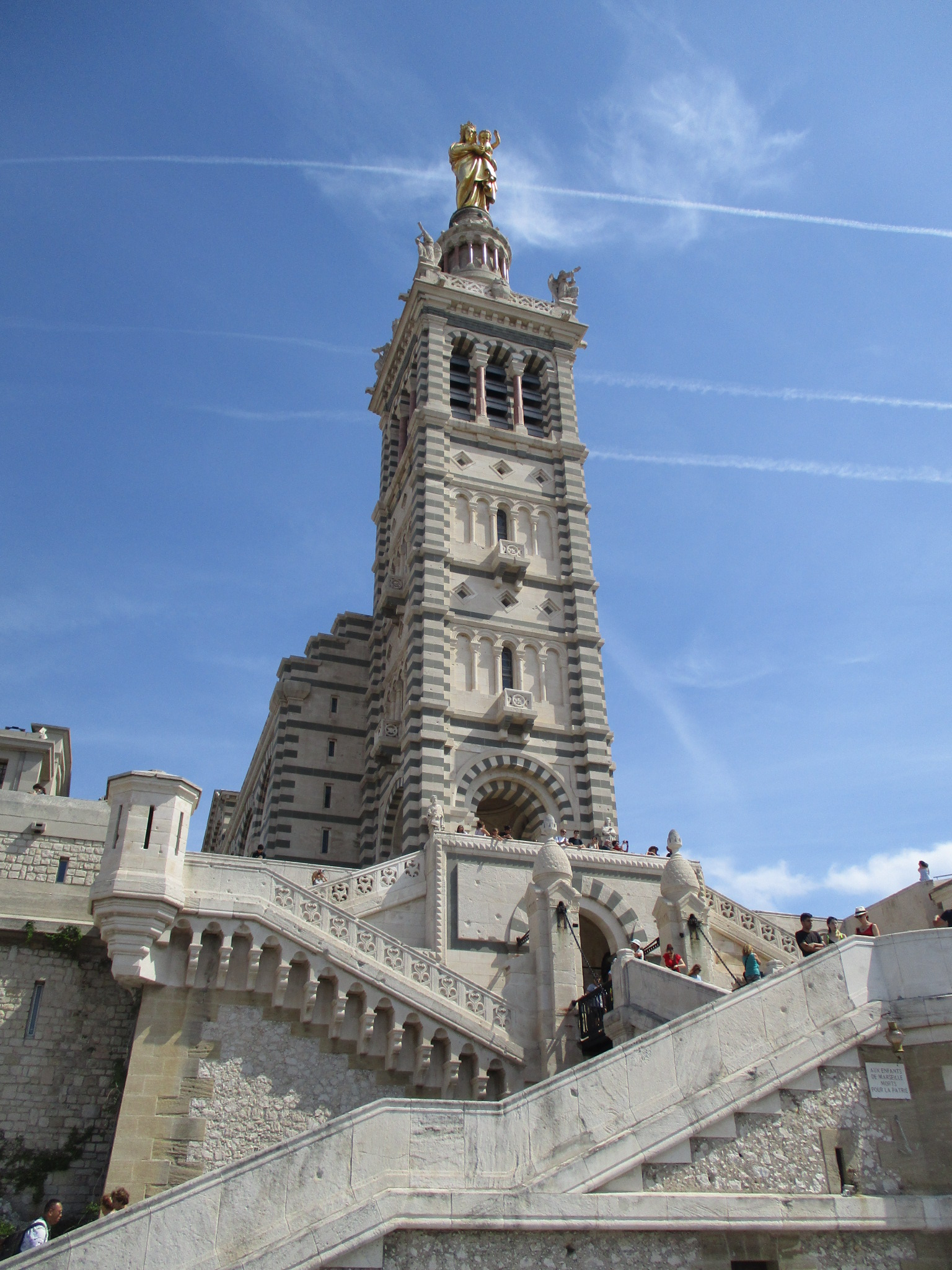

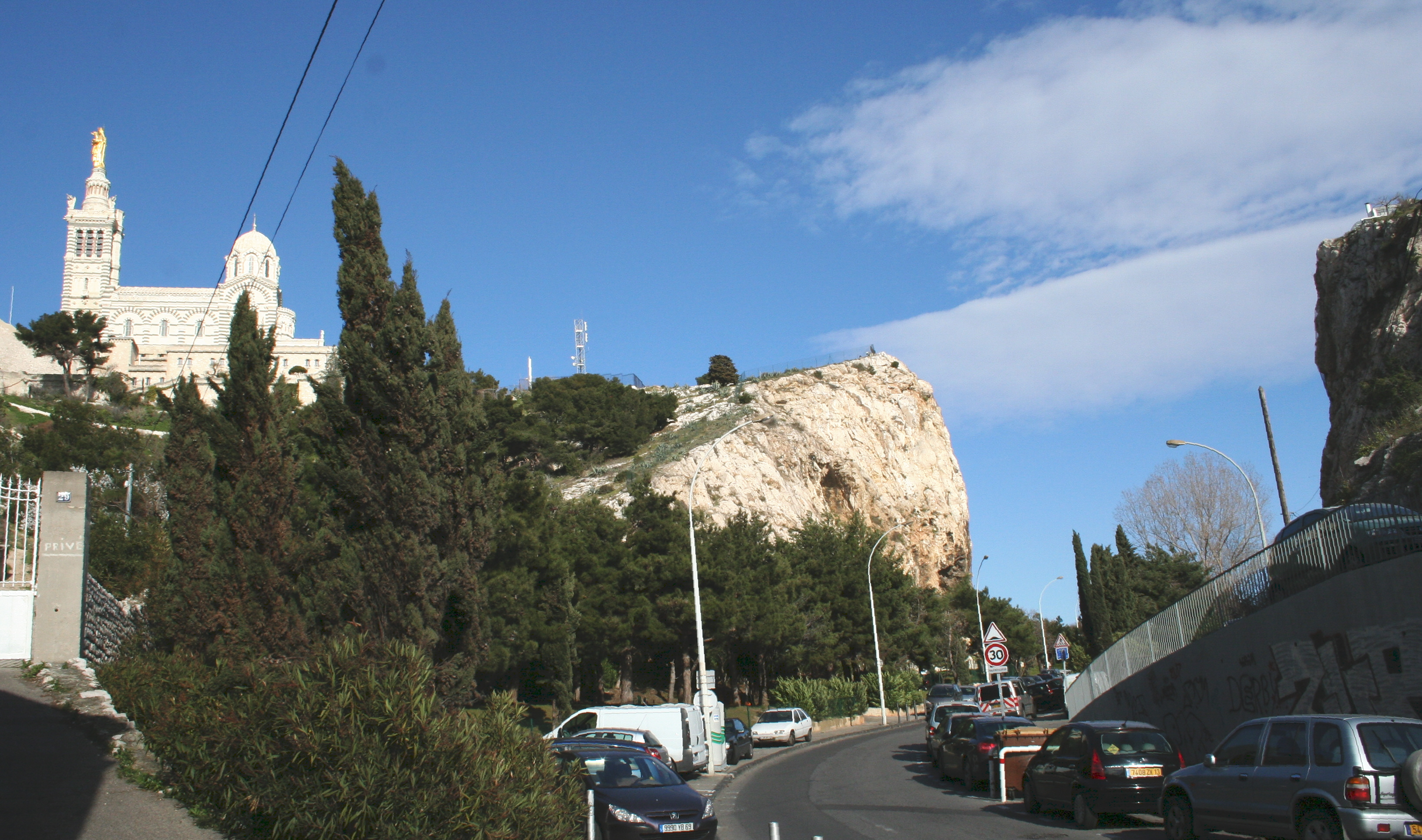
Ancienne carrière Honoré.

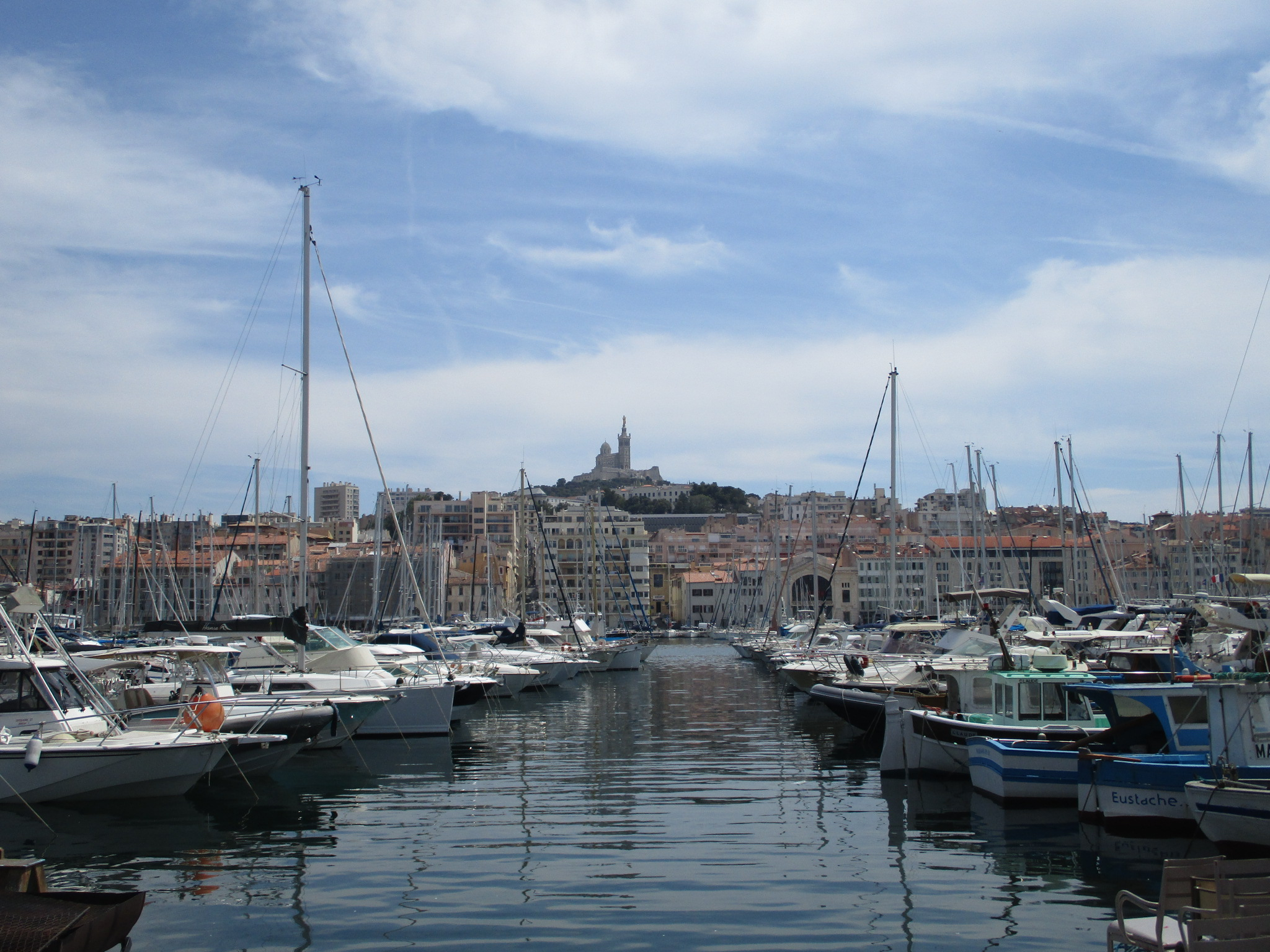
Vue depuis vieux-Port de Marseille.

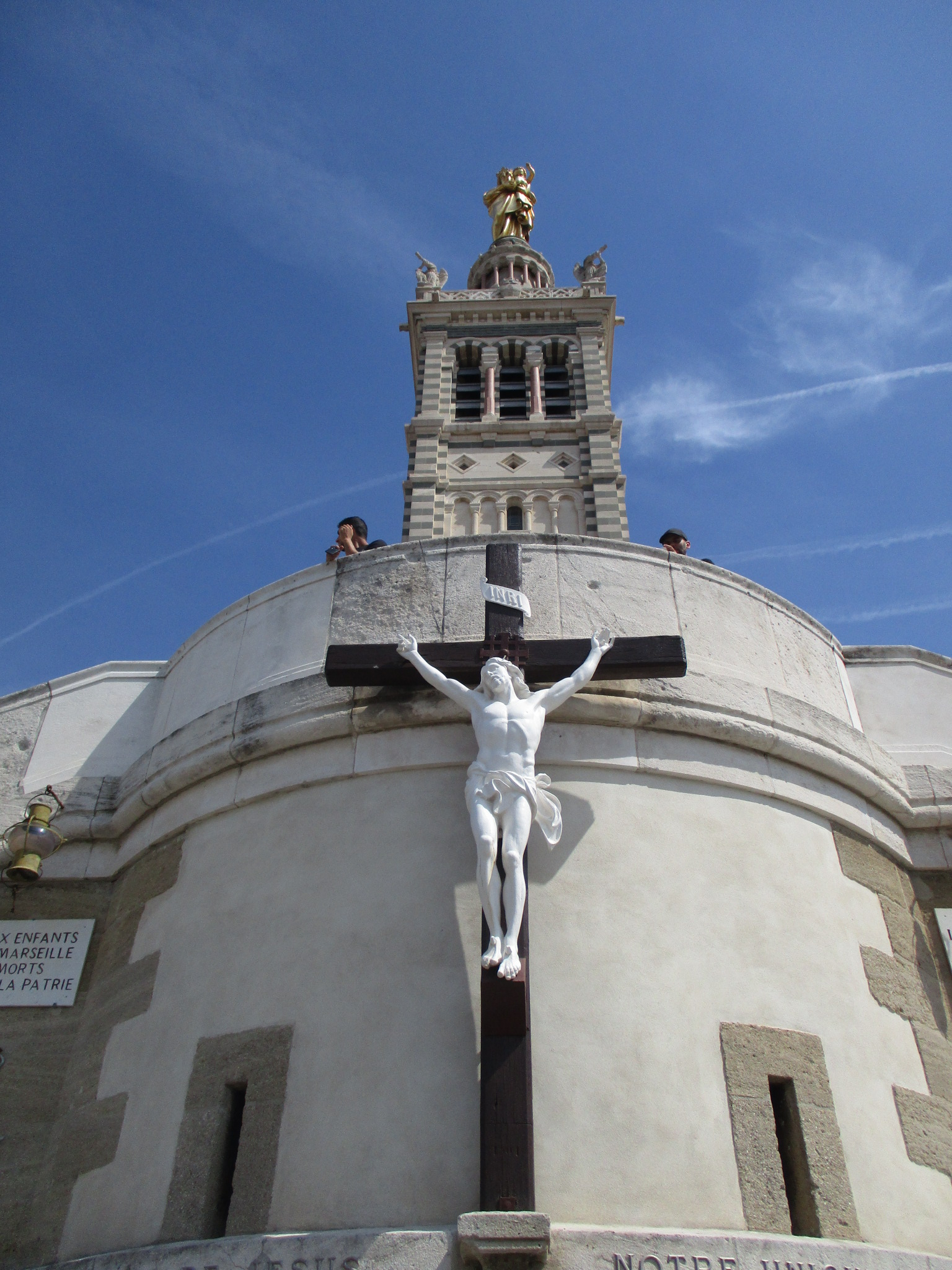

Le panorama de la basilique Notre-Dame de la Garde donne une vue d'ensemble sur la ville de Marseille, qui s'ouvre largement à l'ouest sur la mer. Le bassin de Marseille, dont l'ouverture est liée à la rotation du bloc Corso-Sarde-Calabre et l'ouverture de la Méditerranée occidentale, forme une cuvette de 180 km2 bordée par des collines : au nord l'Étoile, la Nerthe, la chaîne de l'Estaque (à partir du cap Couronne à Martigues), à l'est la Sainte-Baume, le Garlaban, au sud Carpiagne, Marseilleveyre et même par très beau temps, le Mont Ventoux. De cette vaste dépression émerge un piton de calcaire urgonien (d'âge barrémien, un étage du crétacé) d’une hauteur de 162 mètres au sommet duquel s'élève la basilique Notre-Dame de la Garde.
Cette colline a fait l'objet d’une exploitation de carrière ouverte à partir de 1905, postérieurement à l'édification de la basilique. Cette carrière exploitée par M. Honoré a fonctionné jusqu'en 1946. On estime que, durant cette période, un volume de 800 000 m3 a été extrait. La colline qui se prolongeait en continu au sud vers les hauteurs du quartier de Gratte-Semelle, est entamée par une saignée dans laquelle la rue du Bois-sacré a été ouverte. Cette falaise artificielle fait l’objet d’une surveillance importante, avec des visites régulières et des purges préventives pour éviter les éboulements.
Par sa situation en bordure de rivage et son élévation, la colline de la Garde était au temps de la navigation à l’estime, un point d'observation et un amer. Elle a donc sans doute été occupée depuis fort longtemps comme poste de vigie et tour de guet. En 1302, Charles II d'Anjou intime l'ordre de veiller à ce que des signaux se fassent le long des côtes méditerranéennes provençales ; parmi les points désignés figure la colline Notre-Dame de la Garde.

### Une première chapelle

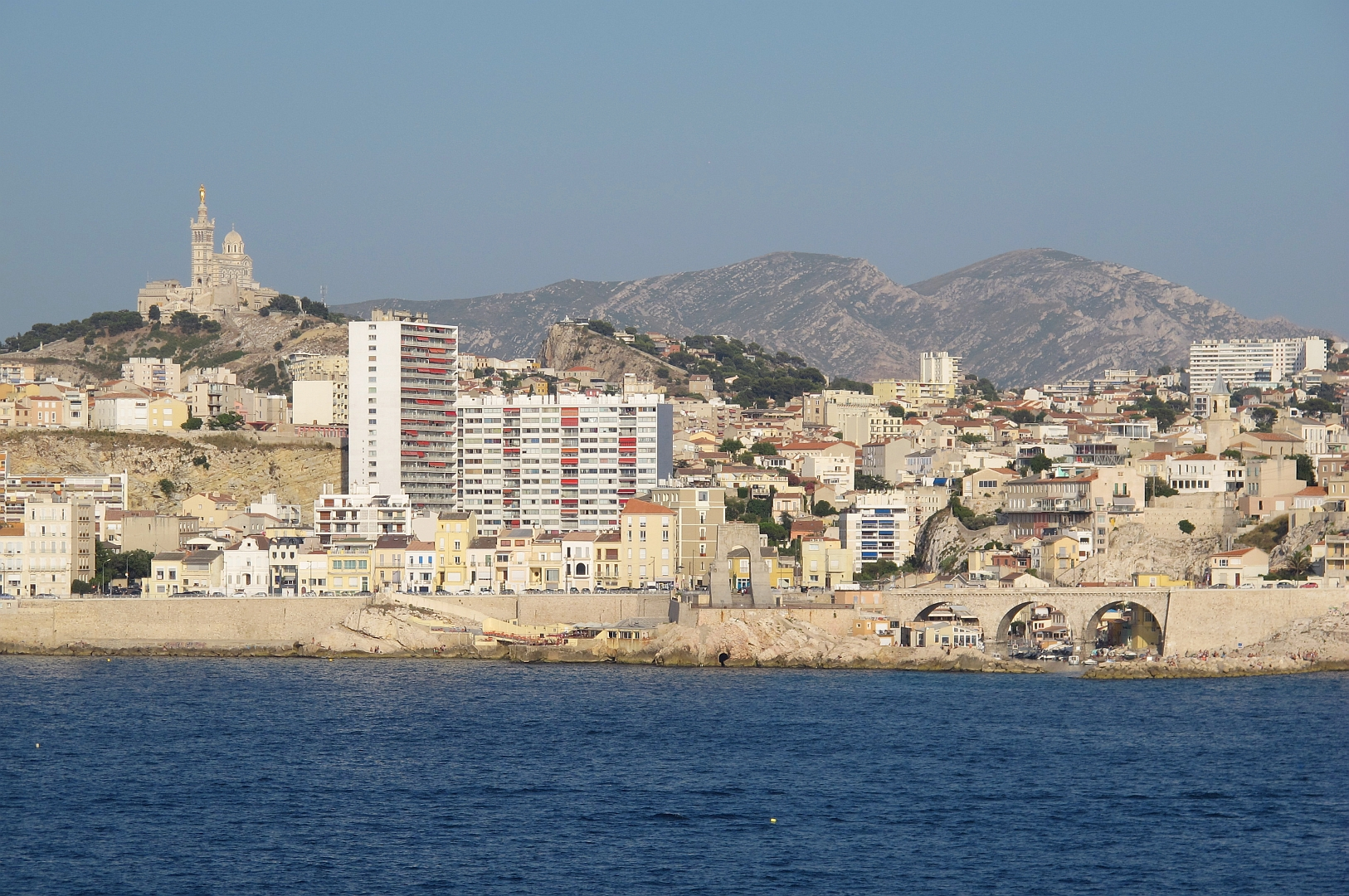
Par beau temps, Notre-Dame-de-la-Garde est visible jusqu'à 20 km en mer.

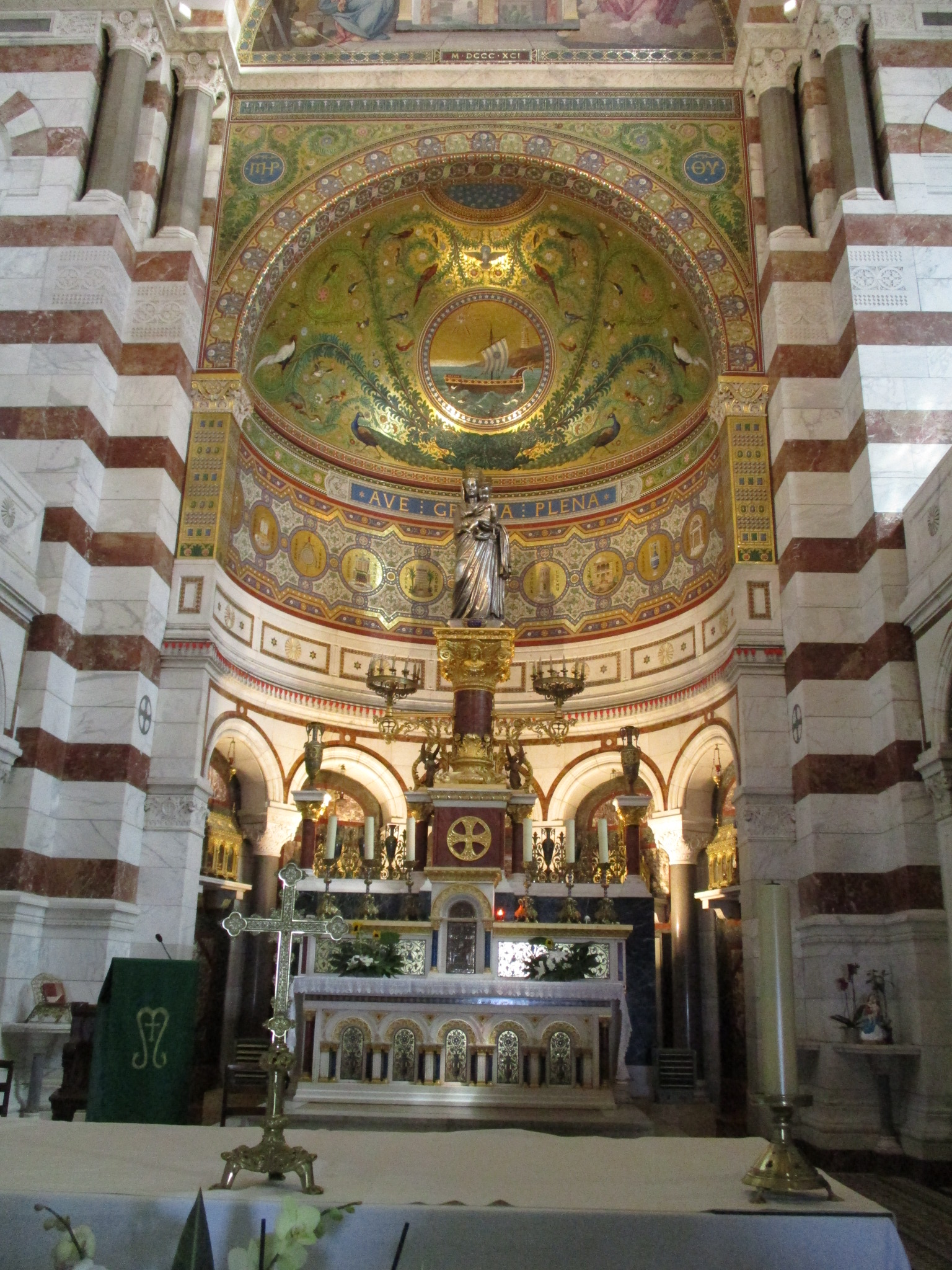
Notre-Dame-de-la-Garde (chœur).

En 1214, maître Pierre, un ermite de Marseille, a l'idée de construire sur la colline de la Garde (ainsi nommée depuis le Xe siècle) une chapelle dédiée à la Vierge Marie. Cette colline de guet appartenant à l'abbaye Saint-Victor, maître Pierre demande à l'abbé l'autorisation d'entreprendre les travaux. L'abbé l'autorise à planter des vignes, à y cultiver un jardin et à y bâtir une chapelle. Quatre ans plus tard cette chapelle est terminée comme nous l'apprend le fait que, dans sa bulle du 18 juin 1218 où il énumère les possessions de l'abbaye, le pape Honorius III cite l'église Notre-Dame de la Garde.
Après la mort de maître Pierre en 1256, Notre-Dame de la Garde est constituée en prieuré. Le prieur du sanctuaire de la Garde est en même temps un des quatre prieurs claustraux de Saint-Victor. Dès la fondation de cette chapelle des donations, qui nous sont connues par les testaments, sont faites en faveur de l'église Notre-Dame de la Garde. Elles démontrent une dévotion populaire qui va se développer au cours des siècles suivants. En effet les marins qui avaient échappé à un naufrage allaient faire leurs actions de grâce et déposer des ex-voto à l’autel de Notre-Dame de la Mer situé dans l’église Notre-Dame du Mont ; cette pratique se détourna vers la fin du XVIe siècle au profit de Notre-Dame de la Garde.
Cette première chapelle est remplacée au début du XVe siècle par un bâtiment plus important qui comprend une chapelle richement dotée dédiée à saint Gabriel.

## Place forte et lieu de culte duXVIeauXVIIIesiècle

### Visite deFrançoisIer

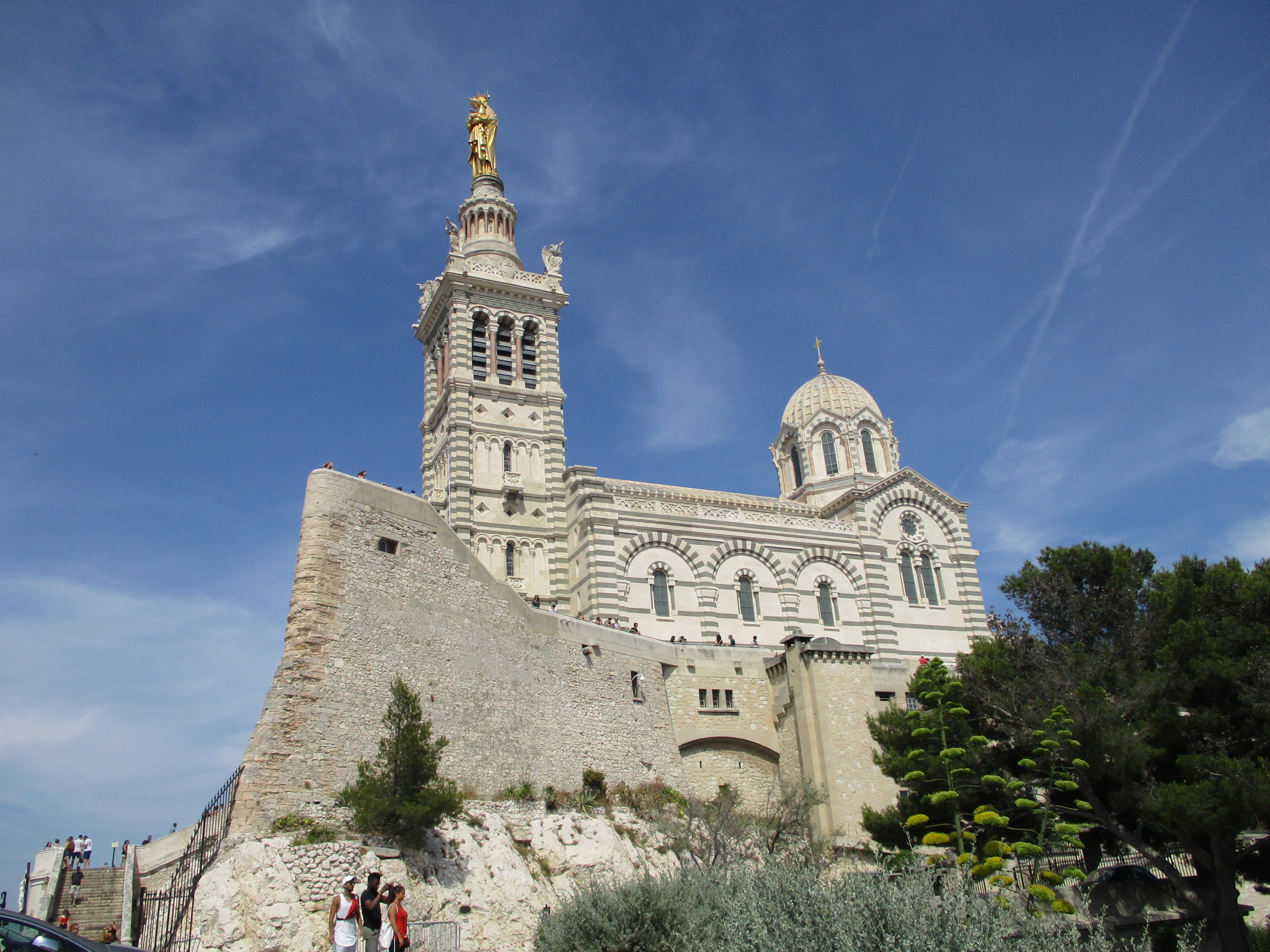
L'éperon en calcaire rose de La Couronne correspond au saillant du bastion de la vigie de l'ancien fort.

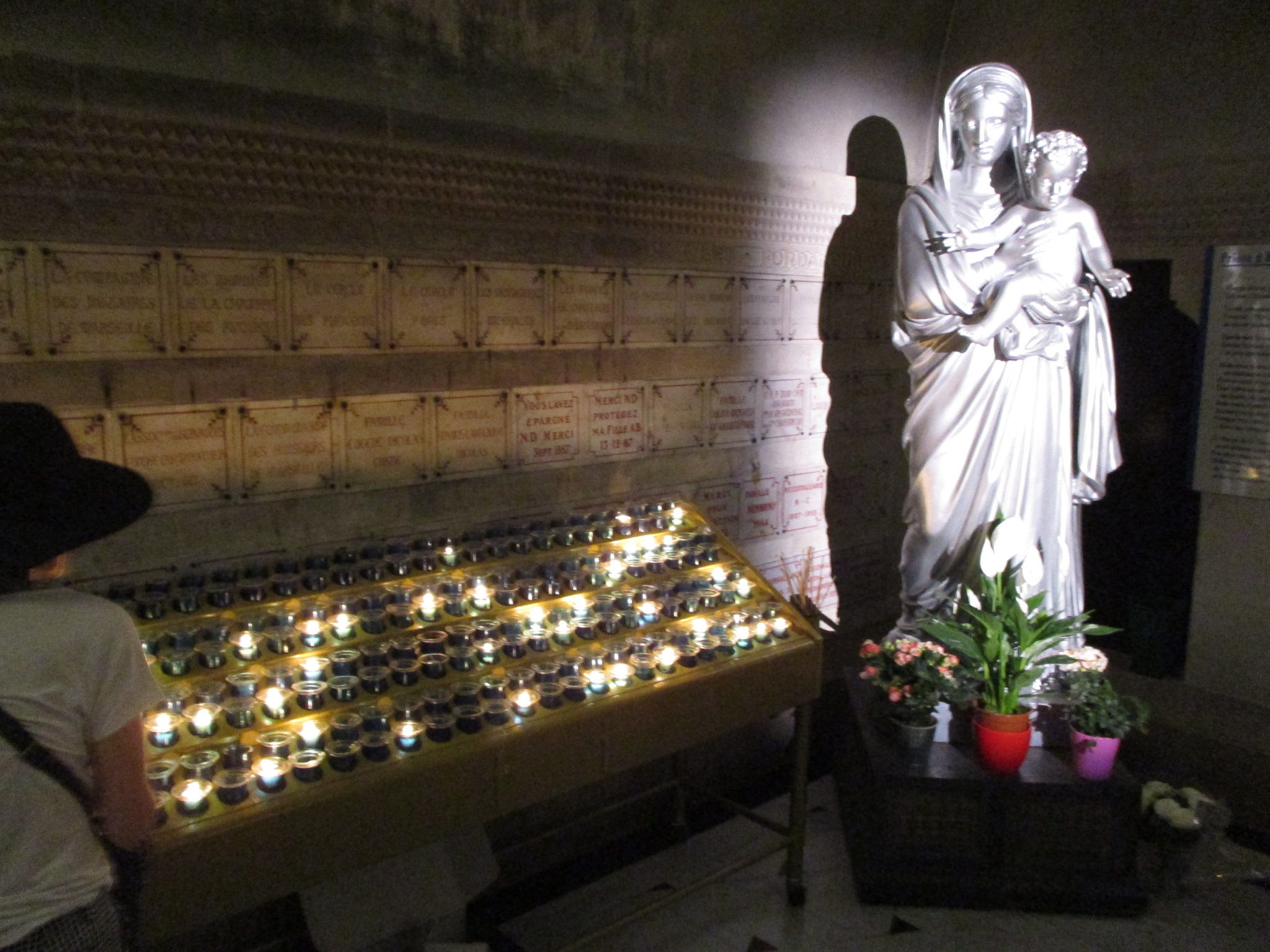
Notre-Dame-de-la-Garde (crypte).

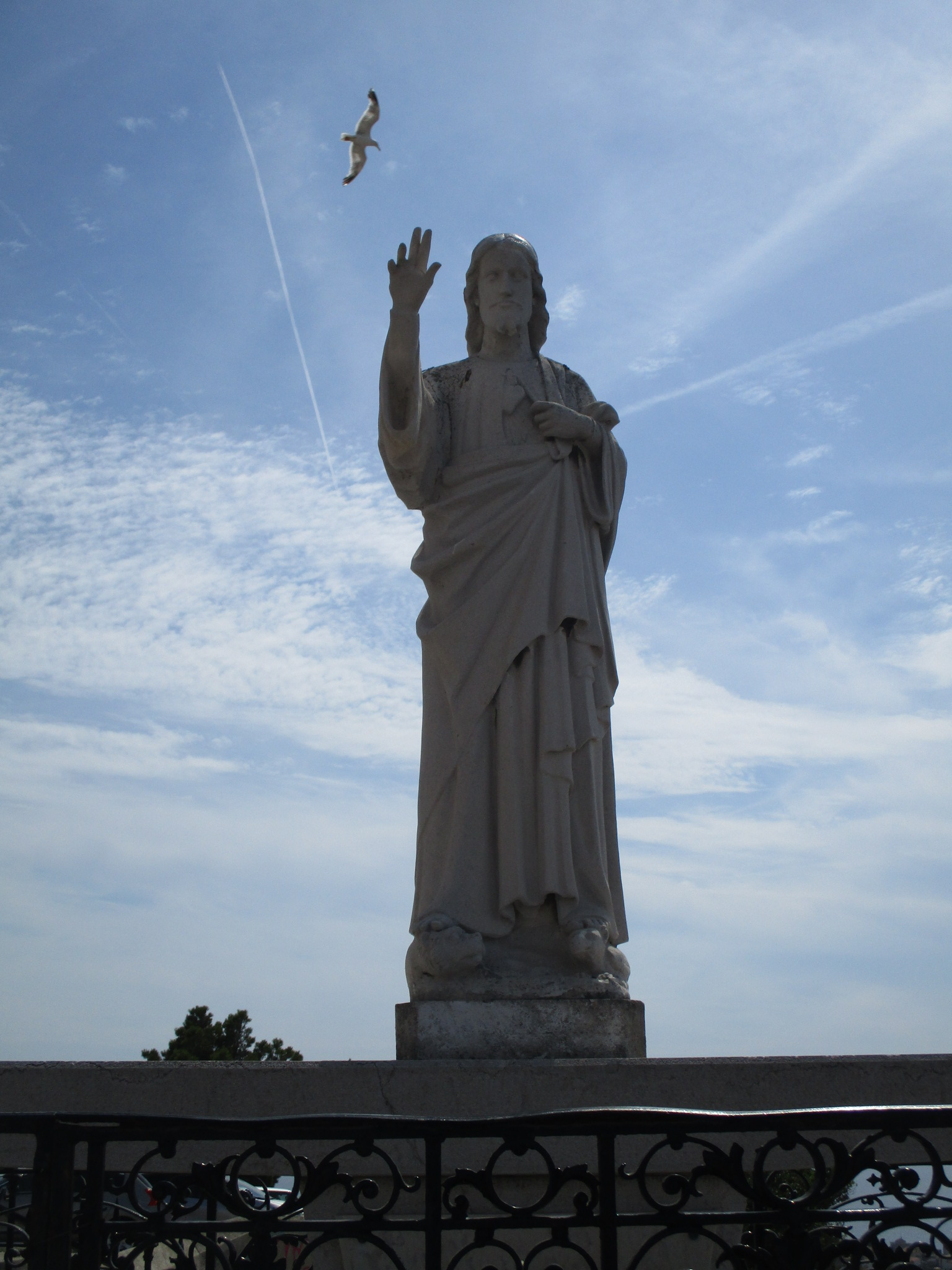
Christ face à la mer, sur le parvis.

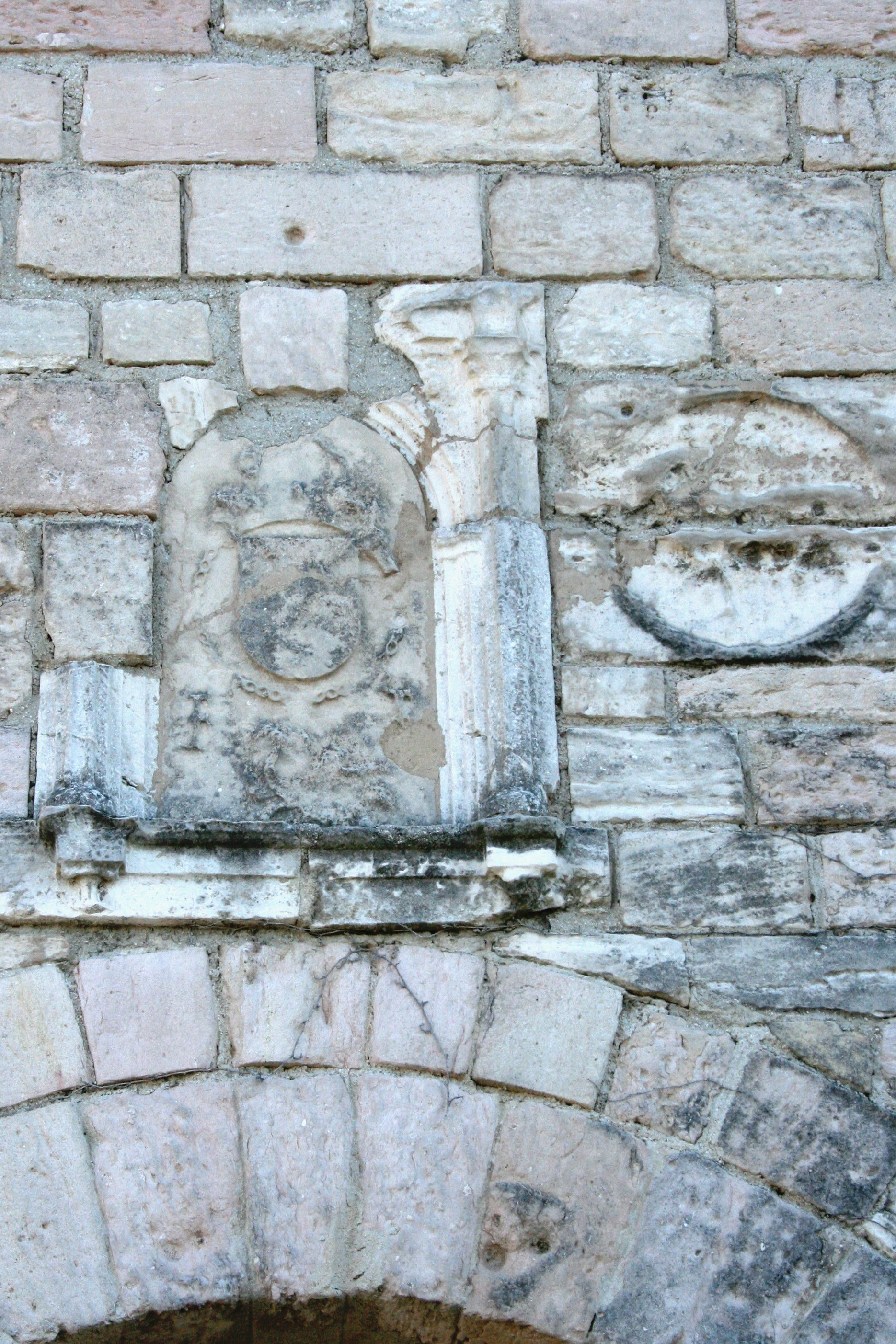
Écusson de.

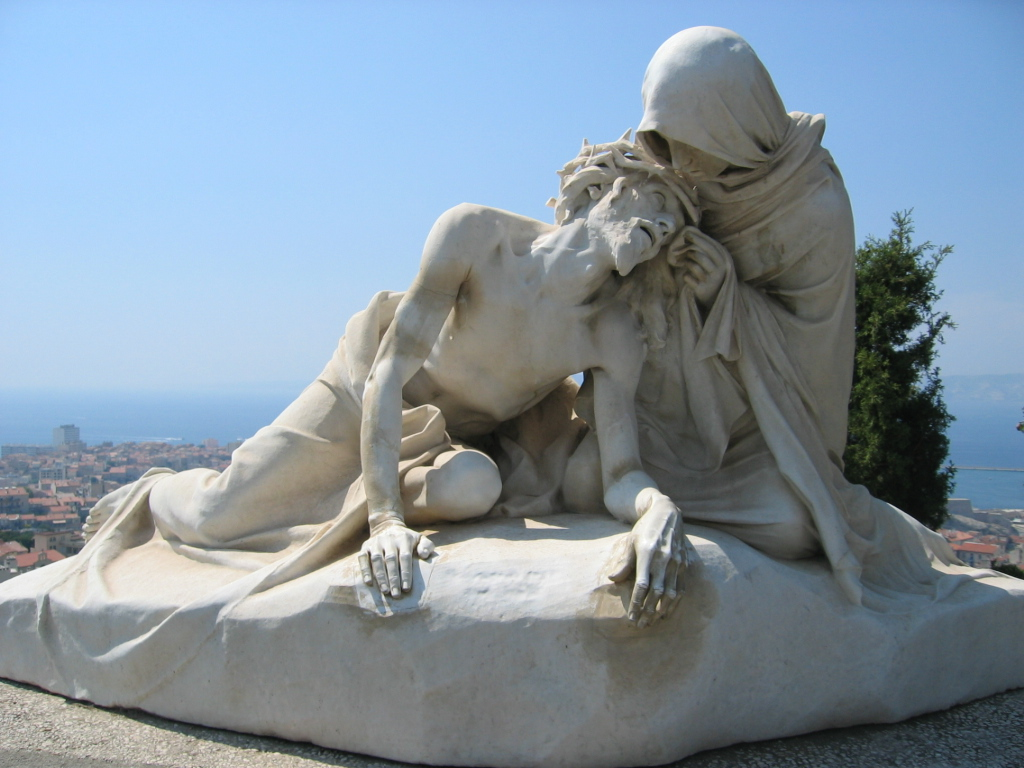
La Passion du Christ devant la basilique.

Le 3 janvier 1516, la mère de François Ier, Louise de Savoie, et sa femme la reine Claude, fille de Louis XII, descendent dans le midi de la France pour y retrouver le jeune roi, auréolé de sa victoire à Marignan. Le 7 janvier 1516, elles montent au sanctuaire Notre-Dame de la Garde. Quelques jours plus tard, le 22 janvier 1516, François Ier les rejoint et se rend également à la chapelle. Au cours de cette visite, le roi constate que la ville de Marseille est mal défendue. La nécessité d'un renforcement du système défensif deviendra encore plus évidente en 1524 après le siège de la ville par le connétable Charles III de Bourbon qui s’est rallié à Charles Quint. Il s’en était, en effet, fallu de peu pour que la ville soit prise. François Ier décide alors de faire construire deux forts : l'un sur l'île d'If, qui deviendra le château d'If, l'autre au sommet de la Garde qui englobera la chapelle. Il n’y aurait aucun autre exemple d’une coexistence entre un fort militaire et un sanctuaire ouvert au public.
La construction du château d'If sera plus rapide avec une fin des travaux en 1531, tandis que le fort de Notre-Dame de la Garde ne sera terminé qu’en 1536 pour résister à l’arrivée des troupes de Charles Quint. Pour la construction du fort avec sa forme à triangulaire à trois bastions, on utilise des pierres du cap Couronne et des matériaux de récupération provenant de la démolition d’édifices situés en dehors des remparts de la ville et susceptibles de fournir un abri aux troupes ennemies. Parmi ces monuments détruits ayant servi à la construction du fortin figure notamment le couvent des frères Mineurs où était enterré saint Louis d’Anjou et qui était situé à proximité des cours Belsunce et Saint-Louis.
Ce fort a la forme d'un triangle dont deux côtés mesurent environ 75 mètres, le troisième étant de 35 mètres. De ce fort d'importance assez modeste qui a servi d'assise à la basilique actuelle, subsiste l'éperon royal bien visible à l'ouest de la basilique ; le haut de cet éperon a été restauré en 1993 pour le rétablir dans son état primitif en supprimant une échauguette installée dans les années 1930. Au sommet de cet éperon une table d’orientation est installée.
À l'entrée du bâtiment d'accueil qui abrite la boutique de la basilique, a été remontée la porte du fort, surmontée de l'écusson très abîmé de François Ier, c'est-à-dire les armes de France aux trois fleurs de lys avec au-dessous la salamandre. Du côté droit de l'écusson, se trouve un rond de pierre rongé par le temps où l'on aperçoit quelques vestiges d'une sculpture qui représentait l'agneau de saint Jean avec la banderole.

### Guerres de religion

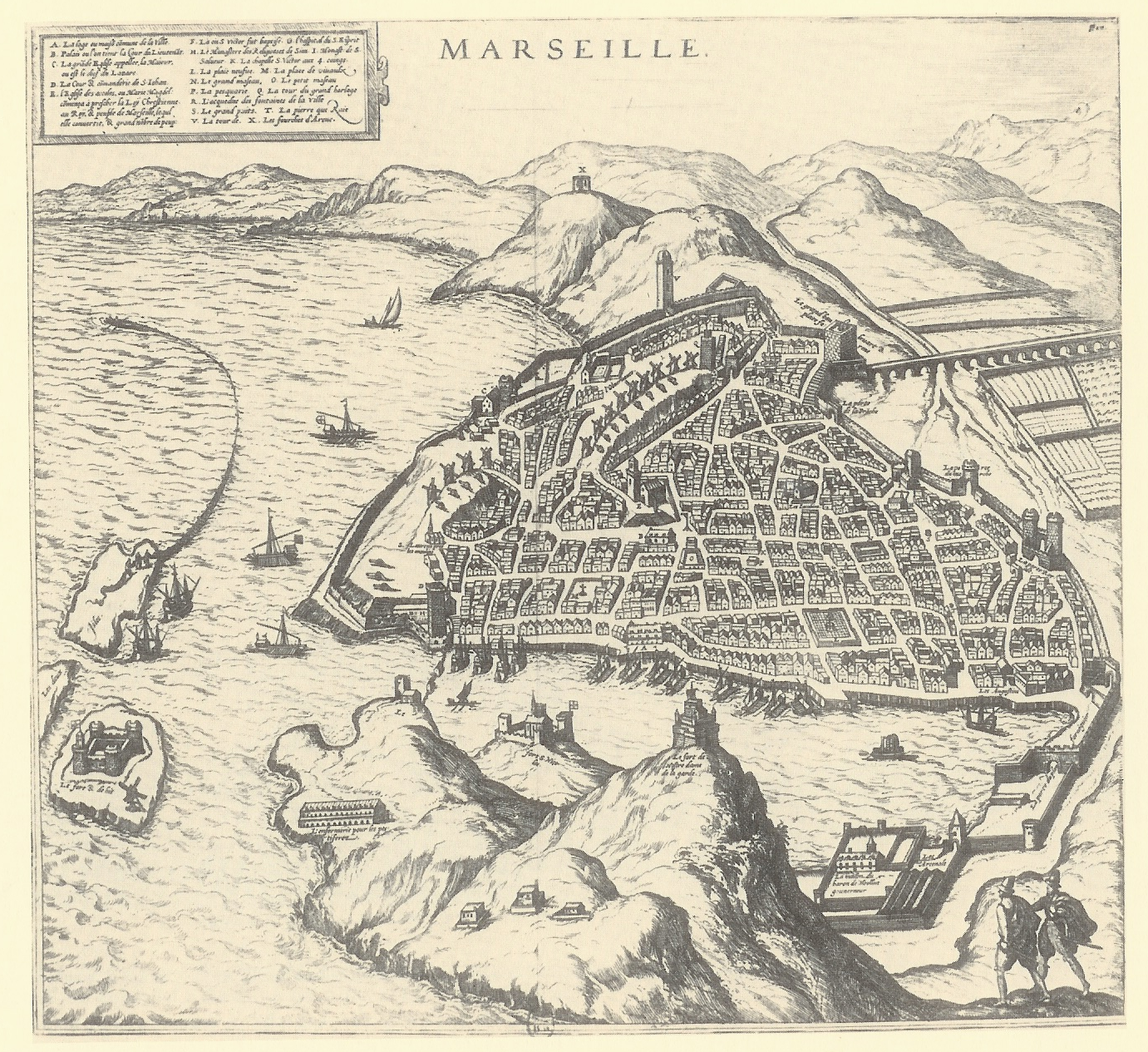
Vue cavalière de Marseille en 1572, au premier plan fort Notre-Dame de la Garde.

En 1585, le chef de la Ligue de Provence, Hubert de Garde de Vins, veut s'emparer de Marseille et s'allie avec Louis de La Motte Dariès, second consul de Marseille. Dans la nuit du 9 avril 1585 Dariès occupe le fort de la Garde d'où l'on peut prendre la ville sous le feu des canons. Mais la prise de Marseille échoue et Dariès et son complice Boniface sont exécutés.
En 1591, Charles Emmanuel, duc de Savoie, désire s'emparer de l'abbaye de Saint-Victor, bâtiment fortifié près du port. Il charge Pierre Bon, baron de Méolhon, gouverneur de Notre-Dame de la Garde, de s'emparer de l'abbaye. Dans la nuit du 16 novembre 1591 le sieur Méolhon s'empare de l'abbaye qui sera rapidement reprise par les partisans de Charles de Casaulx, premier consul de la ville de Marseille,.
En 1594, Charles de Casaulx veut devenir maître du fort de la Garde. Pour cela il y envoie deux prêtres, Trabuc et Cabot, pour célébrer la messe dans la chapelle. Après la célébration, Trabuc qui porte une cuirasse sous sa soutane, tue le capitaine du fort. Charles de Casaulx peut prendre possession du fort et nomme gouverneur son fils Fabio. En 1595 un mur en W est construit en contrebas du fort. Il est toujours visible et un parking est réalisé dans l’angle rentrant du mur.
Après l’assassinat de Charles de Casaulx le 17 février 1596 par Pierre de Libertat, Fabio est chassé du fort par ses propres soldats.

### Dernière visite royale
Louis XIII durant son séjour à Marseille, se rend à cheval malgré la pluie à Notre-Dame de la Garde le 9 novembre 1622. Il est reçu par le gouverneur du fort, Antoine de Boyer, seigneur de Bandol. À la mort de ce dernier survenue le 29 juin 1642, Georges de Scudéry, surtout connu comme romancier, est nommé gouverneur ; il ne rejoindra son poste qu'en décembre 1644, accompagné de sa sœur, Madeleine de Scudéry femme de lettres, qui donnera dans sa correspondance, de nombreuses descriptions du lieu et des environs ainsi que des différentes fêtes ou cérémonies : « Vendredi passé, qui était le lendemain de la fête Dieu, vous eussiez vu la citadelle banderolée des pieds à la tête d’une dizaine de drapeaux et, en branle, les cloches de notre clocheton, et une admirable procession rentrant au château. La statue de Notre-Dame de la Garde tenant, de son bras gauche, l’enfant nu et, de sa main droite, un bouquet de fleurs, était portée par huit pénitents déchaussés et voilés comme des fantômes ». Georges de Scudéry dédaigne de résider au fort et préfère habiter place de Lenche, quartier aristocratique de l’époque. La garde du fort est confiée à un modeste sergent, dénommé Nicolas.

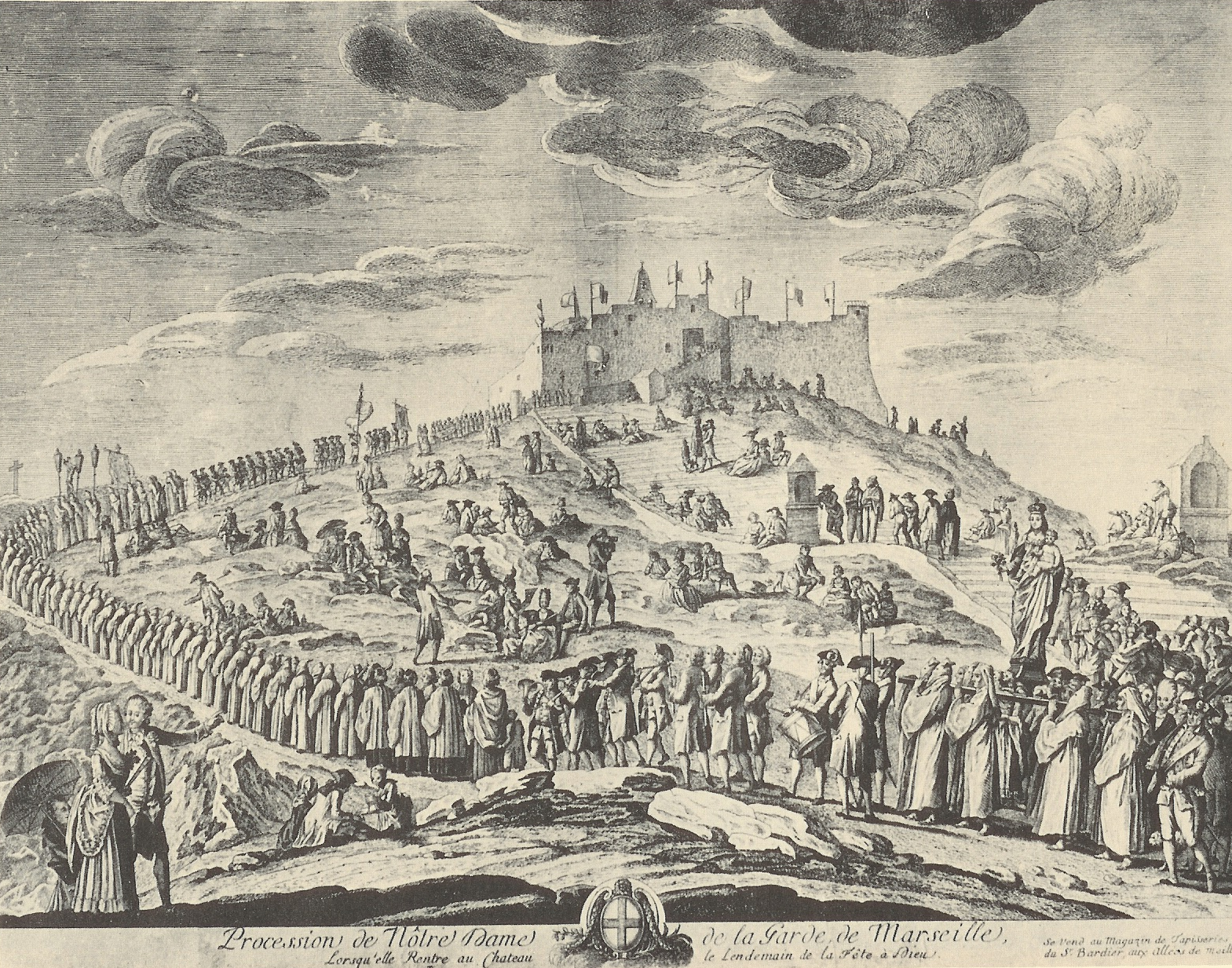
Procession au lendemain de la Fête Dieu, XVIIIe siècle.

Le seul évènement important qui se soit passé sous le gouvernement de Scudéry est l’affaire de Caze en 1650. Pendant la fronde, le gouverneur de Provence, le comte d’Alais, s’oppose au parlement de Provence et veut réprimer la révolte marseillaise. Estimant que le fort de la Garde constitue une position désirable, il soudoie le sergent Nicolas et le 1er août 1650 fait installer au fort un de ses partisans, David Caze. Il comptait ainsi offrir un appui à une attaque qui aurait pu être faite avec des galères venant de Toulon, ville qui lui était fidèle. Les consuls de Marseille réagissent à cette menace et David Caze est obligé de quitter le fort.

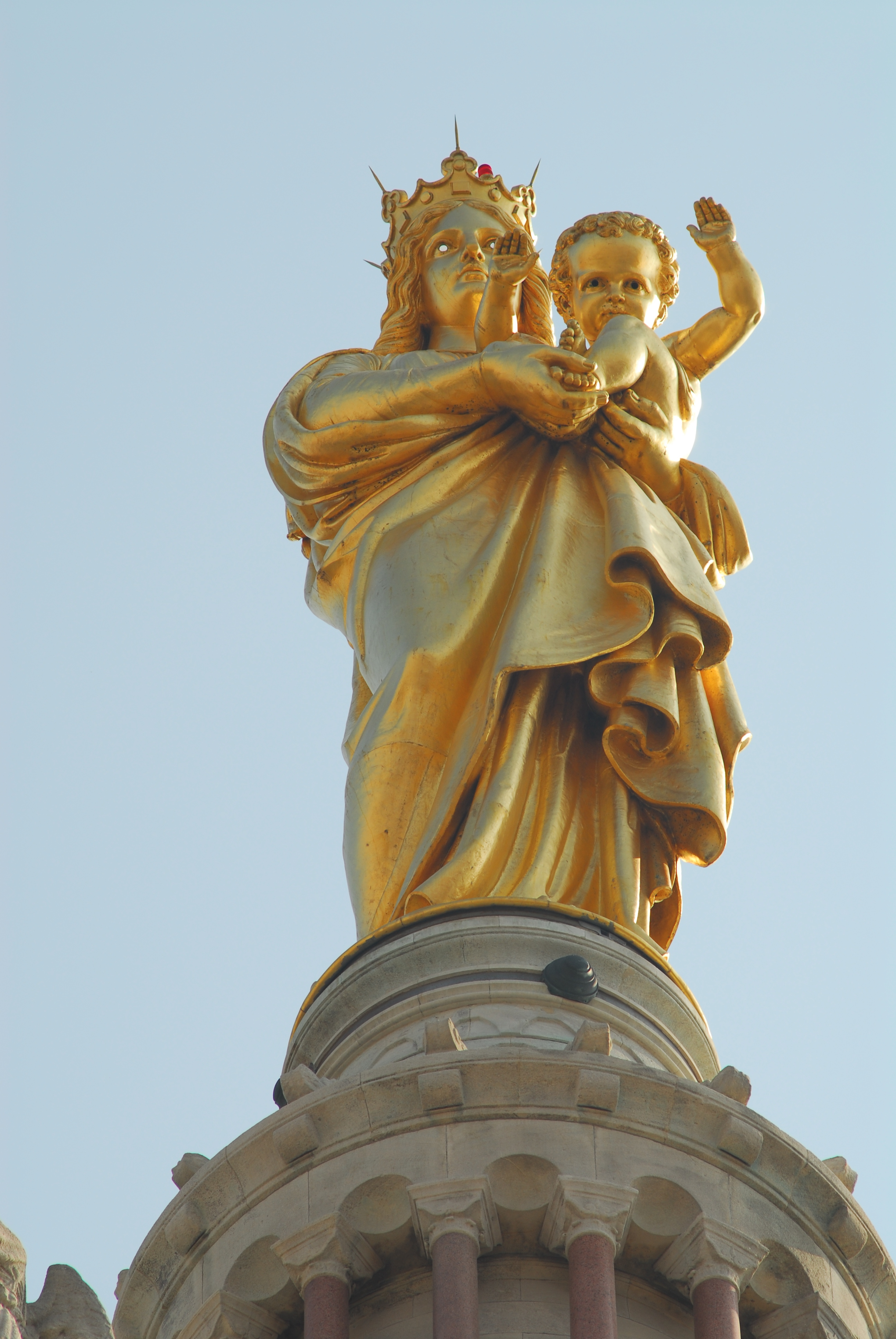
Statue dorée de Notre-Dame-de-la-Garde.

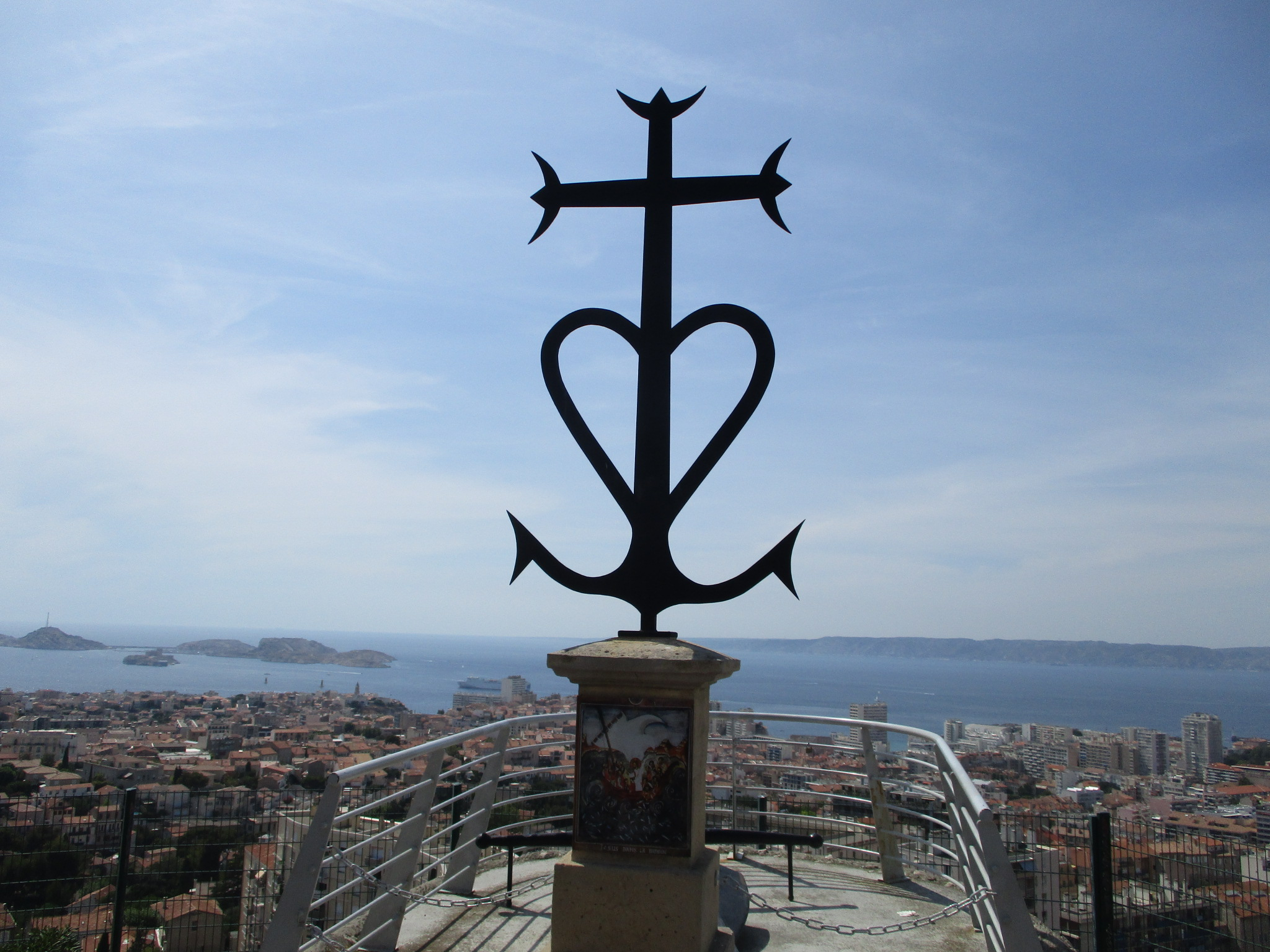
Croix camarguaise, face à la mer.

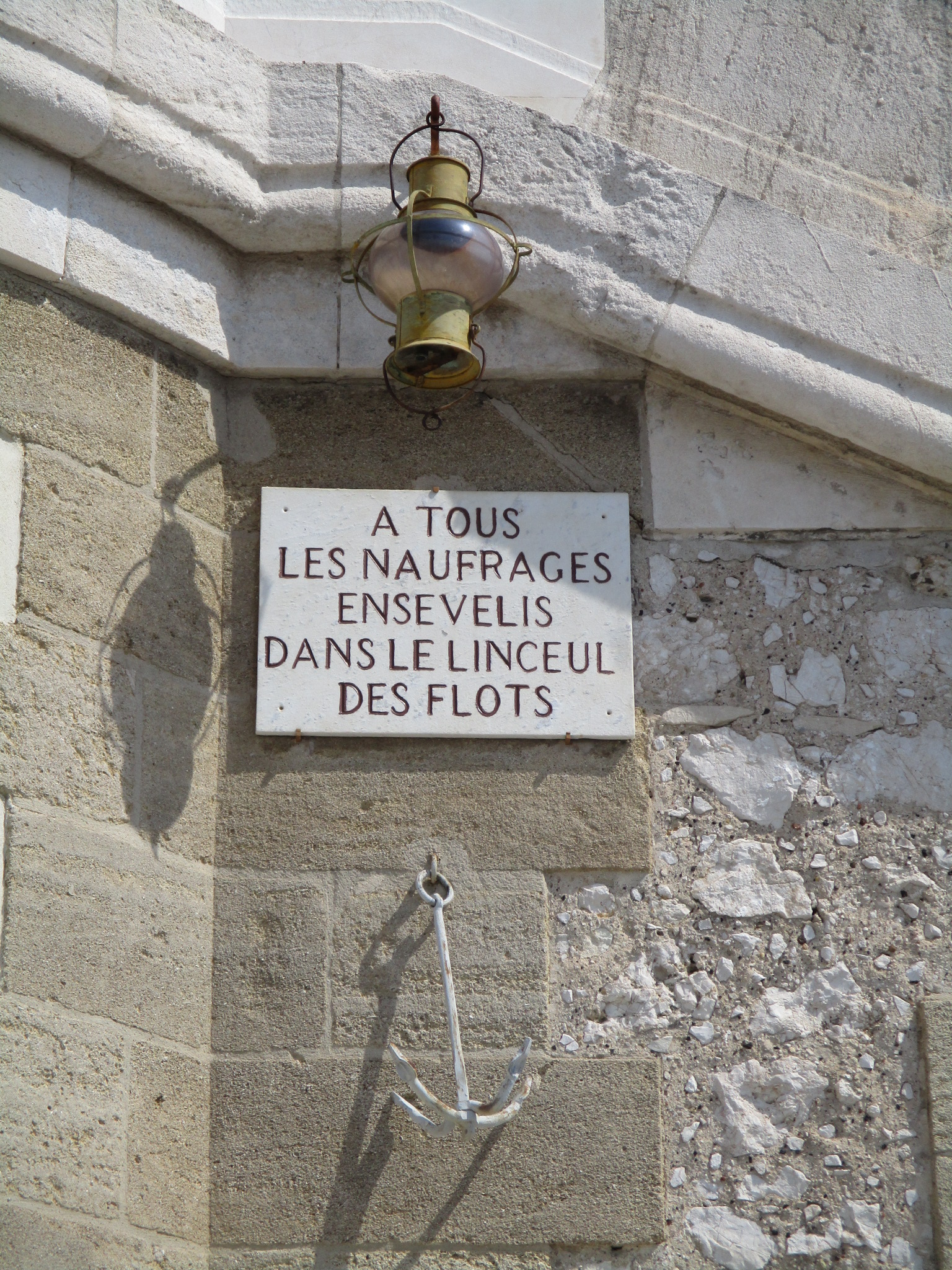
Plaque commémorative aux naufragés, face à la mer.

### AuXVIIIesiècle
En 1701 les ducs de Bourgogne et de Berry, petits-fils de Louis XIV, montent au sanctuaire.
Vauban qui a succédé à Clerville, le constructeur du fort Saint-Nicolas, étudie la possibilité de renforcer encore la défense de Marseille. Le 11 avril 1701 il présente un projet grandiose qui envisage la construction d'une vaste enceinte qui relierait le fort Saint-Nicolas à celui de Notre-Dame de la Garde et se poursuivrait jusqu'à la plaine Saint-Michel, actuellement place Jean-Jaurès, pour aboutir au quai d'Arenc. Ce projet n’a eu aucune suite.
Durant la peste qui touche Marseille en 1720, l’évêque Henri de Belsunce se rend par trois fois à pied à la chapelle Notre-Dame de la Garde les 28 septembre 1720, 8 décembre 1720 et 13 août 1721 pour bénir les habitants de la ville.

## Période révolutionnaire

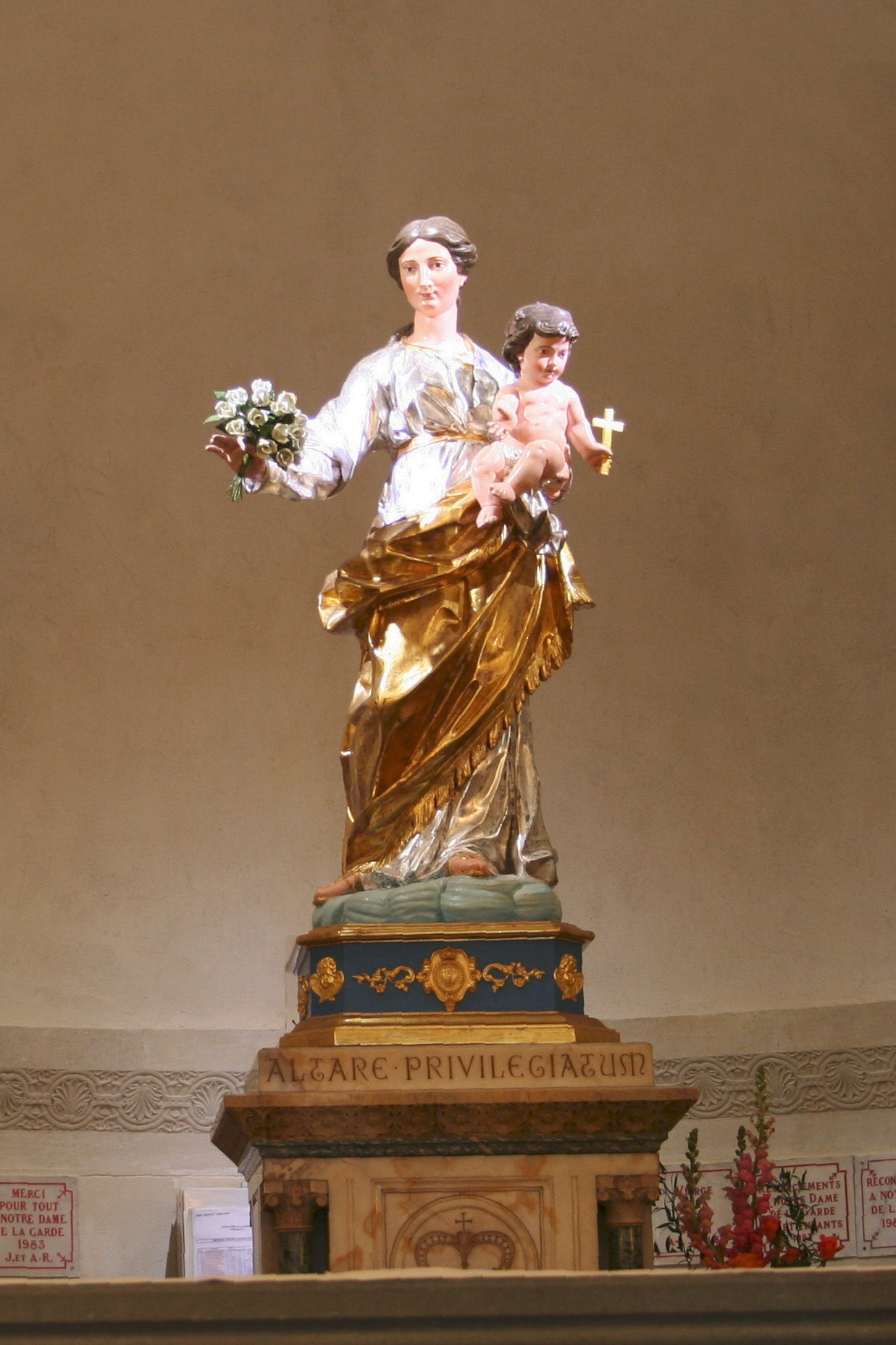
Vierge au bouquet située dans la crypte de la basilique Notre-Dame de la Garde

### Fermeture de la chapelle
Le 30 avril 1790 le fort est envahi par des patriotes qui, sous prétexte d’assister à une messe dans la chapelle, franchissent le pont-levis, utilisant un stratagème similaire à celui adopté par les ligueurs en 1594. Le 7 juin 1792, jour de la fête Dieu, la grande procession traditionnellement organisée ce jour-là, est troublée par des manifestations. Durant le trajet du retour au sanctuaire, la statue de la Vierge est ceinte d'une écharpe tricolore et l'enfant Jésus coiffé du bonnet phrygien.
Le 23 novembre 1793 les édifices religieux sont désaffectés et le culte cesse. Le 13 mars 1794, après inventaire, la statue en argent de la Vierge à l'Ostensoir, réalisée en 1661, est envoyée à l'hôtel des Monnaies de Marseille, pour y être fondue, et les objets de valeur, soit les objets de culte, tableaux — même la centaine d'ex-voto, répartis par lots de 20 pièces — vendus aux enchères.

### Une prison pour princes
En avril 1793, le duc d'Orléans Philippe Égalité, ses deux fils le duc de Montpensier et le duc de Beaujolais, sa sœur Louise duchesse de Bourbon et le prince de Conti sont emprisonnés quelques semaines à Notre-Dame de la Garde avant leur transfert au fort Saint-Jean. Malgré le manque de confort offert par les anciens appartements du gouverneur, les prisonniers ont l'avantage de jouir du panorama. Chaque jour, la duchesse de Bourbon, après avoir assisté à la messe, fait une station sur la terrasse du fort et demeure souvent deux heures en contemplation. La princesse, qui peignait fort bien, a laissé un dessin au crayon représentant une vue de Marseille effectué à partir de la terrasse de Notre-Dame de la Garde.

### Un homme providentiel: Escaramagne
La dernière vente aux enchères des objets appartenant au sanctuaire a lieu le 10 avril 1795. La chapelle étant devenue bien national, Joseph-Elie Escaramagne, la prend en location. Ancien capitaine de navire, ce royaliste a échappé de très peu à la guillotine en 1794 pour avoir fourni des canons et des fusils à l'armée fédéraliste marseillaise. Cette mésaventure déclenche sa profonde dévotion pour la Vierge Marie, traditionnellement adulée par les marins marseillais ayant frôlé la mort. Escaramagne, qui habite à proximité, à l'actuelle place du Colonel-Edon, se donne ainsi pour mission de rénover et ranimer l'endroit.
Après la reprise du culte dans certaines paroisses, il écrit en septembre 1800 au ministre de la guerre, Lazare Carnot, pour demander l'autorisation de rouvrir le sanctuaire. Mais le préfet, protestant, Charles Delacroix, fraichement nommé, consulté par le ministre, émet un avis défavorable en raison de l'utilité stratégique du fort puisqu'au même moment, la guerre menace. C'est pourquoi il faudra attendre le 4 avril 1807 pour que la chapelle soit rendue au culte et ouverte au public. Toutefois, la chapelle est vide.
La veille de la cérémonie, Escaramagne achète aux enchères une statue en bois de la Vierge à l’enfant du XVIIIe siècle qui provenait d’un couvent de religieux de Picpus, couvent qui se trouvait près du palais de justice mais démoli pendant la Révolution. Le sceptre que tenait la Vierge, disparu sous la Révolution, est remplacé par un bouquet de fleurs, d'où le nom de la statue de « Vierge au bouquet ». Le samedi 4 avril, à huit heures du matin, elle est solennellement transportée sur le site par des hommes vêtus en lévites et pieds nus selon l'antique usage accompagnés par le curé de la Major, M. Jaubert.
Une nouvelle statue d'argent sera réalisée en 1837 après la terrible épidémie de choléra. Le modèle fut massé par le sculpteur Cortot, la statue elle-même fut faite au repoussé, selon le procédé de Benvenuto Cellini, par l'artiste Chanuel, en six ans. Pour lui céder la place, la Vierge au bouquet sera donnée à la chartreuse de Montrieux, mais retournera en 1979 au sanctuaire. Elle est actuellement exposée sur l’autel de la crypte.

## Renaissance du sanctuaire
Le 4 avril 1807, la chapelle Notre-Dame de la Garde est rouverte au culte. Ce jour là une procession partie de la Major amène au sanctuaire la statue qui avait été achetée par Escaramagne. La traditionnelle procession de la fête Dieu reprendra en 1814. Julie Pellizzone mentionne cet évènement dans son journal : « Le dimanche 12 juin 1814, jour de la fête Dieu, les canonniers de la garde urbaine sont allés de grand matin, ainsi que les pénitents blancs, chercher Notre-Dame de la Garde pour l'amener en ville, suivant l'antique usage. Elle a été saluée par plusieurs coups de canon. On a dit la messe, ensuite elle s'est mise en route pour venir chez nous, portée par les pénitents qui avaient leur capuchon couvrant la figure, chose qui n'avait pas eu lieu depuis la Révolution. ».

### Agrandissement de la chapelle
Durant cette période le fort ne fait l’objet que de peu de travaux tandis que la fréquentation de la chapelle s'accroît régulièrement. Cette augmentation est telle que la chapelle de 150 m2 est agrandie en 1833 par adjonction d'une deuxième nef, ce qui porte la surface totale à 250 m2 environ. L’évêque de Marseille, Mgr Fortuné de Mazenod, bénira cette chapelle en 1834.

### Visiteurs de marque
La duchesse de Berry échappant à un naufrage en revenant de Naples, monte à la chapelle le 14 juin 1816 et dépose une statuette d'argent comme ex-voto. Cette statue fut fondue quelques années plus tard. La duchesse d'Angoulême, fille de Louis XVI monte à Notre-Dame de la Garde le 15 mai 1823, jour de très fort mistral. Malgré un vent violent, la duchesse tient à rester sur la terrasse pour jouir de la beauté du paysage.
En 1838 la Vierge de la Garde a un autre visiteur de marque : Chateaubriand.
Le pape François a rendu visite à la basilique Notre-Dame de la Garde le 22 septembre 2023.

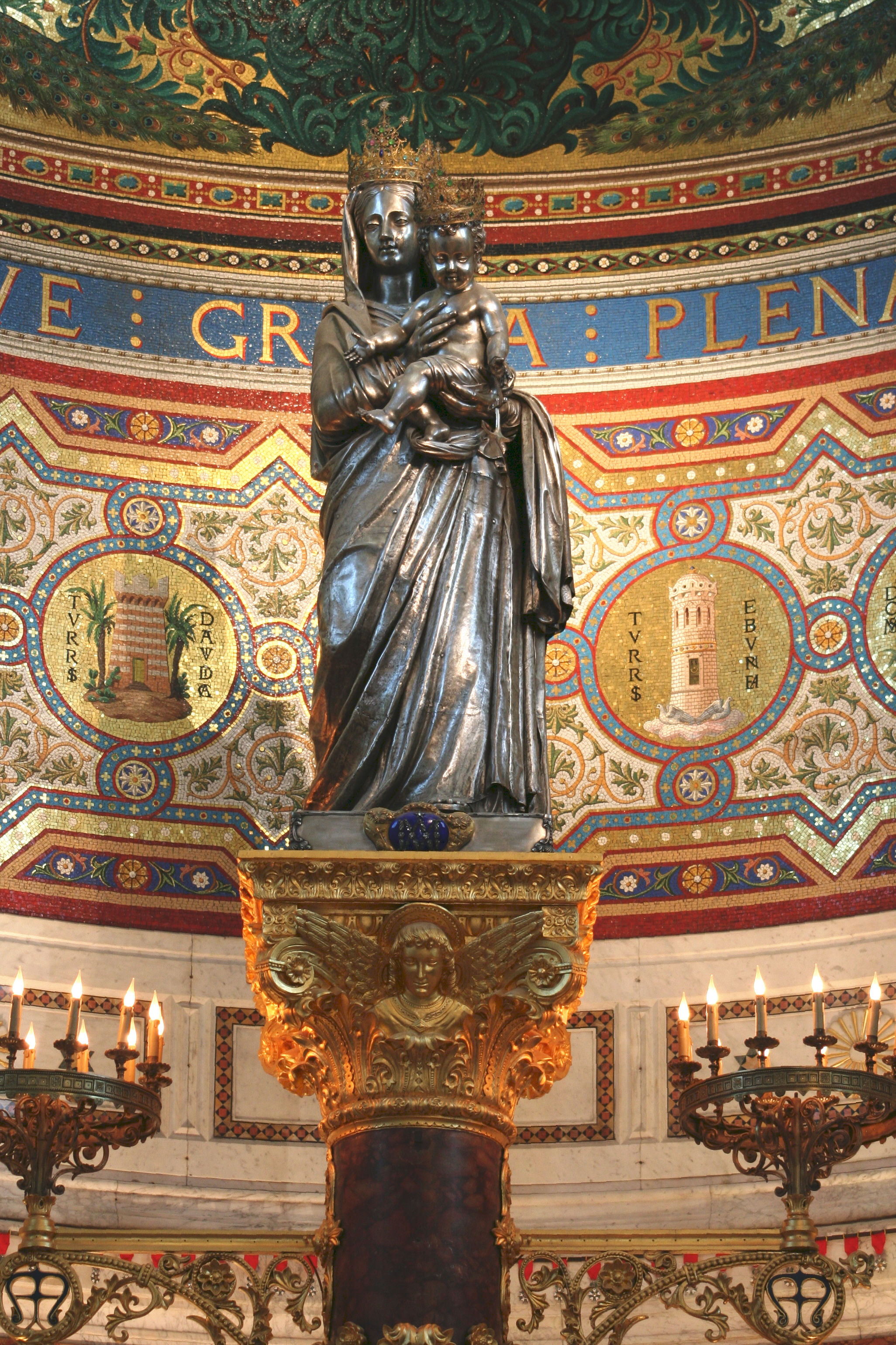
Vierge en argent dans l'église supérieure.

### Une nouvelle statue d'argent
Grâce à un don de 3 000 F fait par la duchesse d'Orléans lors de son passage à Marseille en mai 1823 et à diverses offrandes, la confection d'une nouvelle statue de la Vierge est envisagée afin de remplacer celle qui avait été envoyée à la fonte à la Révolution. En 1829 on demande à l'orfèvre Jean-Baptiste Chanuel, artiste marseillais installé rue des Dominicaines de confectionner cette statue d'après un modèle réalisé par le sculpteur Jean-Pierre Cortot, dont l'original se trouve dans l'église du Cœur-Immaculé-de-Marie de Suresnes. Au prix de cinq ans de travail (1829-1834) l'orfèvre marseillais réalise cette œuvre par le procédé très délicat du repoussé au marteau. Le 2 juillet 1837 la statue est bénie par Mgr Fortuné de Mazenod sur le cours Belsunce puis apportée au sommet de la colline de la Garde. Elle remplace la statue de la Vierge au bouquet que l’on donne à la chartreuse de Montrieux et qui reviendra dans la crypte en 1979.
Les deux statues de la Vierge au bouquet et de la Vierge en argent sont donc antérieures à la basilique dans laquelle elles sont exposées.

### Le bourdon Marie Joséphine

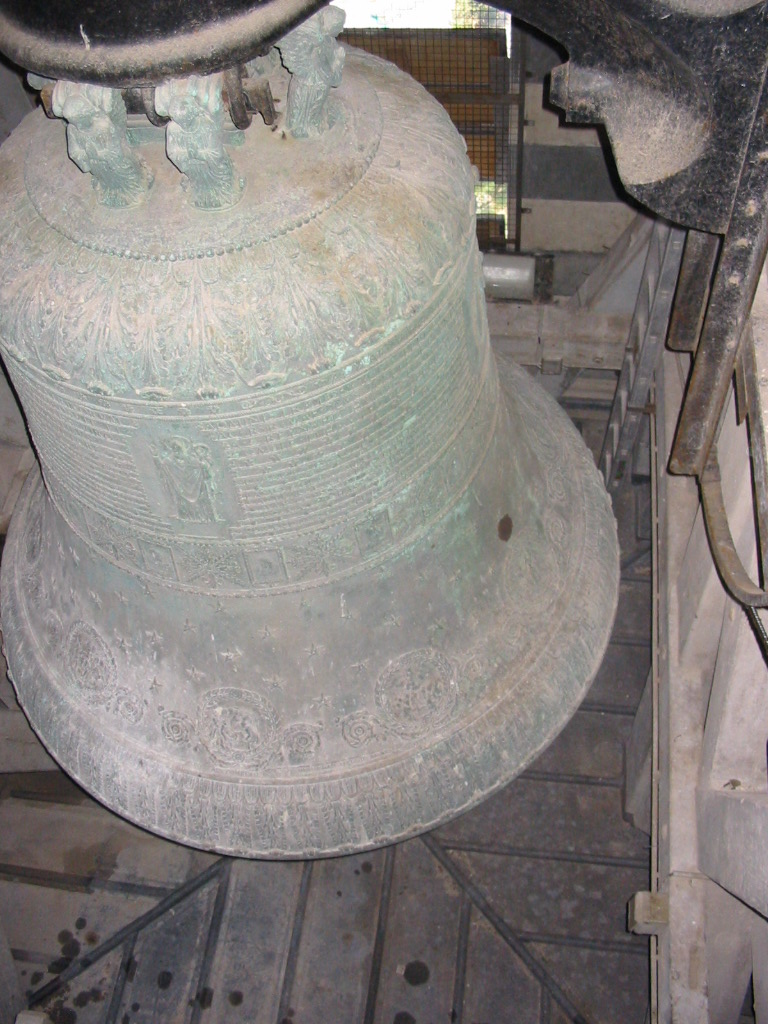
Bourdon fondu en 1845 par Gédéon Morel pour Notre-Dame de la Garde (8234 kg).

La reconstruction du clocher en 1843 lui permet de recevoir non plus une cloche mais un bourdon commandé à un fondeur lyonnais Gédéon Morel et acheté grâce à une souscription. Le bourdon fondu le 11 février 1845, arrive à Marseille le 19 septembre 1845. Il est déposé à la plaine Saint-Michel où il est béni le dimanche 5 octobre 1845 par Mgr Eugène de Mazenod et baptisé Marie Joséphine. Le parrain est André-Élisée Reynard alors maire de Marseille et la marraine l'épouse du négociant armateur M. Wulfran Puget, née Canaple ; leur nom est gravé sur le bourdon. Le 7 octobre, le bourdon qui pèse 8 234 kg est placé sur un chariot attelé de seize chevaux ; il est descendu de la plaine par la rue Thiers, les allées Léon-Gambetta, la rue Tapis-Vert, le cours Belsunce, la Canebière, la rue Paradis, le cours Pierre-Puget. Le convoi est ensuite renforcé de dix chevaux ce qui porte leur nombre à vingt-six. Le 8 octobre 1845 l'ascension de la colline commence à se faire avec l'aide également de cabestans et se poursuit jusqu'au vendredi 10 octobre, jour de son arrivée au fort. Le bourdon est mis en place le mercredi 15 octobre. Il fait entendre ses premières notes le 8 décembre, jour de la fête de l'Immaculée Conception.

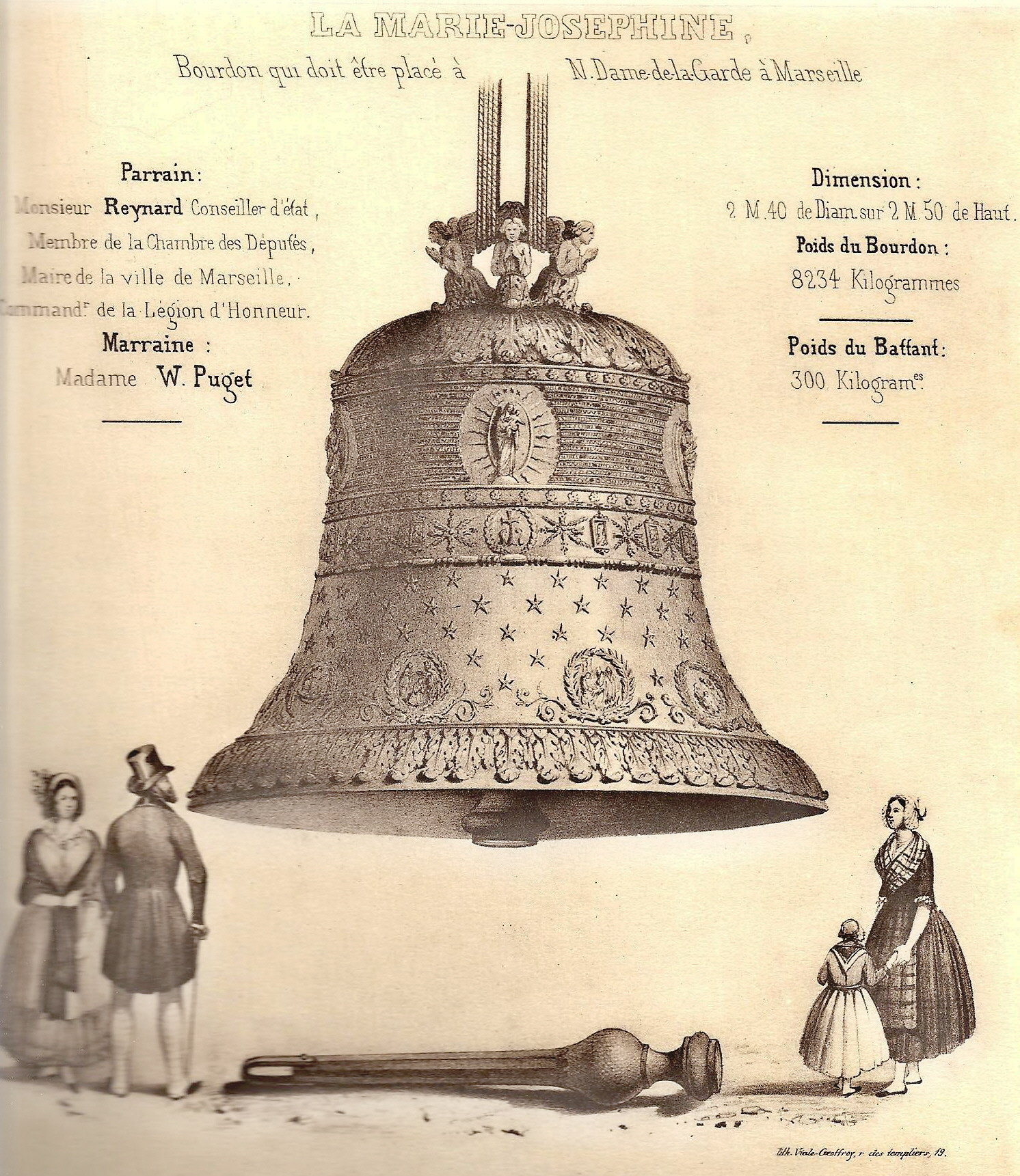
Le bourdon, lithographie de 1845.

À cette occasion le poète Joseph Autran compose un poème qui se termine ainsi :
« Chante, vaste bourdon ! chante, cloche bénie
Répands, répands à flots ta puissante harmonie ;
Verse sur la mer, sur les champs, sur les monts ;
Et surtout dès cette heure où ton hymne commence
Entonne dans les cieux un chant de joie immense
Pour la cité que nous aimons ! ».
Comme les statues de la Vierge exposées à l'intérieur de la basilique, le bourdon est antérieur à la construction de l'édifice actuel.

## Construction de la basilique actuelle

### Négociations avec l’armée
Dans le contexte de recharge sacrale, le responsable de la chapelle, le père Jean-Antoine Bernard, demande le 22 juin 1850 au ministère de la guerre, l'autorisation de reconstruire en plus grand la chapelle existante. Le 22 octobre 1850, le jour même où il quittait ses fonctions ministérielles, le général d'Hautpoul, ministre de la guerre, trouvant la demande trop imprécise, donne un accord de principe mais invite la commission du temporel à présenter un projet plus précis. Le 8 avril 1851, une nouvelle demande est adressée pour la construction d'une nouvelle église plus vaste ayant pratiquement la superficie des bâtiments existants, ce qui revenait à ne plus avoir de bâtiment à usage militaire à l’intérieur du fort. Grâce à l'appui du général Adolphe Niel, le comité des fortifications donne un avis favorable dans sa séance du 7 janvier 1852. L'autorisation de construire une nouvelle chapelle est donnée par le ministre de la guerre le 5 février 1852. Le fort, désormais considéré comme un ouvrage défensif de seconde catégorie, est déclassé du domaine militaire. Les études et la recherche du financement peuvent commencer.

### Le projet
Le 1er novembre 1852, Mgr Eugène de Mazenod sollicite des offrandes des fidèles. Des études sont demandées à différents architectes. Le conseil d'administration de la chapelle se réunit le 30 décembre 1852 en présence de Mgr de Mazenod. Le projet présenté par Léon Vaudoyer qui travaille à la cathédrale de la Major est le seul de style romano-byzantin, tandis que les autres sont de style néogothique. Chaque projet recueille cinq voix, mais le vote du vicaire étant prépondérant, le projet de Vaudoyer est retenu. Les plans ont été en fait établis par Henri-Jacques Espérandieu, son élève âgé seulement de vingt trois ans.
Le 23 juin 1853 Espérandieu est nommé architecte et met au point le projet. Bien qu'étant protestant, il ne semble pas que sa religion fut une cause majeure des difficultés rencontrées avec la commission du sanctuaire chargée de la mise en œuvre des travaux. Celle-ci décida, sans consultation de l'architecte, de ne pas mettre les travaux en adjudication pour faire jouer la concurrence, mais de les confier le 9 août 1853 directement à Pierre Bérenger, entrepreneur et architecte de l'église Saint-Michel, qui avait lui-même proposé un des projets néogothiques et qui était un proche de Mgr Mazenod. La commission décide également de lui imposer le choix d'artistes tels que le sculpteur Joseph Marius Ramus ou le peintre Karl Müller de Düsseldorf sans se soucier de savoir si leurs œuvres s'adapteront à l'architecture retenue. Le choix de Karl Müller ne fut pas confirmé par la suite, ce qui permit à l'architecte de s'orienter vers une décoration de mosaïques.

### Une difficile édification

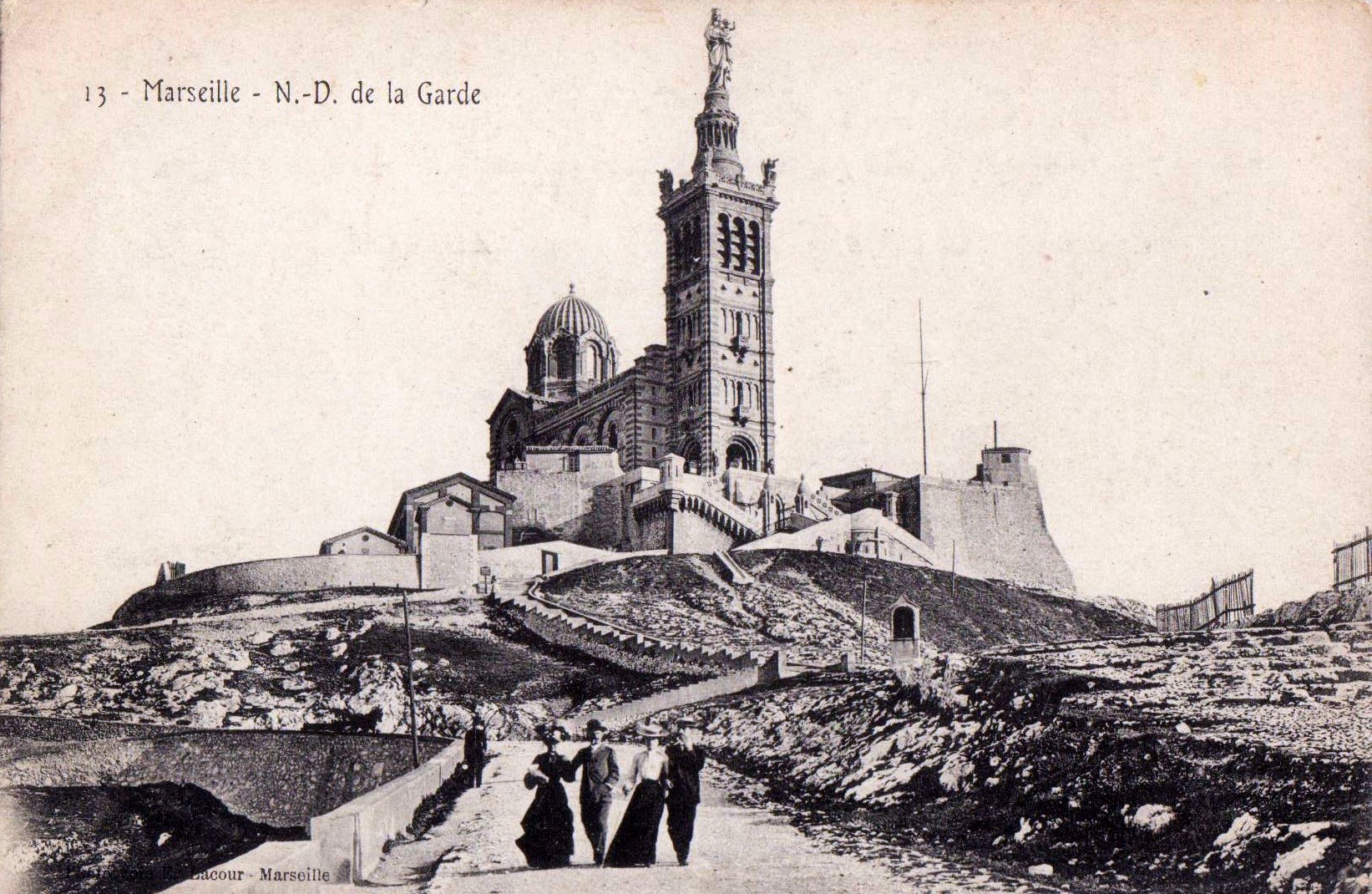
Basilique, carte postale, vers 1910.

La pose de la première pierre par l'évêque de Marseille Mgr Eugène de Mazenod a lieu le 11 septembre 1853 et Bonaventure de Chantérac, alors maire de Marseille. Les travaux commencent mais sont très pénibles à cause des fondations à faire dans une roche très dure, et des difficultés financières apparaissent rapidement. En 1855 on décide d’organiser une loterie autorisée par le gouvernement, mais qui rapporte moins que prévu. Les ressources financières sont d'autant plus insuffisantes que la commission du sanctuaire décide l'agrandissement de la crypte qui, au lieu de se trouver seulement sous le chœur, s'étendra sous toute la chapelle supérieure. Malgré un prêt engagé sur les biens propres de l’évêque, le chantier est arrêté deux ans de 1859 à 1861, année de la mort de Mgr de Mazenod.

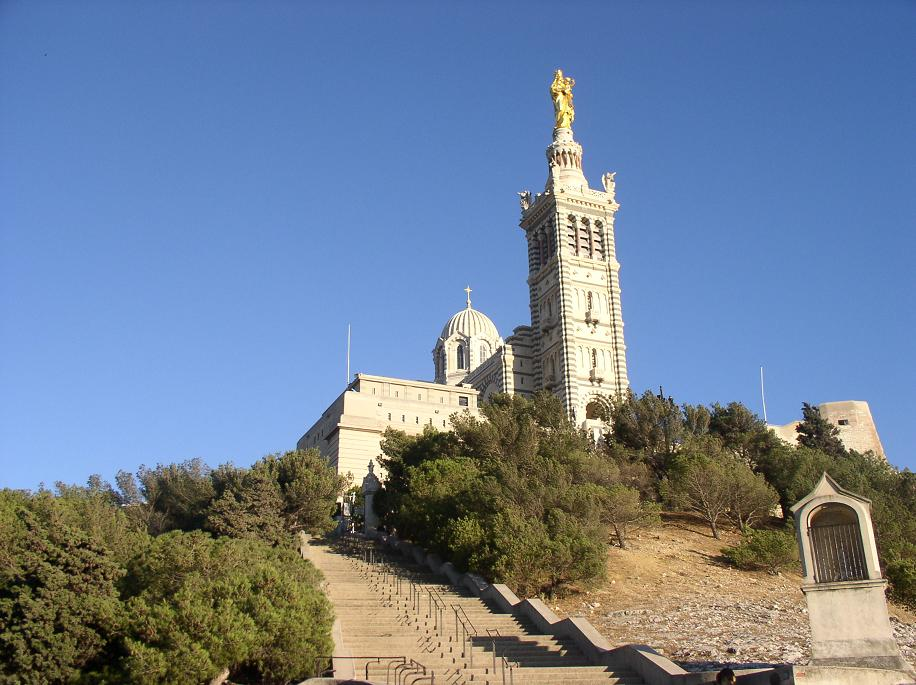
Beffroi, campanile et statue de la Vierge à l'enfant.

Le nouvel évêque Mgr Patrice Cruice qui arrive à la fin du mois d'août 1861, relance les travaux. La générosité de citoyens de toutes confessions et de toutes conditions sociales — de l'Empereur et de l'Impératrice qui rendent visite à la Vierge de la Garde le 9 septembre 1860 au plus modeste des Marseillais — permet l'achèvement des travaux.

La consécration du sanctuaire est donnée le samedi 4 juin 1864 par le cardinal Villecourt, membre de la curie romaine, en présence de quarante-trois autres évêques. En 1866, un dallage en mosaïque est posé dans l'église supérieure et le clocher carré est terminé ; le bourdon est installé en octobre de la même année.

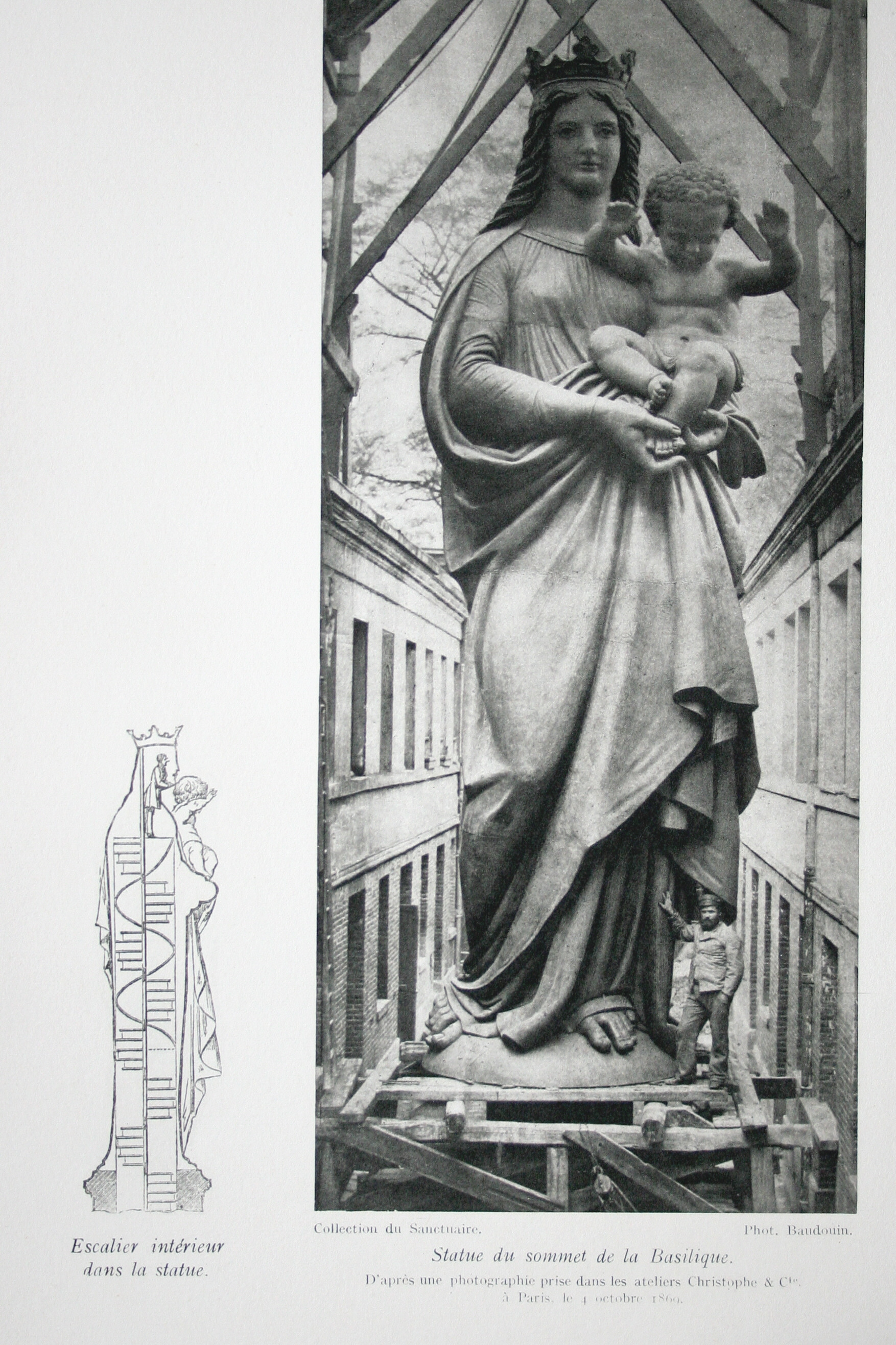
Statue du sommet et coupe, photographie prise vers 1869.

En 1867, on construit sur le clocher carré un piédestal cylindrique ou campanile destiné à recevoir la statue monumentale de la Vierge. Le financement de la statue est pris en charge par la ville de Marseille. Les esquisses de la statue faites par trois artistes parisiens, Eugène-Louis Lequesne, Aimé Millet et Charles Gumery sont examinées par un jury composé de l'architecte Espérandieu, de Bernex, maire de Marseille, Jeanron, directeur de l'école des Beaux-Arts, Bontoux, professeur à l'École de sculpture et Luce, président du Tribunal civil, administrateur du sanctuaire Notre-Dame de la Garde. Le projet de Lequesne est retenu.
Pour des raisons de coût et de poids, le cuivre est retenu comme matière pour la confection de la statue. Une méthode toute nouvelle pour l'époque est adoptée pour la réalisation de la statue : la galvanoplastie, « cet art de mouler sans le secours du feu », est préférée au cuivre repoussé au marteau. En effet, selon un rapport scientifique du 19 novembre 1866, l'emploi du cuivre galvanique permet d'obtenir une reproduction irréprochable et une solidité qui ne laissera rien à désirer. Seul Eugène Viollet-le-Duc pense que les produits de la galvanoplastie ne résisteront pas longtemps aux agents atmosphériques à Marseille (air marin humide et salé et, probablement déjà à l'époque, pollution). Espérandieu fait exécuter la statue en quatre tronçons à cause des difficultés de son ascension sur la colline et au sommet du clocher. Il insère au centre de la sculpture une flèche en fer, noyau d’un escalier à vis accédant à la tête de la Vierge pour l’entretien et la contemplation du site. Cette structure métallique, qui sert de support à la statue, permet de consolider l’ensemble en le reliant au gros œuvre de la tour. L'exécution de la statue, confiée aux ateliers Christofle, est terminée en août 1869. Pour réaliser cet ouvrage, il aura fallu utiliser des cuves d'électrolyse contenant 90 000 litres d'une solution de sulfate de cuivre et des moules en ronde bosse en gutta-percha armé pesant 1 500 kg. Les premiers éléments sont montés le 17 mai 1870 et la consécration est faite le 24 septembre 1870, mais sans éclat, la défaite face aux armées prussiennes occupant tous les esprits. Cette statue est dorée à la feuille ; la dorure qui nécessite 500 g d’or a été refaite en 1897, 1936, 1963 et 1989. La coquille galvanique est fixée par des entretoises à un pylône cylindrique en fer forgé qui plonge dans le campanile.

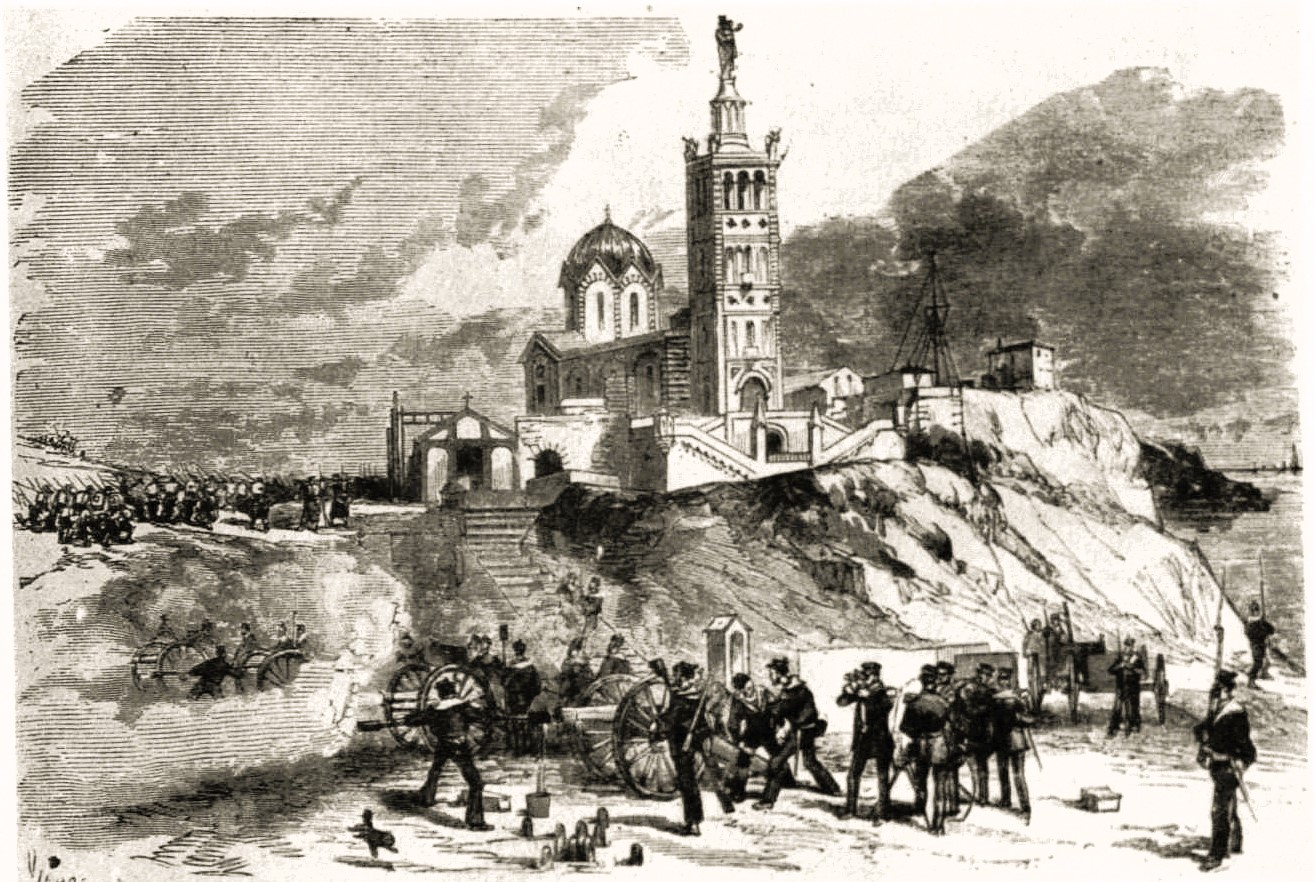
L'armée bombardant les insurgés marseillais depuis Notre-Dame de la Garde, surnommée « Notre-Dame de la Bombarde », le, dernier épisode de la Commune de Marseille.

En mars 1871 se forme à Marseille, à l’instigation de Gaston Crémieux, la Commune révolutionnaire. Aidés par des garibaldiens, les révolutionnaires s’emparent de la préfecture et font prisonnier le préfet. Le 23 mars 1871 le général Espivent de la Villesboisnet se replie à Aubagne, mais entreprend la reconquête de la ville dès le 3 avril. Les insurgés réfugiés dans la préfecture se trouvent sous le feu des batteries installées au fort Saint-Nicolas et à Notre-Dame de la Garde. Ils capitulent le 4 avril et disent que la Vierge a changé de nom et s’appelle désormais « Notre-Dame de la Bombarde ».
La chapelle est érigée en basilique mineure par le pape Léon XIII le 10 juin 1879.
À la suite du décès d’Espérandieu survenu le 11 septembre 1874, Henri Antoine Révoil est chargé du décor intérieur de la basilique, en particulier de la réalisation des mosaïques entre 1880 et 1899. La construction de l'autel majeur et la pose des mosaïques du chœur s'effectuent en 1882. Un incendie survient le 5 juin 1884 et détruit l'autel et la mosaïque du chœur ; de plus la statue d'argent de la Vierge est endommagée. La statue et les mosaïques sont restaurées et l'autel reconstruit selon les plans de Révoil. Le 26 avril 1886 le cardinal Lavigerie consacre le nouvel autel.
En 1886, des stalles réalisées en noyer sont installées dans le chœur ; les dernières mosaïques des chapelles latérales sont posées de 1887 à 1892. En 1897, on met en place les deux portes de bronze de l'église supérieure et la mosaïque qui les surmonte ; la statue de la Vierge est redorée pour la première fois. L'achèvement définitif de la basilique a donc lieu plus de quarante ans après la pose de la première pierre.

## Le funiculaire

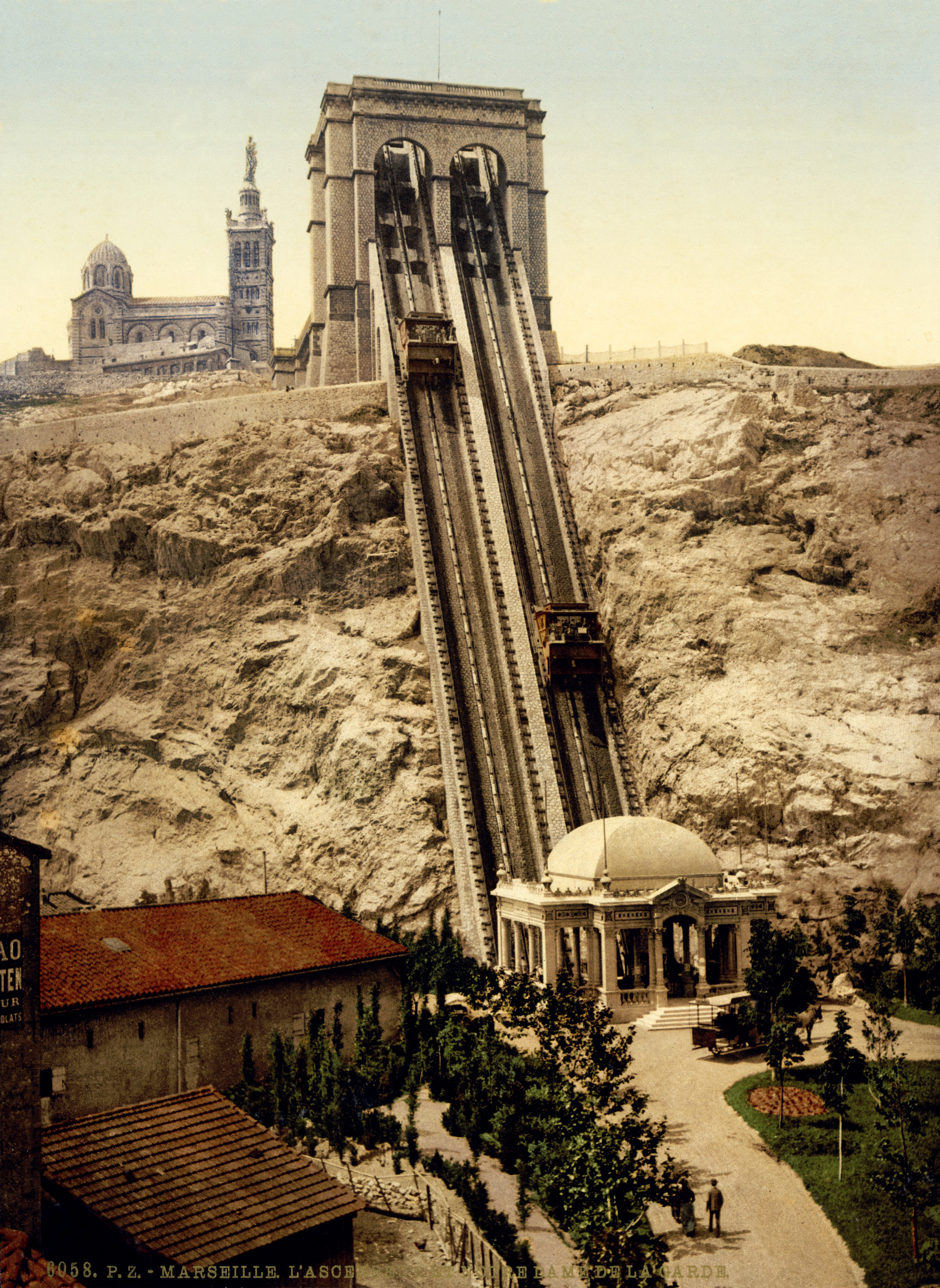
Ascenseur vu depuis la rue Dragon.

En 1892, un funiculaire, dit l'« ascenseur » fut construit. La gare inférieure se situait à l'extrémité de la rue Dragon, tandis que la gare supérieure donnait directement sur une passerelle accédant à la terrasse située sous la basilique. De là il ne restait que quelques degrés à gravir pour se trouver au niveau de la crypte, à 162 mètres d'altitude. Le 11 septembre 1967 à 18 h 30, le funiculaire cessa toute activité pour cause de non-rentabilité. Il fut détruit après avoir transporté 20 millions de passagers durant 75 années.
En décembre 2016, il a été décidé dans le cadre d'un nouveau plan global de transports de la métropole de construire un téléphérique urbain partant du Vieux-Port pour aller vers le sommet de la Bonne Mère (ou tout au moins à l'arrivée des escaliers de la basilique). Ce téléphérique devait voir le jour en 2019 ou 2020. Le projet n'est pas encore tout à fait concrétisé. Au conseil métropolitain, les élus prévoient de partir du théâtre de la Criée, d'autres prévoient de partir du fort Saint-Jean, de faire un tronçon jusqu'au quartier Saint-Victor puis de monter à la basilique. Ce transport permettrait de desservir le MuCEM, le quartier médiéval de Saint-Victor et le quartier situé autour de la basilique qui est en train d'étouffer sous les flux des cars touristiques et des voitures.

## La Libération

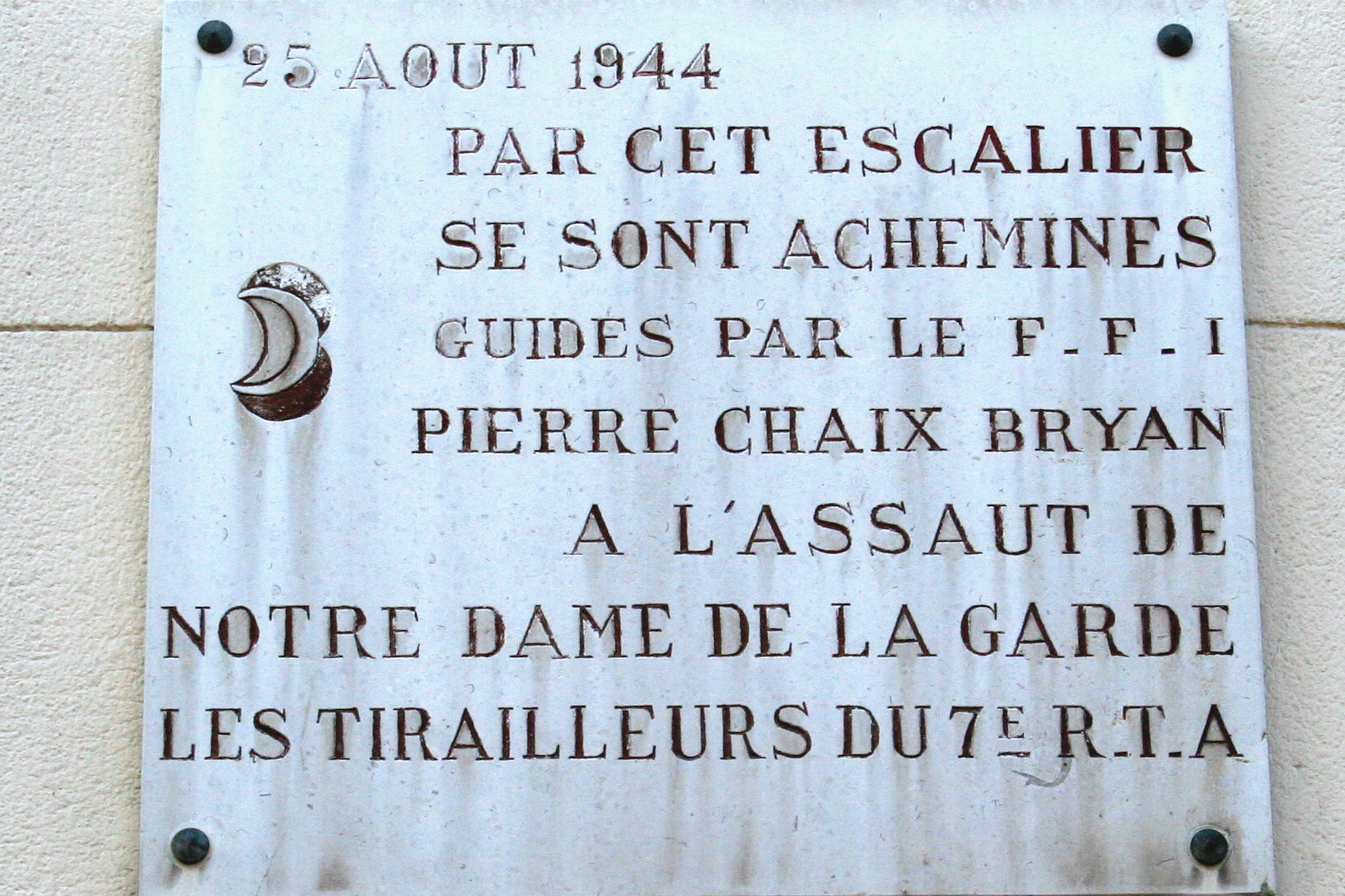
Plaque commémorative au no 26 A de la rue Jules-Moulet.

Le 24 août 1944, le général de Monsabert donne l'ordre au général Sudre de s'emparer de la colline de Notre-Dame de la Garde dont les rochers sont truffés de casemates allemandes. Mais ses ordres sont formels : « pas de bombardement aérien, pas d'emploi massif d'artillerie. Ce caillou légendaire devra être emporté d'assaut par des fantassins appuyés par des blindés ». Sudre dispose du 1er bataillon du 7e régiment de tirailleurs algériens (7e RTA), du 2e bataillon du 3e régiment de tirailleurs algériens (3e RTA) du commandant Valentin ainsi que d'une partie du CC1 de la 1re division blindée (1re DB). L'attaque principale est confiée au lieutenant Pichavant qui commande la 1re compagnie du 7e RTA. Dès le 25 août 1944 à 6 h du matin, les troupes progressent mais très lentement car les tirs allemands qui partent de la colline gênent l'avancée des soldats. Un FFI, Pierre Chaix-Bryan, connaît parfaitement le quartier. Il sait qu'au no 26 A de rue Cherchel, actuellement rue Jules-Moulet, se trouve un couloir qui permet de traverser l'immeuble et d'atteindre un escalier inconnu des Allemands. Une plaque commémorative marque le lieu. Les tirailleurs algériens empruntent cet escalier et arrivent sous le commandement de l'aspirant Roger Audibert, au plateau Cherchel. D'autres soldats empruntent les escaliers de la montée Notre-Dame qui part du boulevard du même nom. Les assaillants de la face nord sont pris sous le feu des casemates et sont pris à revers par les tirs des batteries du fort Saint-Nicolas. L'appui des chars est indispensable.

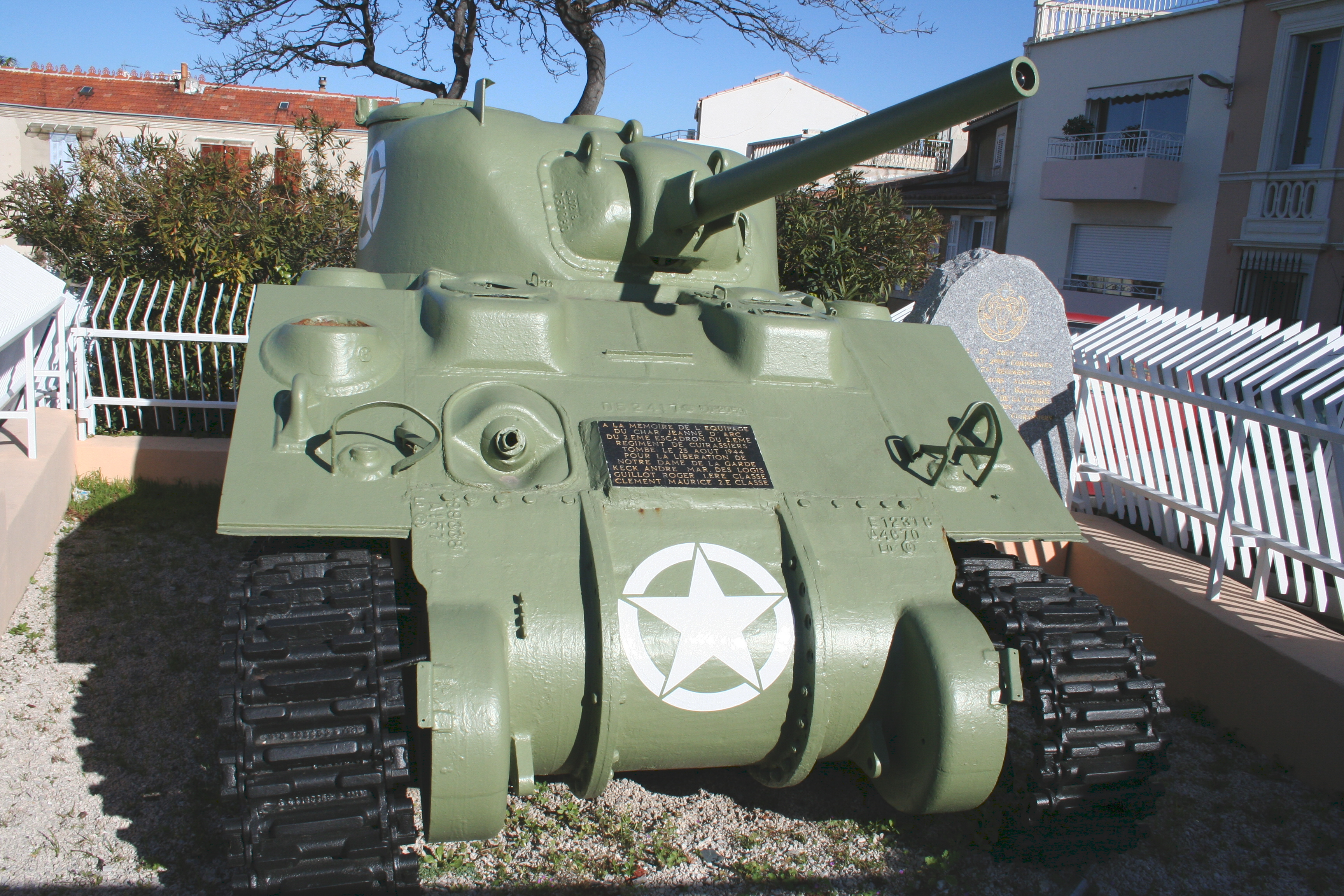
Char Jeanne d'Arc.

Au début de l’après-midi de ce 25 août 1944, les chars du 2e régiment de cuirassiers de la 1re D.B. donnent également l'assaut à partir du boulevard Gazzino, actuellement boulevard André-Aune, de la rue des Oblats et de la montée de l'Oratoire. Le char « Jeanne d’Arc » atteint de plein fouet est stoppé place du Colonel-Édon ; les trois occupants sont tués. Le char est toujours visible. Un deuxième char, le « Jourdan », saute sur une mine, mais protégé par un éperon rocheux, peut continuer ses tirs qui auront un effet décisif qui ne sera connu que plus tard. En effet un sous-officier allemand spécialiste des lance-flammes sera tué par ces tirs ; un jeune soldat inexpérimenté déclenchera prématurément le feu des lance-flammes qui seront inopérants, mais surtout feront repérer l'emplacement des batteries.

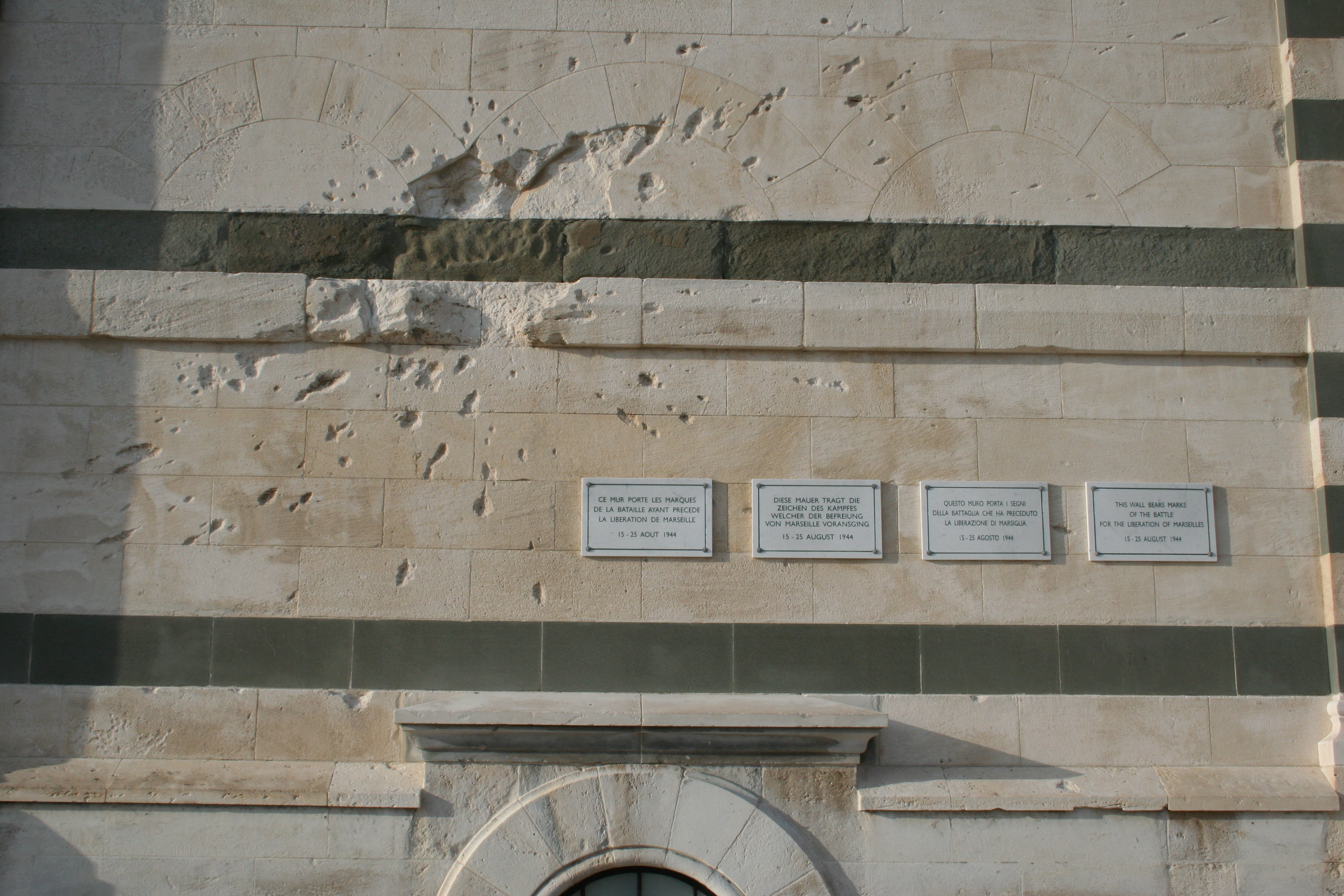
Traces des impacts d'éclats d'obus.

Autour de 15 h 30 une section de la 1re compagnie du 7e RTA commandée par l’aspirant Roger Audibert à laquelle s’était joint l'aspirant Ripoll, prend d'assaut la colline. Il est accueilli par Mgr Borel, recteur de la basilique, réfugié dans la crypte. Le drapeau français est hissé au sommet du clocher. Tous les Marseillais suivant les combats de la libération de leur Bonne Mère, une immense clameur s'éleva alors de toute la ville l'exploit accompli, augurant la liberté prochaine de la cité. Toutefois, la basilique subira alors les bombardements des troupes allemandes de l'Angelus et du Fort Saint-Nicolas, avant qu'ils soient eux-mêmes pris. La basilique porte encore les stigmates de ces combats.

## Architecture
L'aspect général du bâtiment se caractérise par le souci décoratif attesté par l'emploi de matériaux de couleurs contrastées : pierre calcaire de Calissane (calcaire d'âge Barrémien extrait au nord de l'étang de Berre) dont la blancheur tranche avec le vert du grès de Gonfolina (it), pierre de Florence. À l’intérieur de l'église supérieure rien n'a été épargné pour célébrer le culte de la Vierge avec notamment l'emploi de marbres de différentes couleurs et des mosaïques polychromes.
L'accès à l'édifice s’effectue par un avant perron occupant un développement de 35 m. de largeur débouchant sur un pont-levis. À partir de celui-ci on peut soit accéder directement à la crypte soit emprunter un escalier qui partant de part et d'autre conduit au porche d'entrée de l'église supérieure.
Le bâtiment peut être considéré comme une succession de volumes : porche et clocher, nef flanquée des chapelles latérales, ensemble transept, dôme, chœur et abside.

### Extérieur

#### Le clocher

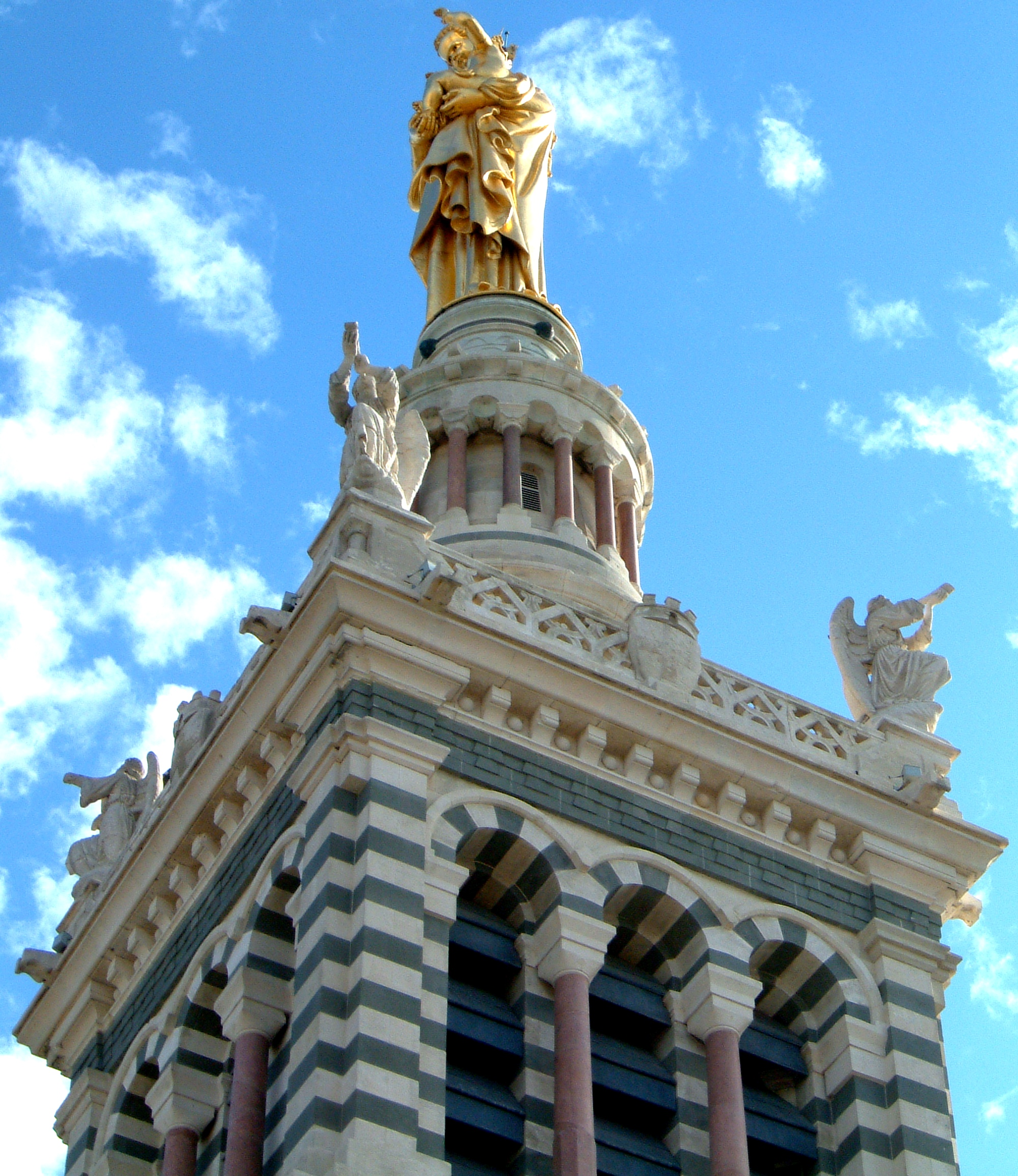
Au-dessus du beffroi est placé un campanile servant de piédestal qui supporte la statue de la Vierge à l'enfant.

D'une hauteur de 41 mètres, le puissant clocher carré situé au-dessus du porche d'entrée comporte deux étages identiques formés de cinq arcatures, celle du milieu servant de fenêtre à un petit balcon. Cet ensemble est surmonté d'un beffroi dont chaque face est constituée de trois grandes baies aux colonnes de  grès rose des Vosges derrière lesquelles sont placés les abat-sons. Ce beffroi abrite le bourdon et se termine par une terrasse carrée bordée d'une balustrade de pierre ajourée comportant au centre de chaque côté les armes de la ville et à chacun de ses angles une statue d'ange sonnant de la trompette. Ces quatre statues ont été sculptées par Lequesne. Sur la terrasse de cette tour carrée s'élève un campanile cylindrique d'une hauteur de 12,5 mètres comportant seize colonnes de grès rose sur lequel est posée la monumentale statue de la Vierge de 11,2 mètres.
Plaqué contre la façade sud de ce clocher, un escalier octogonal permet d'accéder à la terrasse et de là à l'intérieur du campanile et de la statue. Cet accès est interdit au public.
Du porche d'entrée on accède à l'église supérieure en franchissant le seuil des portes en bronze dessinées par Henri Révoil. Chaque ventail est décoré de trois panneaux superposés dont celui du centre porte le monogramme de la Vierge placé dans un cercle de perles figurant le rosaire. Le tympan de cette porte principale est orné d'une mosaïque représentant l'Assomption de la Vierge d'après un tableau de Faivre-Duffer.

#### Façades latérales
Les bas-côtés de la nef sont divisés en trois parties égales comportant en leur centre une fenêtre éclairant chacune une chapelle latérale. Les pilastres et les arcs sont constitués de pierres et de claveaux alternés verts et blancs. Des soupiraux placés au ras de la chaussée donnent un peu de jour aux chapelles souterraines de la crypte. La nef étant plus haute que les chapelles latérales, des baies géminées éclairent les trois calottes sphériques de la nef ; ces baies géminées ne sont pas visibles de la terrasse.

#### Transept, dôme et abside
Le transept éclairé par deux croisées géminées surmontées d'une rosace est orienté est-ouest. Sur son axe s'élève un dôme de 9 mètres de diamètre. Ce dôme élevé sur un plan octogonal est composé de trente deux lamelles à l'intersection desquelles s'érige une croix. Chaque face du plan octogonal est percée d'une fenêtre, chacune encadrée de deux colonnes de granit rouge, dont le plein cintre est surmonté d'un fronton triangulaire.
L'abside demi-circulaire est décorée de cinq arcatures aveugles encadrées chacune de deux colonnes de granit rouge. La construction postérieure des bâtiments de la sacristie cache une partie de l'abside.

### Intérieur
Le contraste est saisissant entre la sobriété de la crypte et la somptuosité de l’église supérieure. La crypte, de faible hauteur, est peu éclairée et sans décoration tandis que l’église supérieure, éclairée par des baies, est richement décorée de marbres polychromes, d'onyx d'Algérie et de mosaïques.

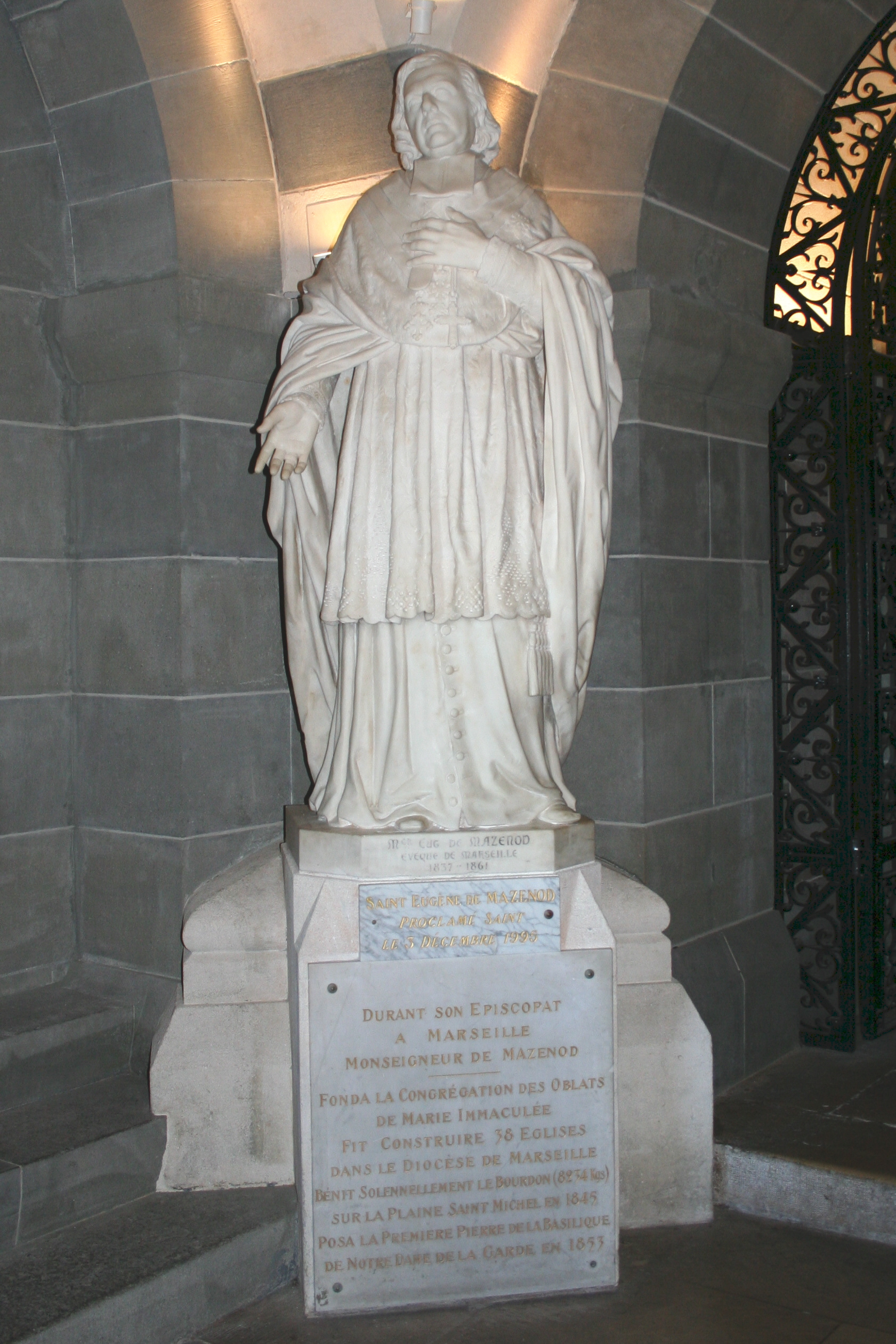
Statue de Mgr de Mazenod à l'entrée de la crypte.

#### Crypte

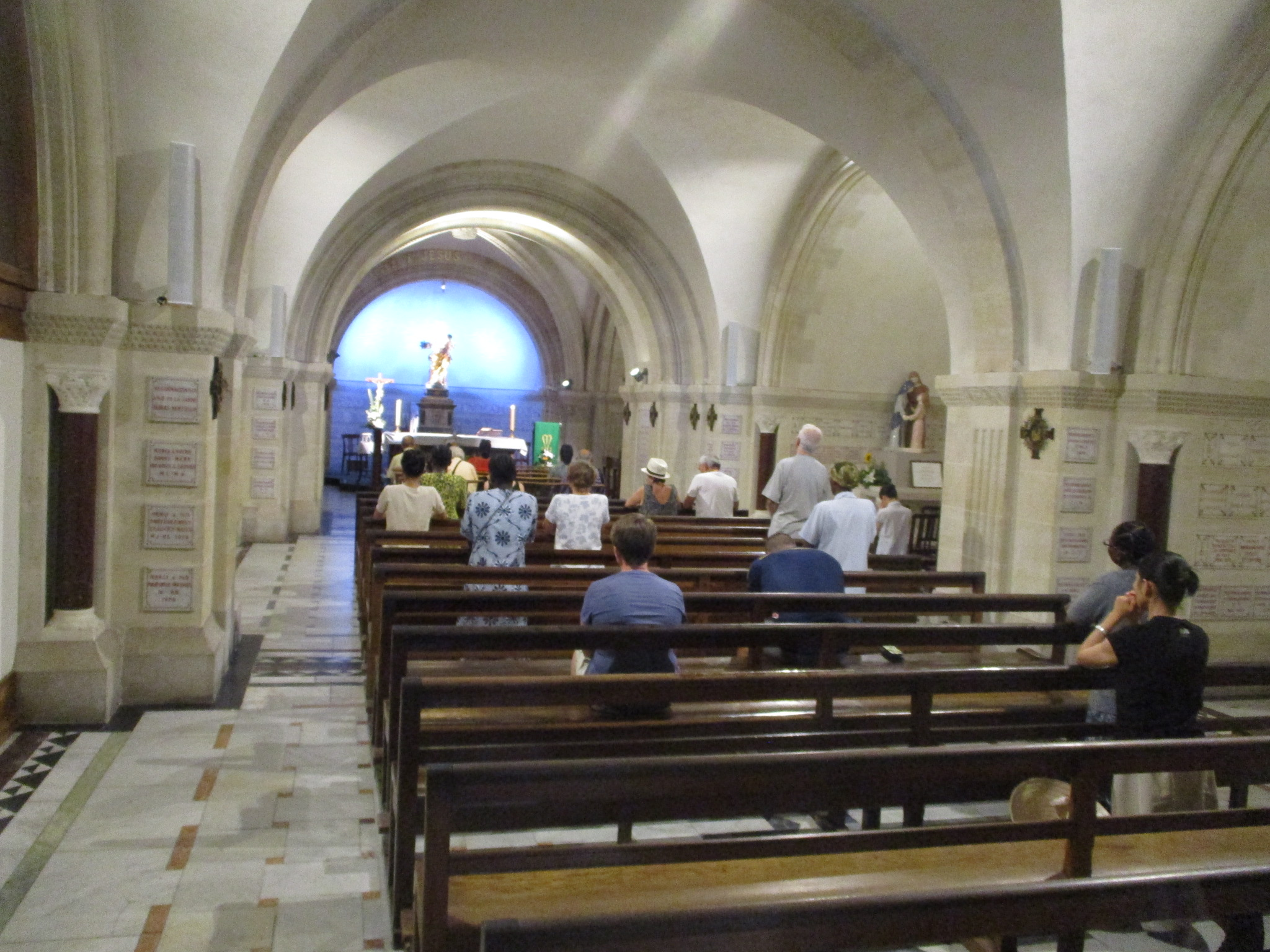
La crypte.

Dans le hall d'entrée situé sous le clocher se trouvent deux statues de marbre représentant Mgr de Mazenod et le pape Pie IX, sculptées par Ramus. Dans ce hall se trouvent de part et d'autre de l'entrée deux escaliers conduisant à l'église supérieure.
Entièrement de style roman, la crypte se compose d'une nef voûtée en plein cintre bordée de six chapelles latérales correspondant exactement à celles de l'église supérieure. Le maître autel est en pierre de Golfalina. Derrière cet autel s'élève la statue de la Vierge au bouquet. Dans les chapelles latérales sont placées des plaques portant le nom des différents donateurs ayant répondu à l'appel de Mgr Cruice. Les autels latéraux sont consacrés à sainte Philomène, saint André, sainte Rose, saint Henri, saint Louis et saint Benoît Labre qui fut le modèle de Paul Verlaine au temps de sa conversion. Dans les deux chapelles du fond, à droite et à gauche, deux escaliers aboutissent aux sacristies et aux tribunes du chœur et du maître autel de la chapelle haute ; ces escaliers ne sont pas accessibles au public.

#### Église supérieure

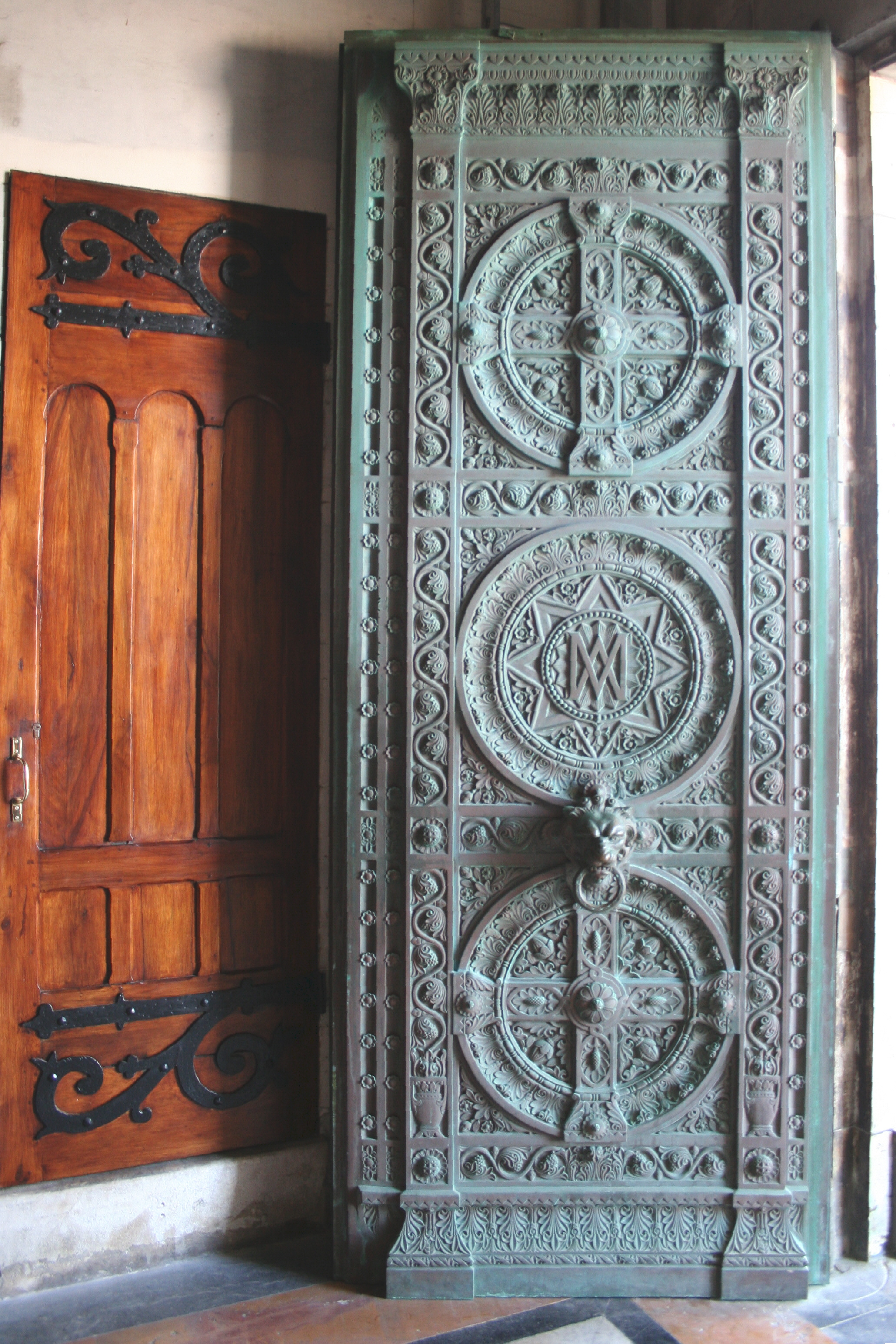
Porte d'entrée en bronze.

Les dimensions intérieures de l'église supérieure sont assez modestes. La nef a une longueur de 32,7 m. et une largeur de 14 m. Chaque chapelle latérale mesure 3,8 m. par 5,4 m. À l’intérieur de l'église supérieure c'est le triomphe de la polychromie avec de somptueuses mosaïques et des colonnes et pilastres en marbre aux couleurs alternées rouge et blanc. Si pour le blanc le marbre de Carrare s'imposait, en revanche pour le rouge le choix fut très délicat. L'architecte Espérandieu voulait un rouge nuancé pour s'harmoniser avec les mosaïques et ne pas trop trancher avec la blancheur du marbre de Carrare. Le marbrier Jules Cantini fit la découverte au lieu-dit « les belles pierres » sur la commune de La Celle près de Brignoles (Var) d’un gisement de marbre rouge jaspé de jaune et de blanc, recevant un beau poli, qui convint parfaitement. Pour les parties hautes c'est le stuc, c'est-à-dire du marbre reconstitué, qui est adopté.
Les mosaïques des plafonds et des parois dont la surface développée est d'environ 1 200 m2 ont été réalisées de 1886 à 1892 par la société Mora installée à Nîmes. Les tesselles qui provenaient de Venise, ont été fabriquées par des artisans au sommet de leur art. Chaque panneau comporte près de 10 000 tesselles au mètre carré, ce qui représente pour la basilique environ 12 millions de petits carreaux de 1 à 2 cm2. Ces mosaïques constituent un ensemble exceptionnel par la complexité de ses décors réalisés par des architectes ou des peintres de renom et par la qualité des tesselles. Les sols sont revêtus d’environ 380 m2 de mosaïques romaines au dessin géométrique.

##### La nef
Tapissée de mosaïques, la nef crée une atmosphère surnaturelle teintée d’orientalisme. Elle est recouverte de trois coupoles décorées de mosaïques réalisées de façon identique : sur un semis de fleurs sont figurées des colombes en cercle autour d’un fleuron central. Les couleurs des fleurs sont différentes pour chaque coupole : blanche pour la première, bleue pour la seconde et rouge pour la troisième. Aux quatre angles, aux retombées de la voûte sur les piles, sont représentées dans des médaillons, des figures représentant des passages de l'ancien testament évoquant des préfigures de Marie. On observe les médaillons suivants, chacun étant entouré par quatre citations, deux en grec et deux en latin :
- 1re coupole : arche de Noé, sortie de l'arche avec l’arc-en-ciel, échelle de Jacob et buisson ardent. Traduction des inscriptions :

« Arche gardant le germe de la seconde création », « Arc-en-ciel dont le fruit est le souvenir de l’alliance du Seigneur », « Échelle de Jacob, cause de notre ascension », « Buisson ardent d’un feu spirituel » ;
- 2e coupole : tables de la Loi, bâton fleuri d'Aaron, chandelier à sept branches et encensoir du temple. Traduction des inscriptions :

« Loi de la grâce, nouvellement inscrite, par laquelle nous est révélé ce qui plaît à Dieu », « Bâton d’Aaron, Marie, qui a enfanté le Christ, le vrai prêtre », « Christ, vrai chandelier aux sept lumières s’allumant au feu inaccessible », « Mère de l’encensoir tout fumant, Souveraine des Anges » ;
- 3e coupole : vigne chargée de raisins, lys entre les épines, rameau d’olivier aux feuilles d'argent et palmier. Traduction des inscriptions :

« Vigne mystique qui a reçu la grappe de raisin de l’immortalité », « Née de l’épineuse race des Juifs, resplendissante de pureté virginale », « De l’olivier, l’Esprit apporta un brin d’en haut, annonçant la paix », « Mère nourricière comme un palmier florissant et porteur de fruits ».

Mosaïques de la première coupole
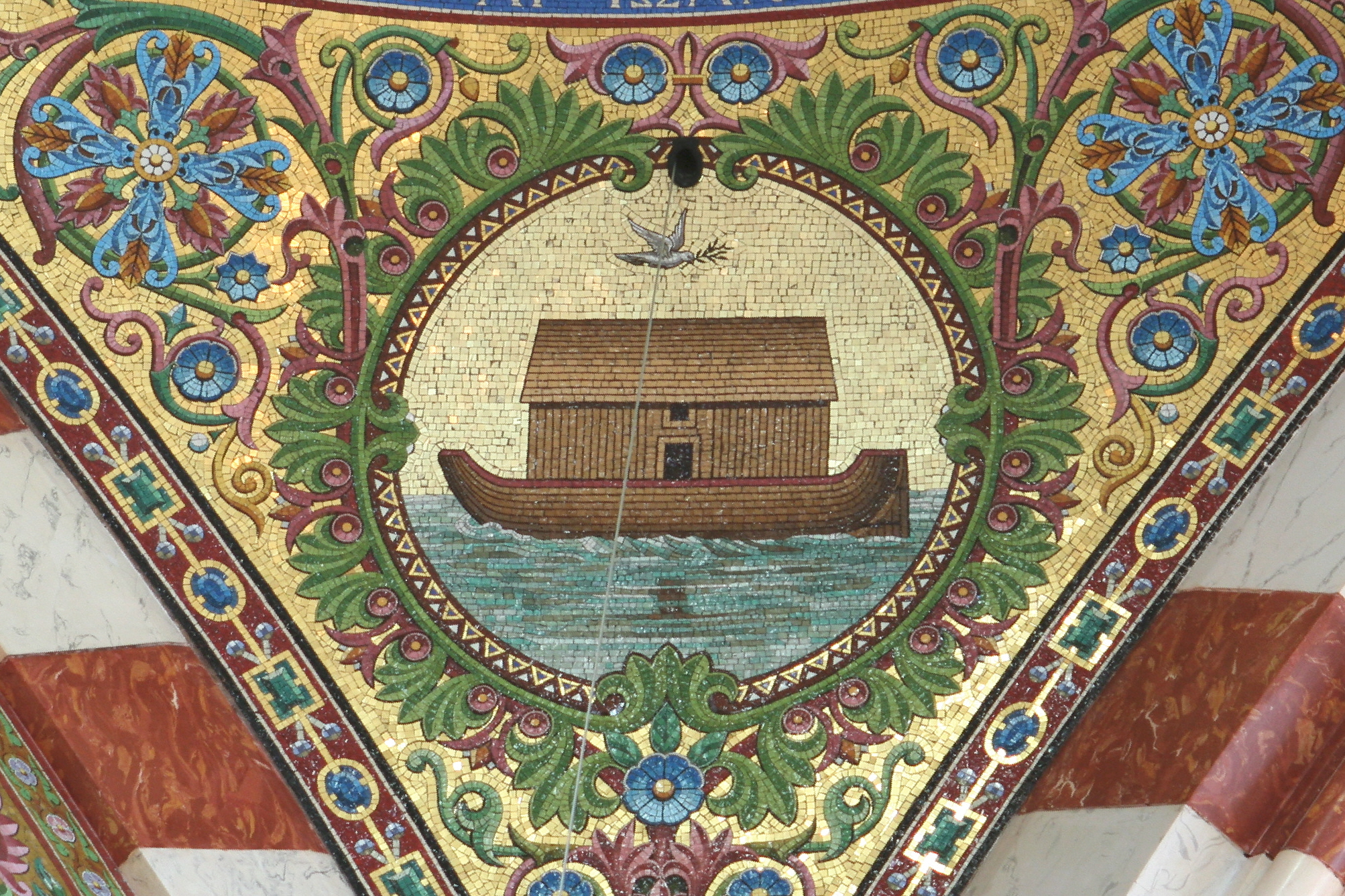
L'arche de Noé.
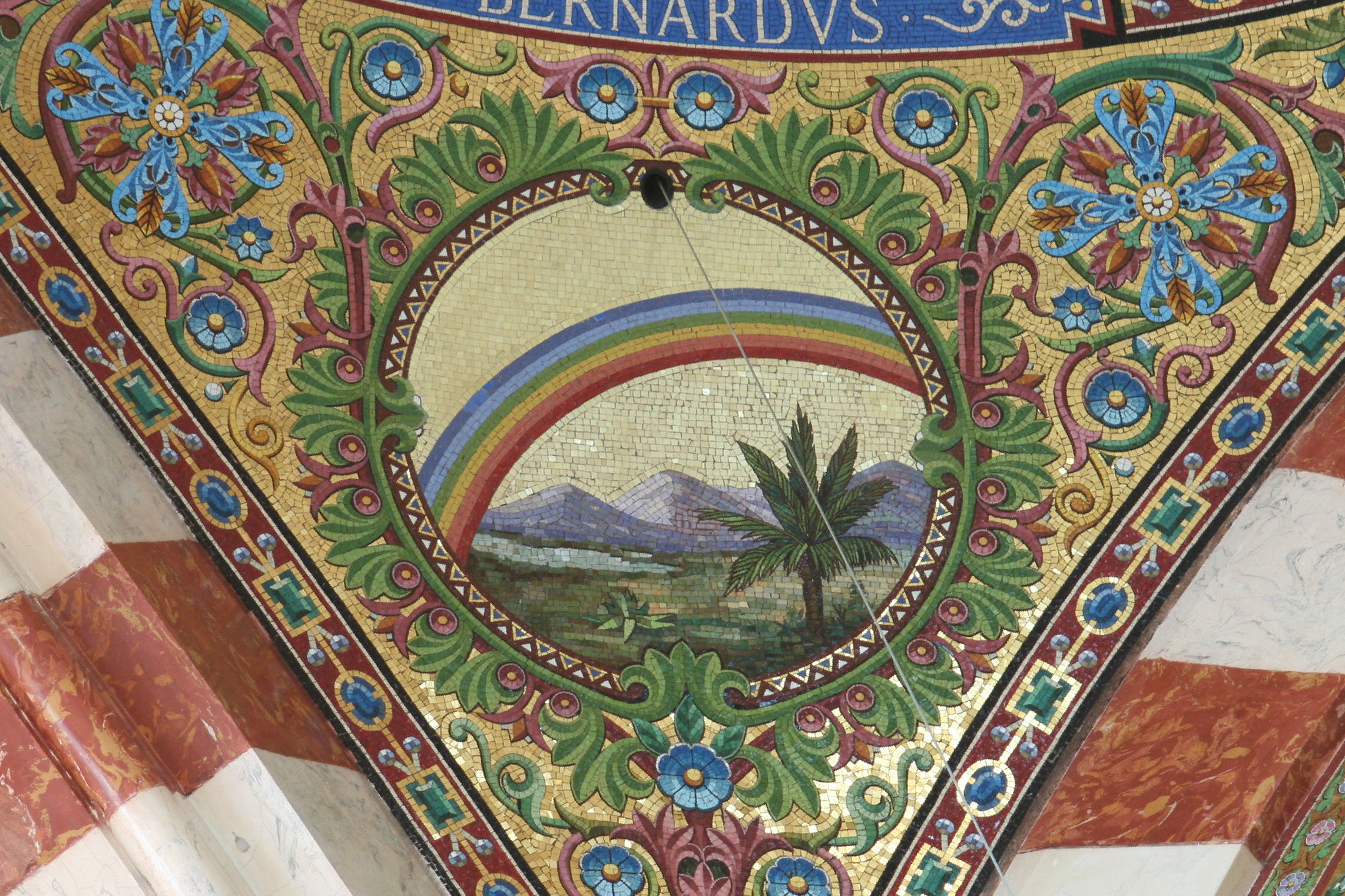
Après la sortie de l'arche.
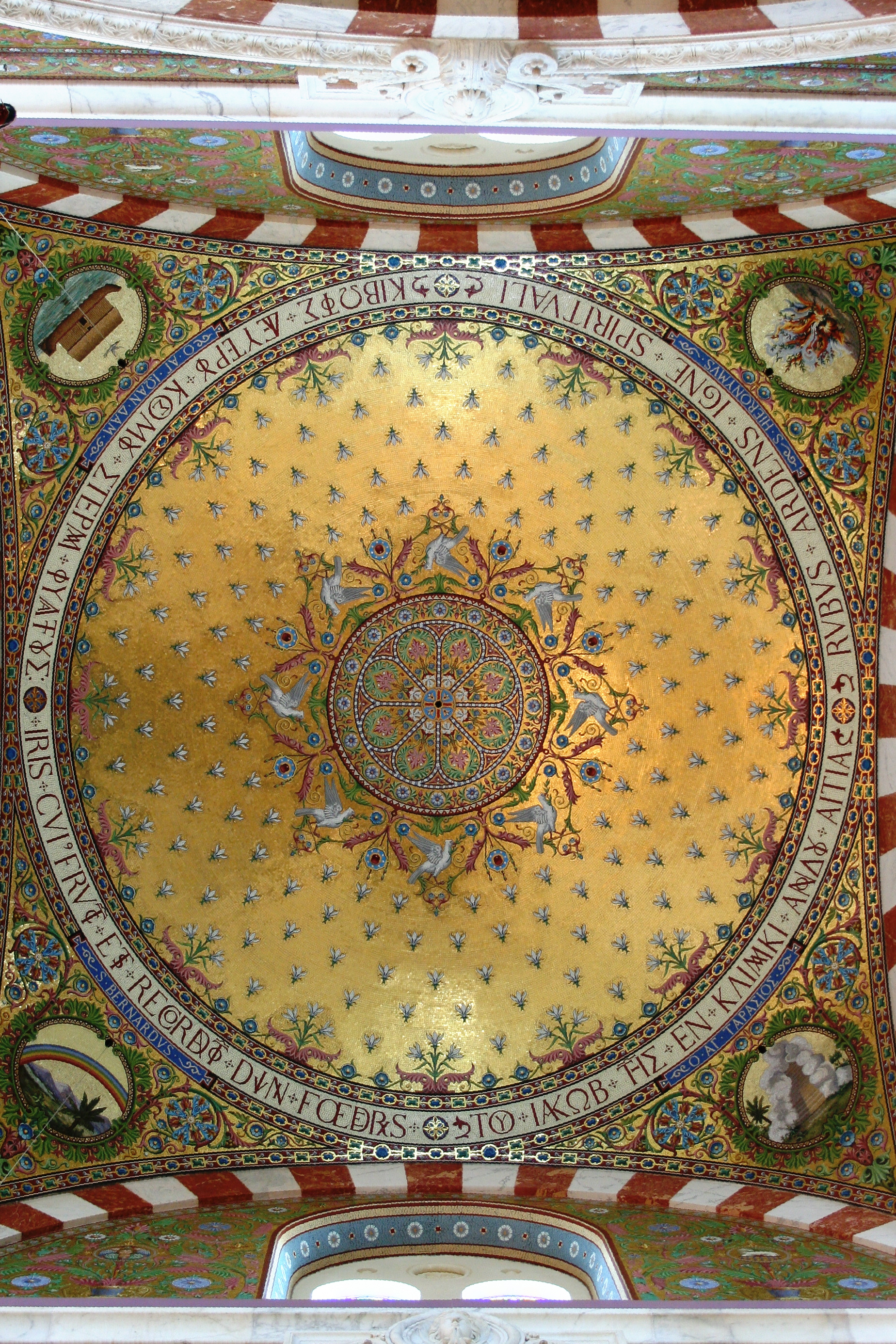
Première coupole.
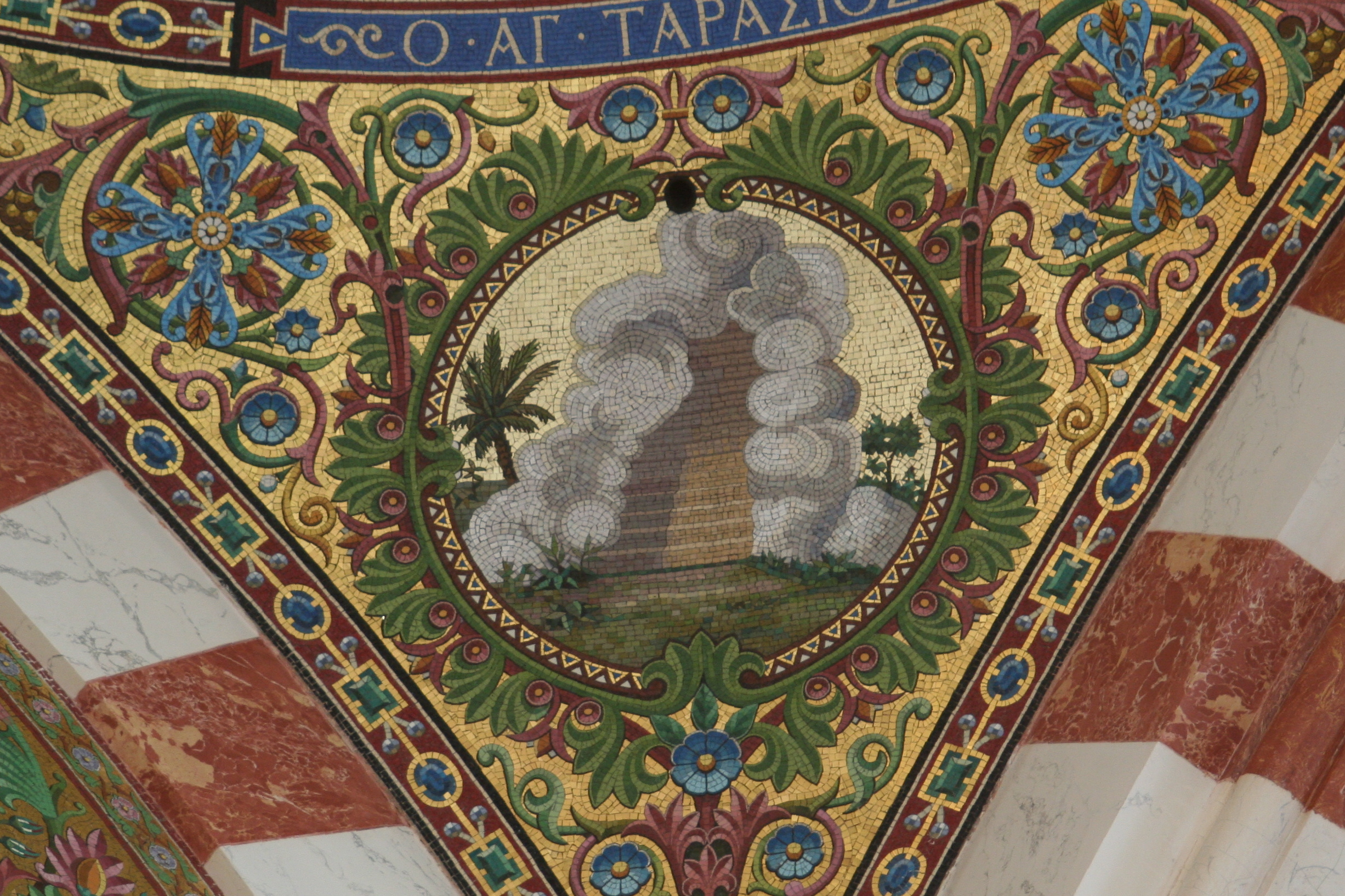
L'échelle de Jacob.
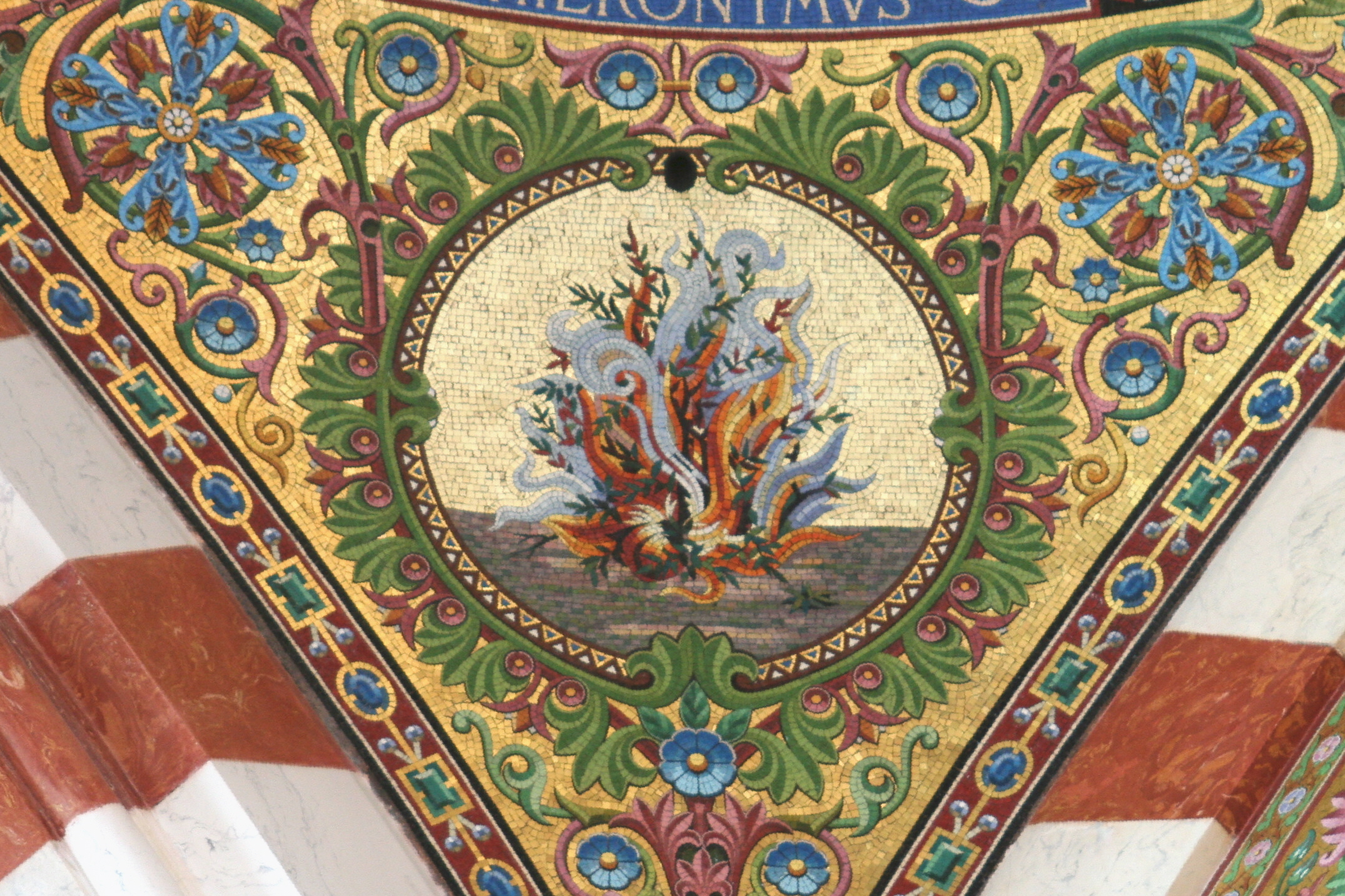
Le buisson ardent.

##### Le transept
La grande coupole au milieu du transept est décorée d'une mosaïque représentant quatre anges sur fond d'or s'élevant de la terre vers le ciel et soutenant, les bras levés, une couronne de roses qu'ils offrent à la Vierge Marie représentée par son monogramme placé au centre de la composition.
Aux retombées de la coupole, dans les encorbellements, sont représentés les quatre évangélistes : saint Marc symbolisé par le lion, saint Luc par le taureau, saint Jean par l’aigle et saint Mathieu par l’homme.
L'arcature du chevet, au-dessus de l'abside, contient une mosaïque représentant l'annonciation faite à Marie : à droite l'ange Gabriel, envoyé par Dieu, dit à Marie « Voici que tu concevras dans ton sein et enfanteras un fils et tu le nommeras Jésus ». À gauche la Vierge Marie donne son acquiescement.

Sculptures et mosaïques du transept
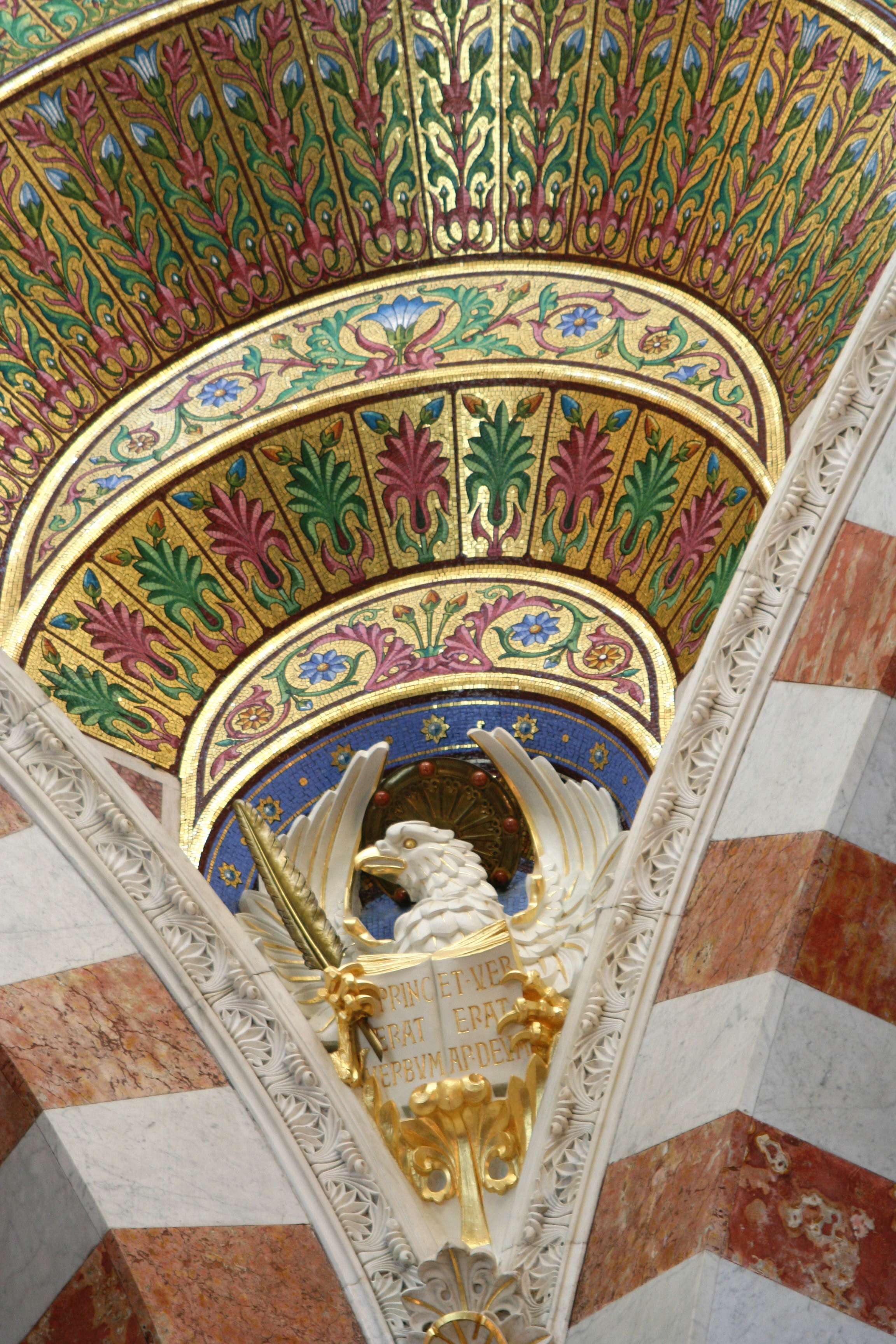
Saint Jean.
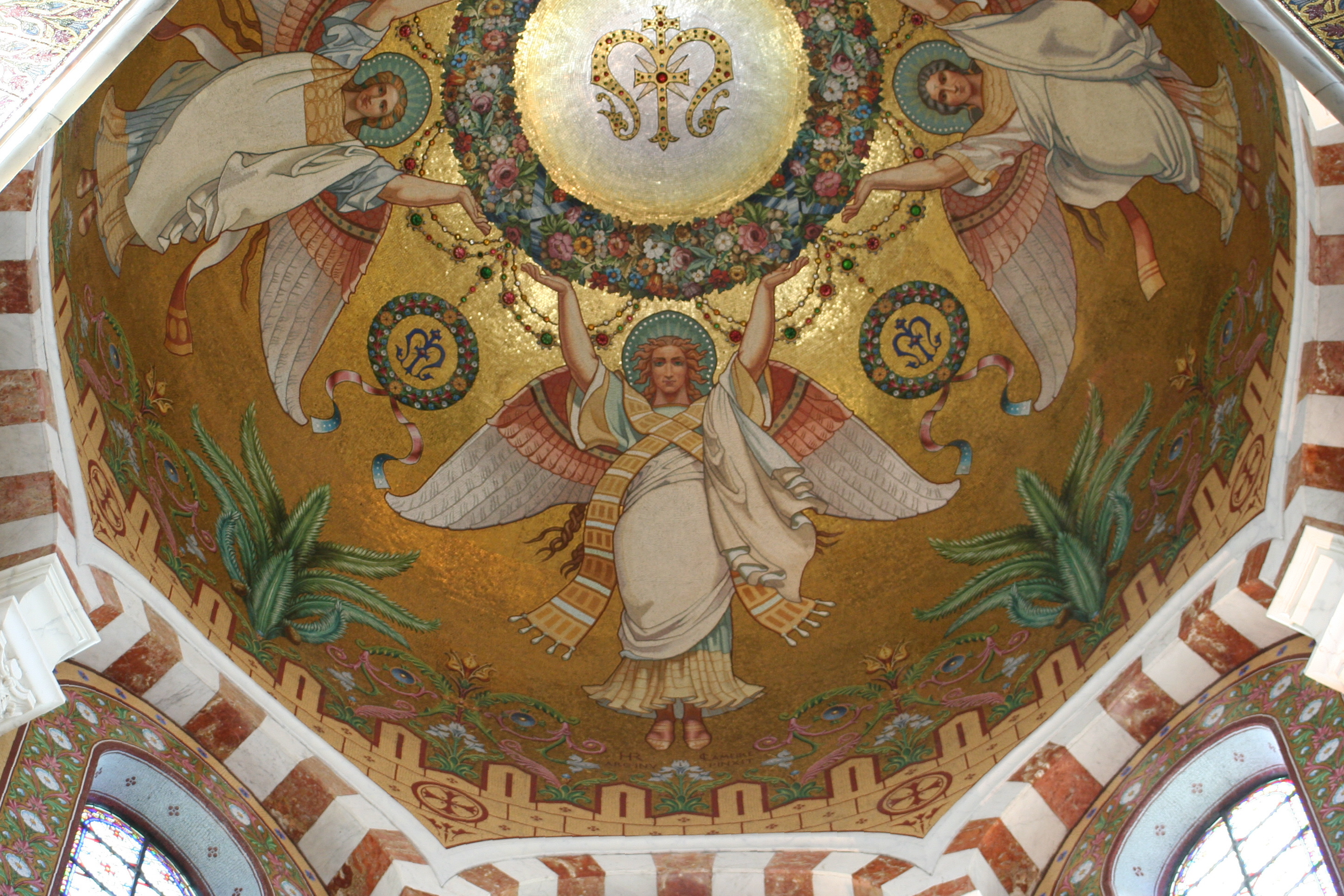
Mosaïques de la grande coupole.
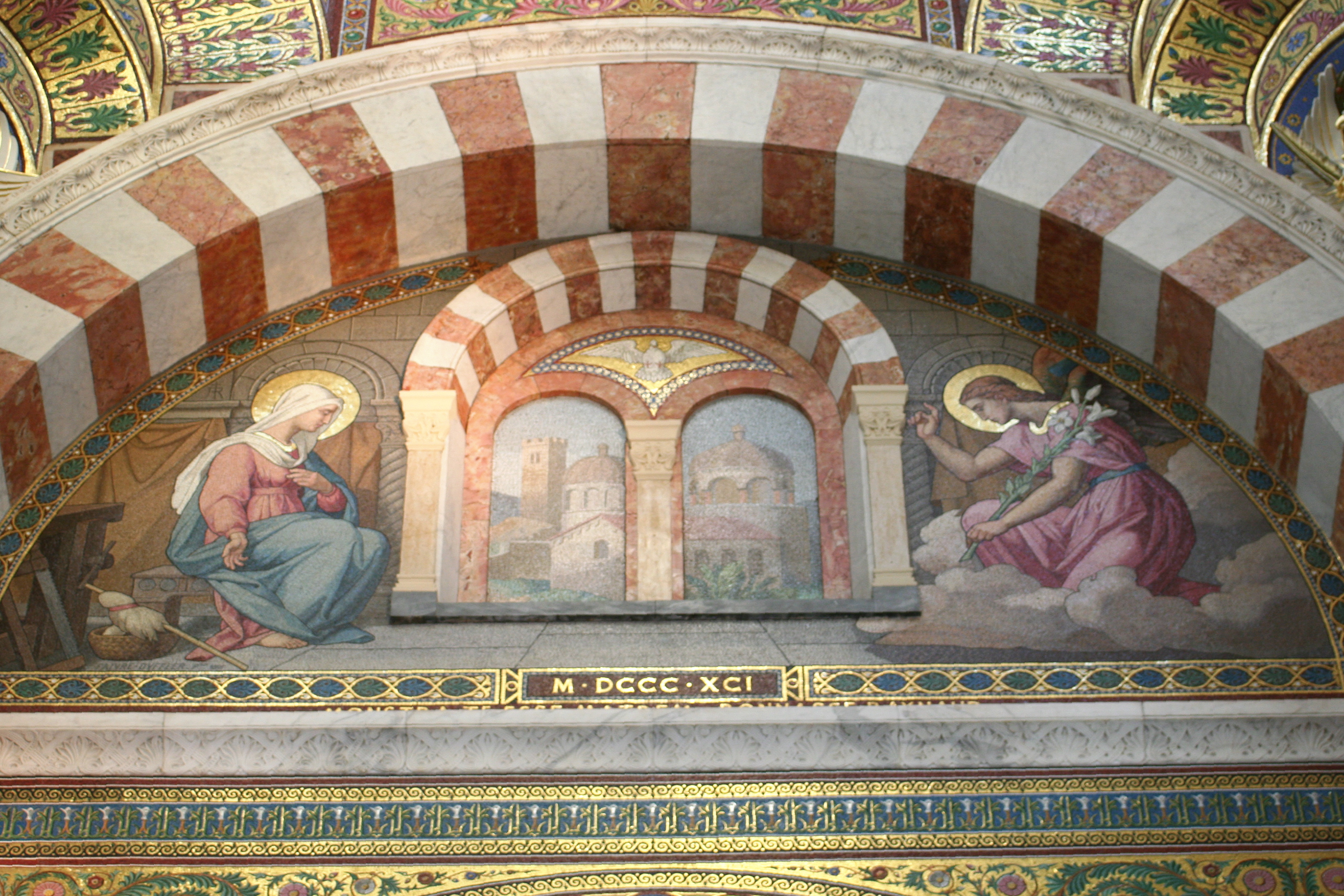
L'annonciation à Marie.
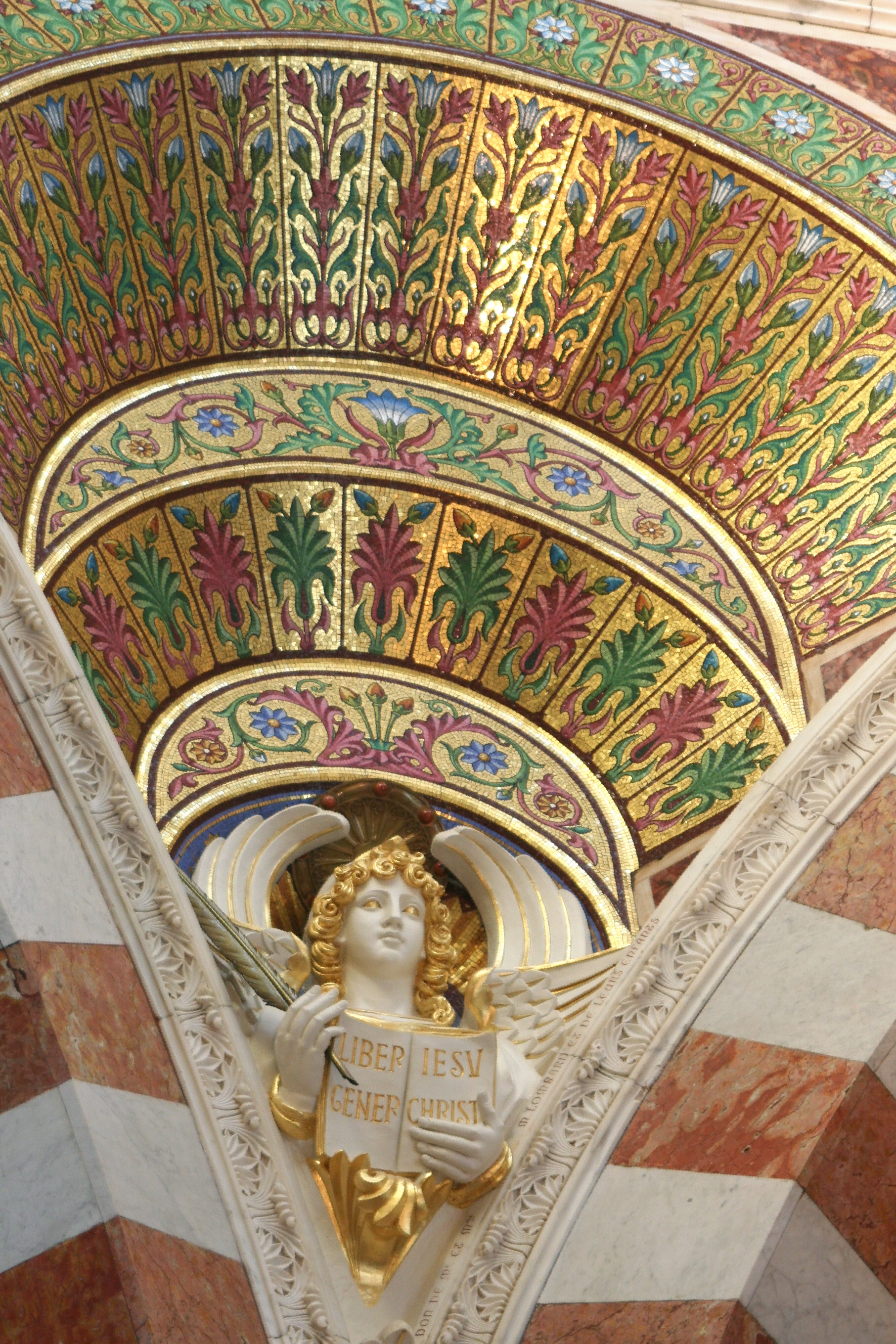
Saint Mathieu.

##### Le chœur
Le maître autel conçu par Révoil, réalisé par Jules Cantini entre 1882 et 1886, est en marbre blanc avec un soubassement formé de cinq arcatures en bronze doré reposant sur des colonnettes en lapis-lazuli avec un décor de mosaïques. Le tabernacle en vermeil est encadré de deux colonnes et de deux panneaux de mosaïque représentant des colombes buvant dans un calice.
Derrière l'autel se dresse une colonne de marbre rouge supportant un chapiteau d'orfèvrerie sur lequel est posée la statue de la Vierge exécutée en argent repoussé au marteau par l’orfèvre marseillais Chanuel.
La mosaïque du cul de four de l'abside représente dans un médaillon central, un navire sur une mer agitée. Sur la voile de ce navire figure le monogramme de la Vierge et, dans le ciel, une étoile avec un A et un M entrelacés (Ave Maria : je vous salue Marie). Ce médaillon est placé au centre d'un somptueux décor représentant des rinceaux de feuillages et trente deux oiseaux ; on peut remarquer le paon, le perroquet, la huppe, le gorge bleue, le héron, le chardonneret etc. Cette végétation paradisiaque de rinceaux peuplés d'oiseaux merveilleux, et en particulier par des paons, s'inspire d'un thème qui existe dans l'art chrétien depuis ses origines, comme dans le narthex du baptistère du Latran et à la basilique Saint-Vital de Ravenne, et qu'on retrouve au Moyen Âge à la basilique Saint-Clément-du-Latran à Rome et dans le décor de rinceaux de nombreux manuscrits enluminés européens. Ce thème était déjà un des plus classiques dans l'art gréco-romain depuis l'Antiquité. Ici il est réinterprété à la manière du XIXe siècle, avec une vision d'ensemble plus romantique, mais aussi avec des oiseaux plus imposants et d'un naturalisme plus scientifique, ce qui donne aux mosaïstes l'occasion de démontrer leur virtuosité technique.
Sous cette mosaïque sont placés neuf médaillons reliés entre eux par des rinceaux de feuillages figurant les litanies de la Vierge.

Mosaïque du cul-de-four de l'abside
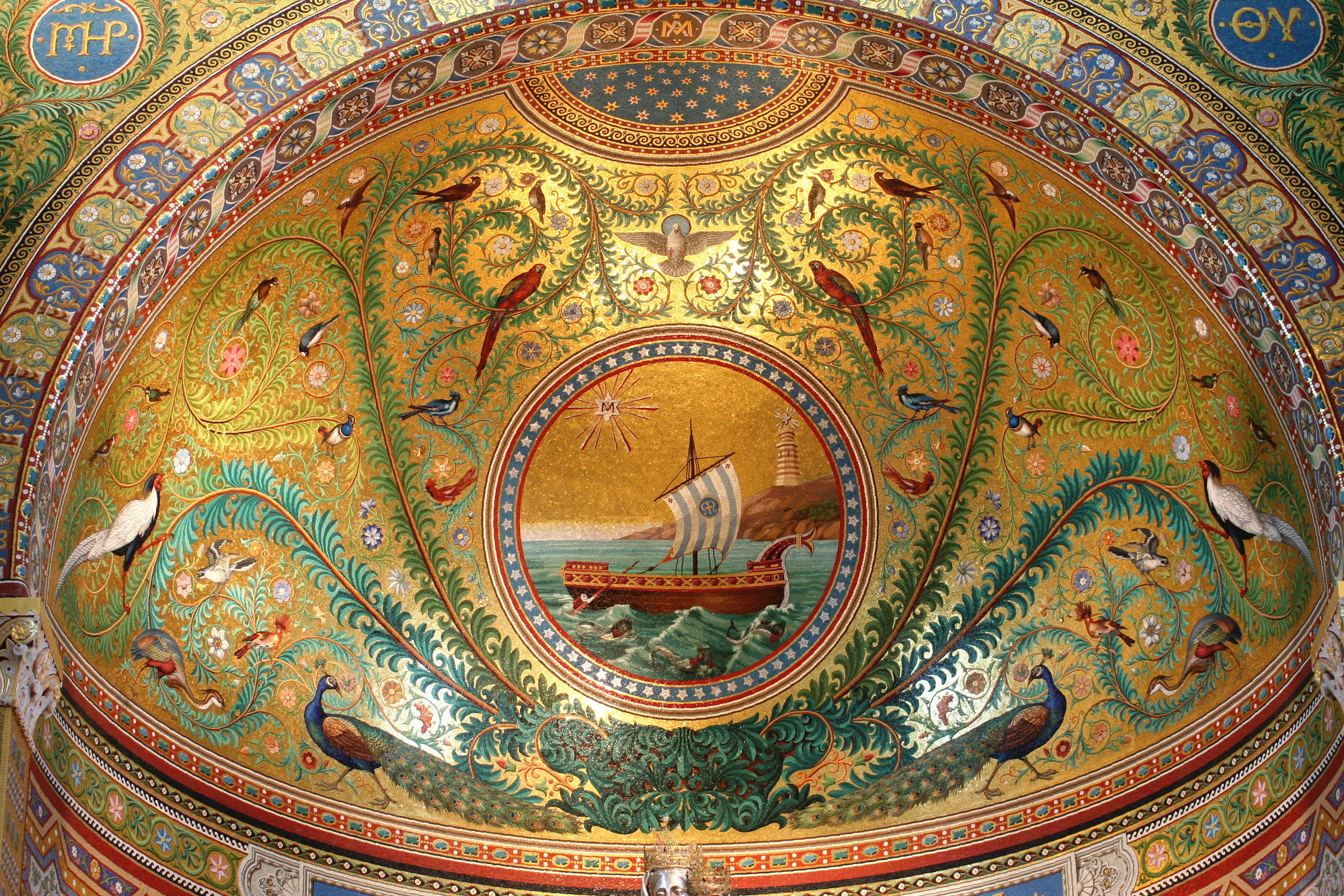
Mosaïque du cul-de-four de l'abside.
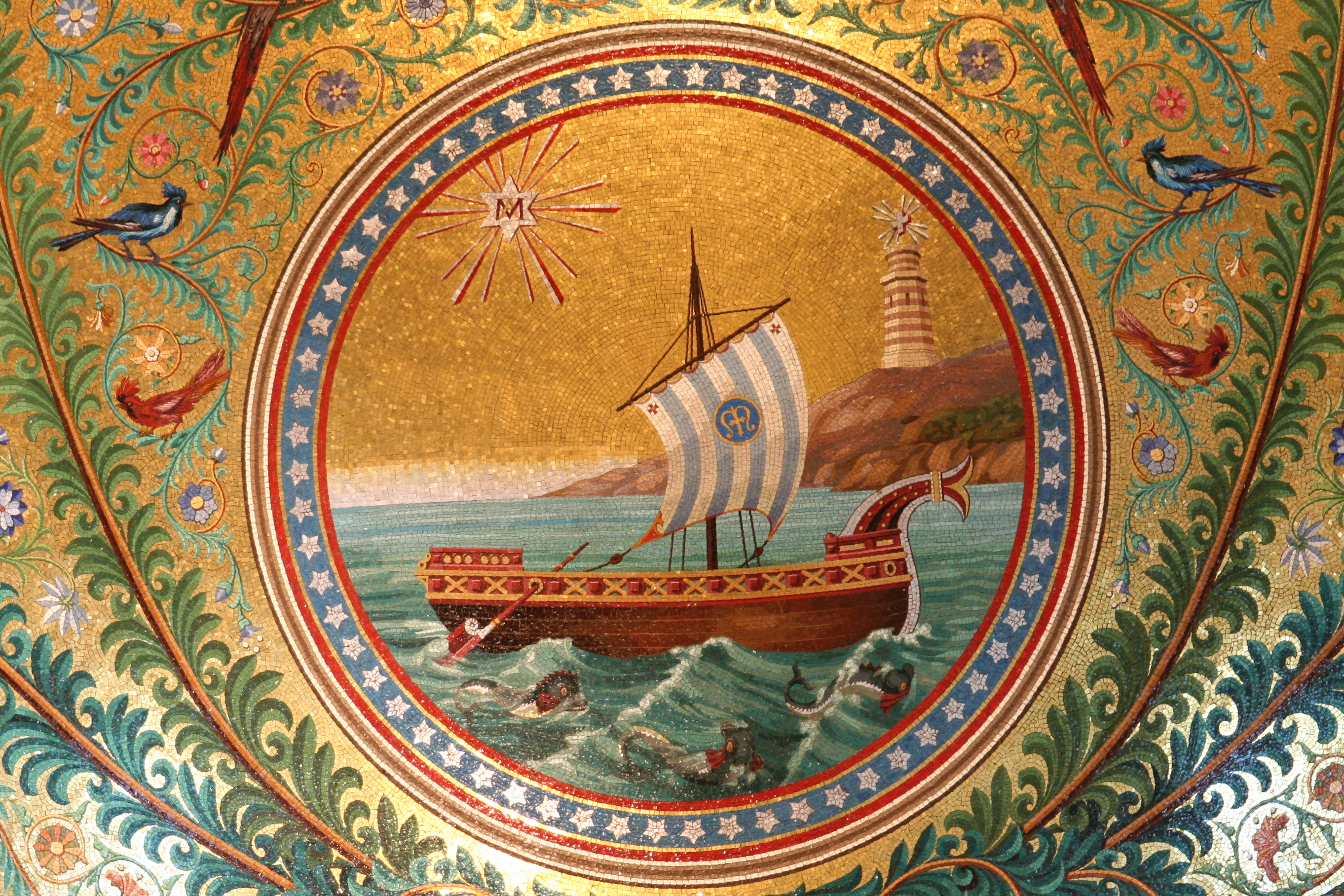
Détail du bateau.
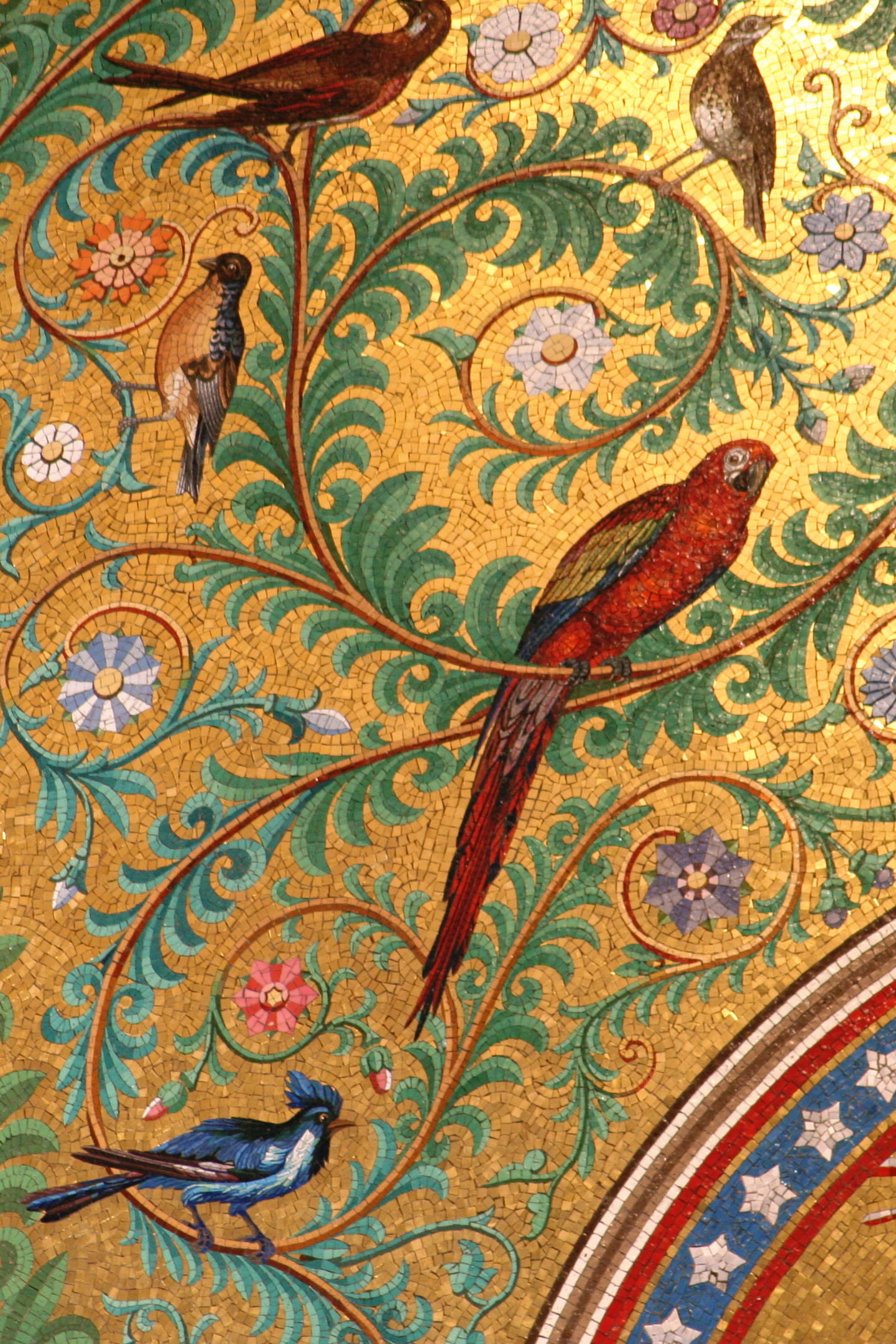
Perroquet.
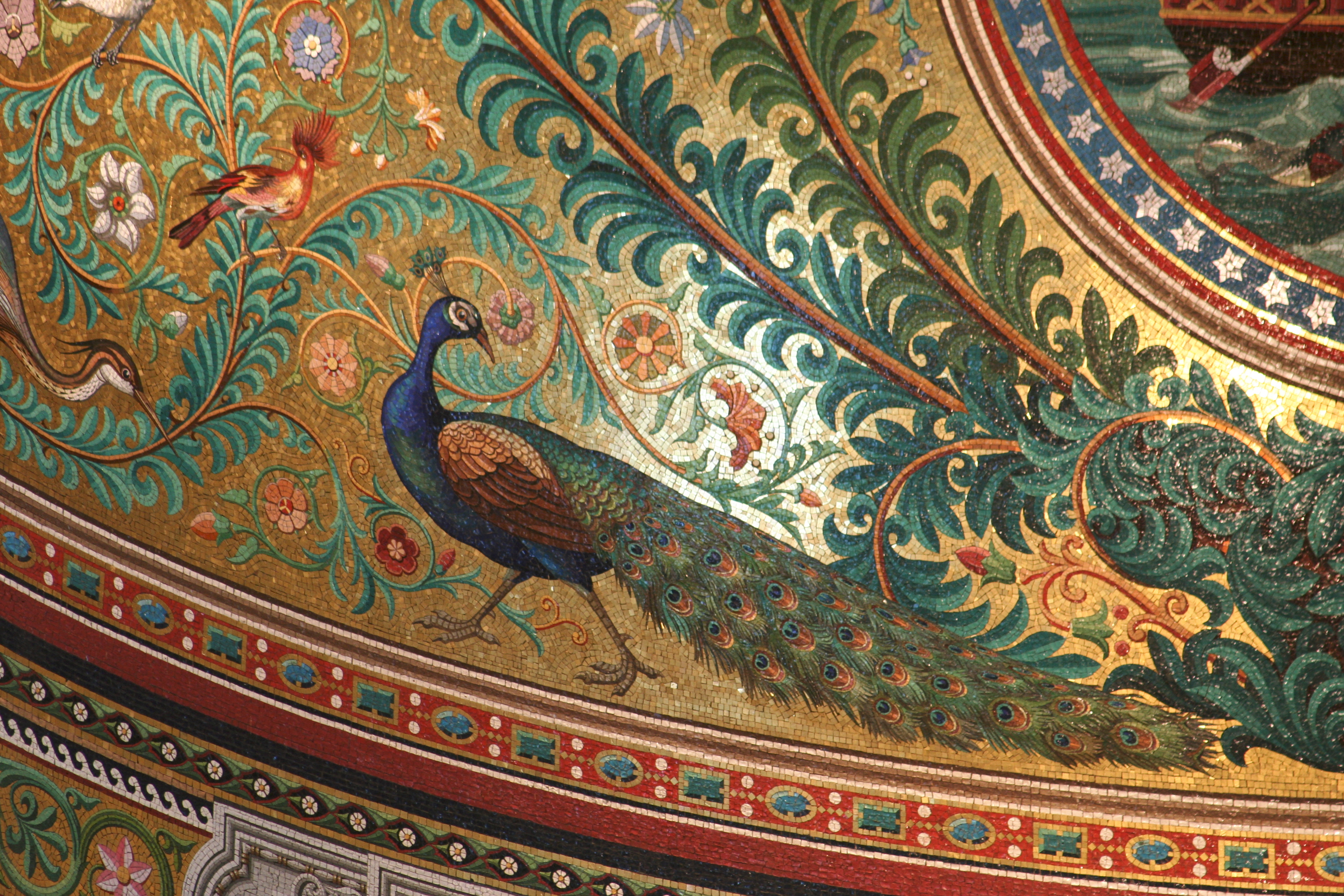
Paon.

##### Chapelles latérales
Chaque chapelle latérale est consacrée à un saint. On trouve ainsi en entrant et en allant vers le chœur :
- à gauche : saint Charles Borromée, saint Lazare et saint Joseph ;
- à droite : saint Roch, sainte Marie Madeleine et saint Pierre.

Les autels de ces six chapelles sont semblables. Sur le tombeau de chaque autel figure l’écusson du saint titulaire de la chapelle. Jules Cantini a réalisé ces autels conçus par Henri Révoil ; il a également réalisé la statue de saint Pierre et en a fait don au sanctuaire.
Le plafond de chacune de ces chapelles est décoré d'une mosaïque comportant d'un côté le nom et le blason de la personne qui en a assuré le financement et de l'autre un symbole correspondant au saint auquel est consacrée la chapelle. On trouve ainsi les motifs suivants :
- Armes cardinalices pour saint Charles Borromée ; donateur M. et Mme J. Gondran (1892) ;
- Tombeau ouvert pour saint Lazare ; donateur Mme Edmond Luce née Lavre Luce (1891) ;
- Lys pour saint Joseph ; donateur du comte Pierre Pastré (1890) ;
- Coquille saint Jacques et besace rappelant que saint Roch était un pèlerin ; donateur M. et Mme Aimé Pastré et leurs fils Joseph et Emmanuel (1887) ;
- Vase à parfum pour sainte Marie Madeleine ; donateur Mme Augustin Fabre et fils (1891) ;
- Clefs du paradis pour saint Pierre ; donateur comte et comtesse Pastré (1889).

Chapelles latérales
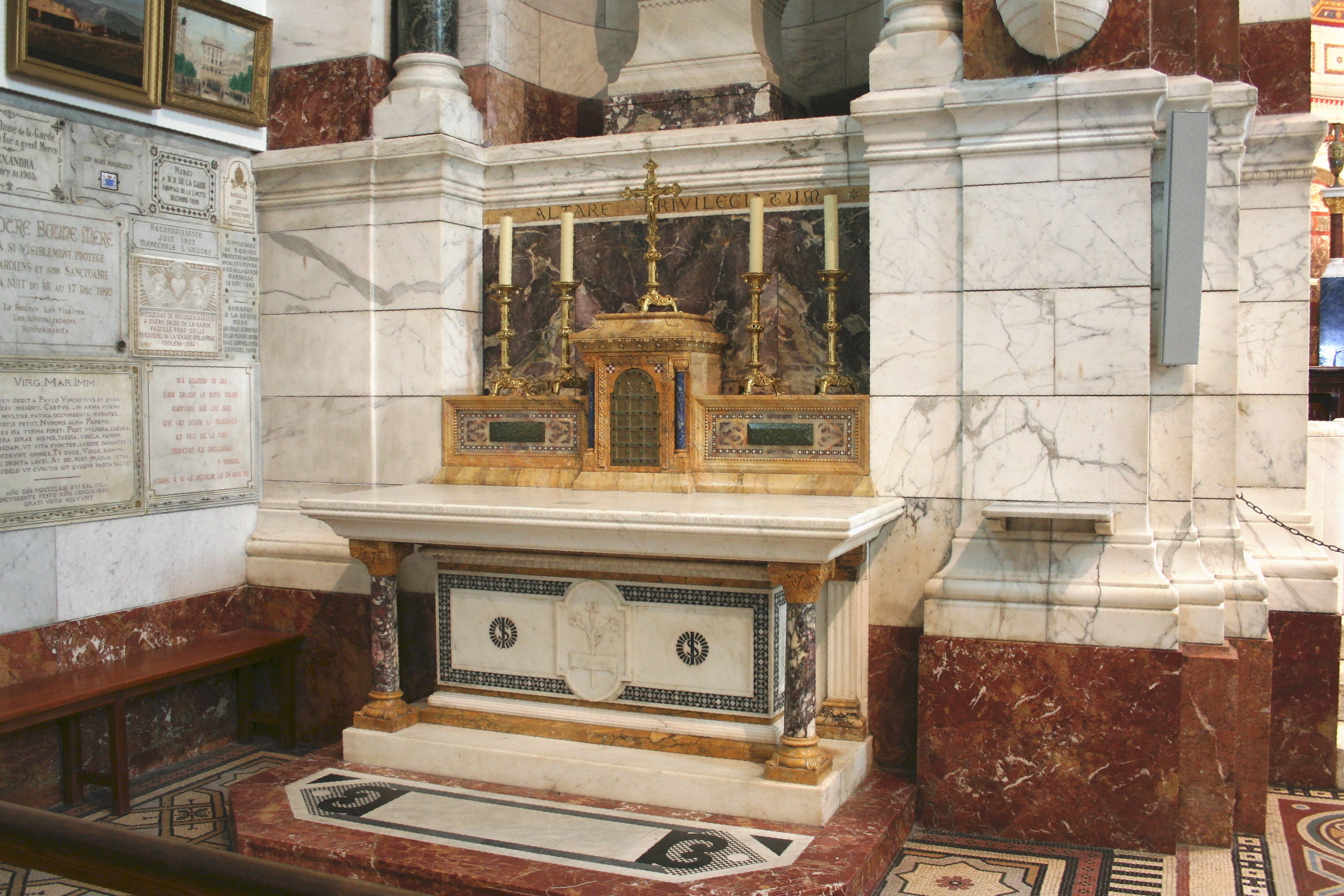
Chapelle Saint-Joseph-Lys sur le tombeau de l'autel.
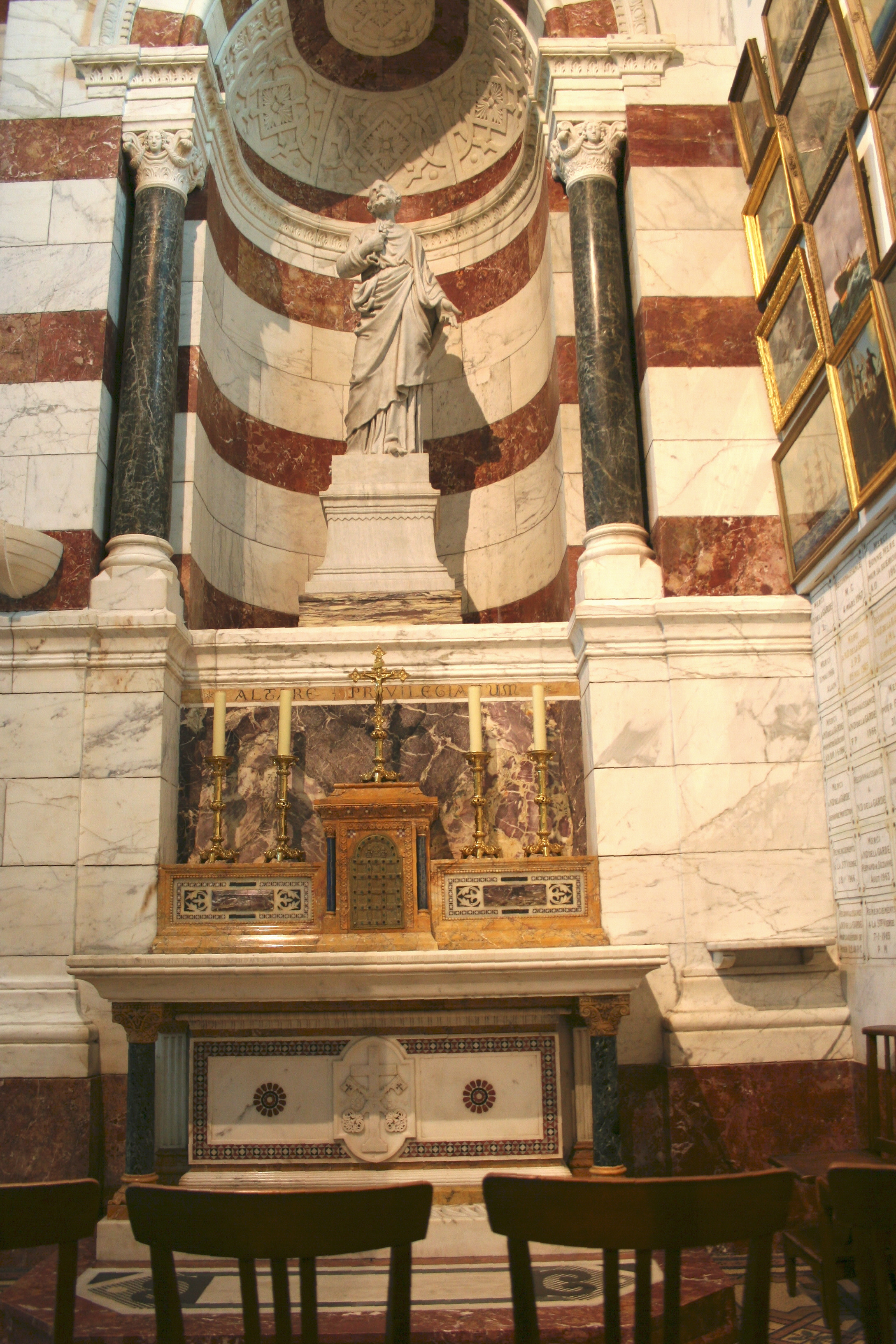
Chapelle Saint Pierre Clefs sur le tombeau de l'autel.
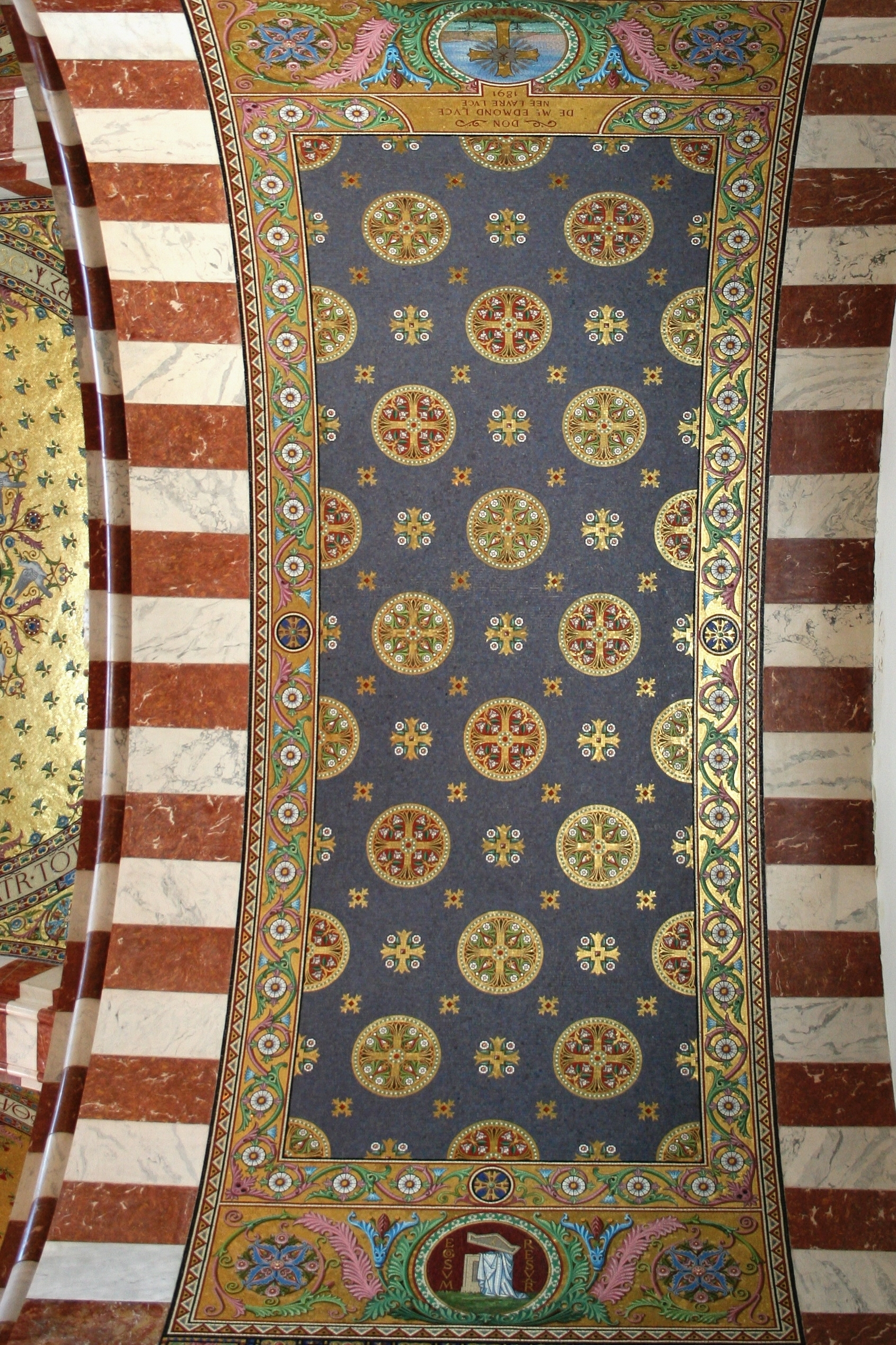
Plafond de la chapelle Saint-Lazare tombeau ouvert dans un médaillon.
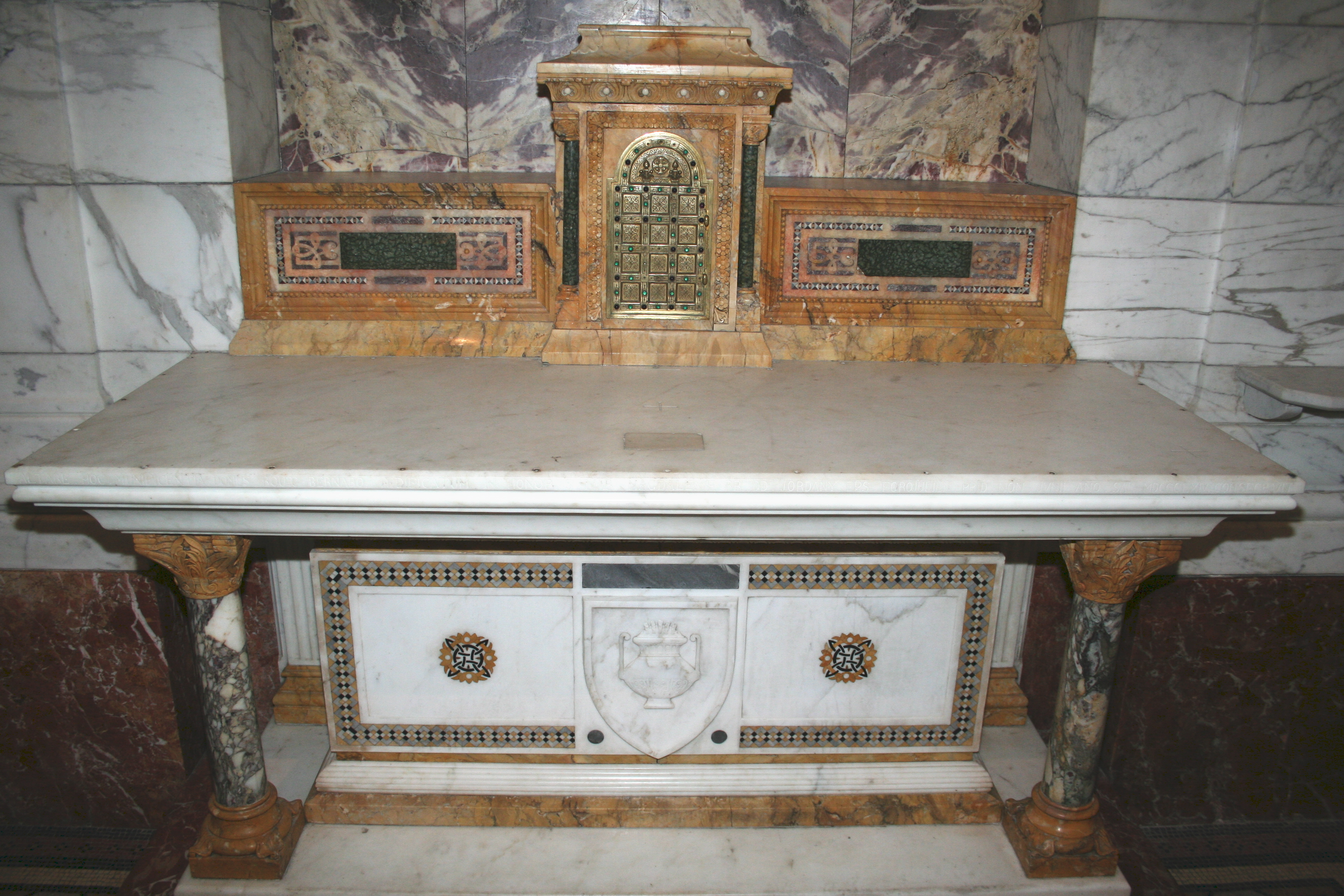
Chapelle Sainte-Marie-Madeleine Vase à parfum sur le tombeau de l'autel.

## Classement et protection
Le site de Notre-Dame de la Garde est classé depuis le 8 octobre 1917. Sont concernés essentièlement les quinze hectares de la colline. Il fallait, à l'époque,  protéger l'édifice des carrières qui menaçaient la stabilité du lieu. Cette protection s'applique, entre autres, aux aménagements d'accès au sommet.
La basilique ne fait pas l'objet d'un classement au titre des monuments historiques (MH) jusqu'alors (2025). L'évêché n'y était pas favorable. Le débat est relancé le 16 janvier 2025 : Rachida Dati, ministre de la culture, propose que, sur l'initiative de l'État, cinquante monuments marseillais soient classés et plus particulièrement la basilique.

## La restauration de 2001-2008
Les façades ayant beaucoup vieilli et les mosaïques intérieures ayant été mal restaurées après la guerre, de grands travaux de restauration ont été entrepris de 2001 à 2008 sous la conduite de l'architecte Xavier David. 
Il fallut quatre années d'études avant de lancer les travaux qui ont duré de 2001 à 2008 et ont été financés grâce à la participation des collectivités locales et à des dons privés de particuliers ou d'établissements de la région.

### Rénovation extérieure
Si la plupart des pierres utilisées se sont avérées avec le temps très résistantes, il n'en a pas été de même pour la pierre verte appelée Golfalina. Cette belle pierre dure s'est très vite dégradée sous l'effet de la pollution industrielle et domestique provenant notamment de la combustion du charbon. Elle s'est effritée sur une épaisseur de 3 à 5 cm. La carrière près de Florence d'où avait été extraite cette pierre ayant fermé, il a fallu trouver un autre lieu dans un vignoble près de Chianti d'où 150 m3 de Golfalina ont été extraits. Les pierres défectueuses ont été remplacées par des pierres identiques mais traitées pour résister à la pollution.
Certaines armatures métalliques ont en rouillant fait éclater des pierres. Deux des armatures posaient un grave problème : celle qui ceinture le haut de la chambre des cloches pour renforcer cette zone lors du balancement du bourdon et celle qui enserre la partie la plus haute du campanile sur laquelle est posée la statue monumentale. Certaines armatures ont été protégées par une protection cathodique ; d'autres remplacées par de l'acier inoxydable.

### Restauration intérieure
À l'intérieur, tout d'abord, certains stucs des parties hautes abîmés par des infiltrations ont dû être refaits. Ensuite, les panneaux de mosaïques, dégradés à la Libération par les impacts de balles ou les éclats d'obus, avaient été réparés avec les techniques de l'époque et dans l'urgence : les tesselles manquantes avaient été réparées par du plâtre recouvert de peinture. Toutes ces mosaïques ont été noircies par la fumée des cierges.
La restauration des mosaïques a été confiée au mosaïste marseillais Michel Patrizio, dont les ouvriers ont été formés à l'école de mosaïque de Spilimbergo, et qui perpétue, dans le Frioul au nord de Venise, la technique de la mosaïque. Comme à l'origine les tesselles, éléments de mosaïque, ont été fournies par l’atelier Orsoni de Venise. La partie la plus abîmée était la coupole la plus proche du chœur qui a nécessité le changement de toutes les mosaïques d'or. Certaines parties de mosaïques, qui menaçaient de se décoller, ont été consolidées par des injections de résine.
La dernière phase de la restauration intérieure de la crypte, débutée en 2006 a été achevé le 15 mars 2008,.
La mise en lumière intérieure a été réalisée en 2007 par Géraud Périole, concepteur lumière sous la conduite de Xavier David, architecte. Le système d'éclairage a été modernisé en 2014 avec une installation utilisant des leds ; cette mission a été confiée une nouvelle fois à Géraud Périole.

## Les travaux engagés à partir de 2025
La statue de la Bonne Mère est dépolluée et redorée, opération qui doit être réalisée tous les 30 ans.
Les travaux comprennent également la restauration de la structure métallique à l'intérieur de la statue, la terrasse des Anges autour du campanile, et les pierres du clocher corrodées par le vent chargé d’humidité et de sel. Le traitement des pierres est réalisé avec un procédé de bioconsolidation (pulvérisation d'une suspension bactérienne qui est nourrie et qui précipite naturellement du calcite).

## Notre-Dame de la Garde dans les arts

### Les écrivains
De nombreux écrivains ont décrit la basilique. On peut retenir les citations suivantes :
- Valery Larbaud :
« Celle qui préside aux routes de la mer
celle qui brille au-dessus des flots et du soleil
la géante debout au fond des heures bleues
la haute habitante d’or d’un long pays blanc
Pallas chrétienne des gaules. »[65]
- Paul Arène : « Voici que la vraie bonne mère, la seule, celle qui trône en manteau d’or raide de perles et de rubis, sous le dôme de Notre-Dame de la Garde, coupe de dur lapis incrustée de diamants au lieu d’étoiles, daigna se fâcher contre moi[66]. »
- Chateaubriand : « Je me hâtai de monter à Notre-Dame de la Garde, pour admirer la mer que bordent avec leurs ruines les côtes riantes de tous les pays fameux de l'Antiquité[67]. »
- Marie Mauron : « C’est elle qu’on voit de la mer, première et dernière sur son sommet tout de lumière ourlé de bleu, dominant sa Provence grecque qui sait ou ne sait plus qu’elle l’est, mais le reste. Qui manquera, croyant ou non, de monter à la Bonne Mère ? »[68]
- Michel Mohrt : « Et la haut sur la montagne, la bonne Vierge, la Bonne Mère regardait cette foule, présidait aux trafics des fausses cartes d’identité, au marché noir à ciel ouvert derrière la Bourse, à tous les attentats, à toutes les dénonciations, à tous les viols, la Bonne Mère de la Garde qui veille sur les marins qui sont à terre, - quant à ceux qui sont en mer, qu’ils se démerdent[69] ! »
- André Suarès : « Notre Dame de la Garde est un mât : elle oscille sur sa quille. Elle va prendre son vol, la basilique, avec la vierge qui lui sert de huppe[70]… Ainsi la basilique juchée sur la colline de la garde, et la statue de cuivre dorée qu’ils ont hissé sur la basilique. Là, une fois de plus, ce style qui veut être à la vérité roman et byzantin, sans jamais réussir à être un style : ni la force du roman, ni la science byzantine[71]. »

### Les peintres de la Basilique

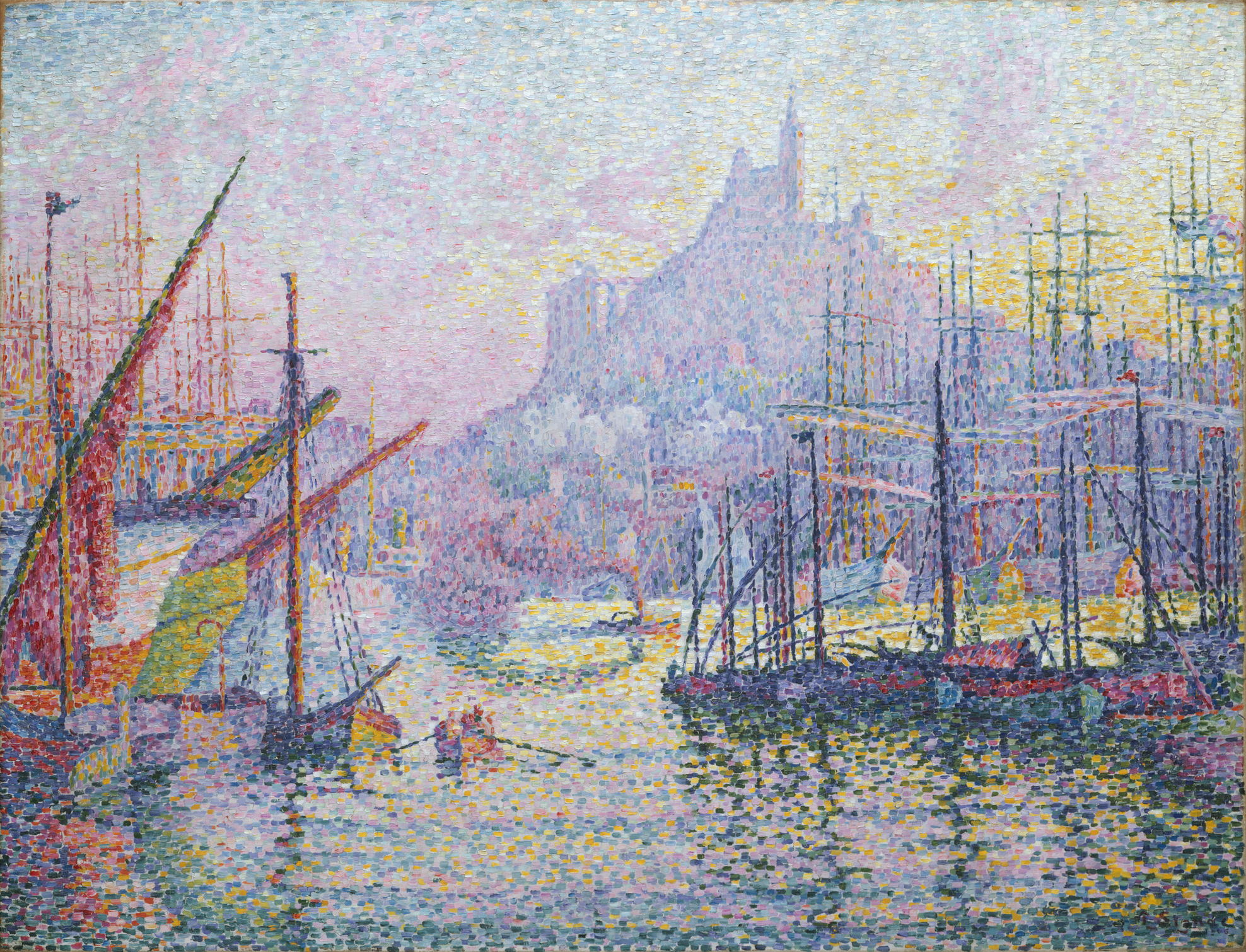
Tableau de Paul Signac.

De nombreux peintres ont représenté le port de Marseille avec, en arrière-plan, la basilique Notre-Dame de la Garde. Ainsi Paul Signac qui a donné naissance au pointillisme a réalisé en 1905 un magnifique tableau exposé au Metropolitan Museum of Art de New York.
Albert Marquet a produit trois œuvres. La première est un dessin exécuté à l’encre en 1916 et exposé au musée national d'art moderne à Paris. La seconde est une huile sur toile peinte en 1916 intitulée « Le cheval à Marseille ». Ce tableau, exposé au musée des Beaux-Arts de Bordeaux, montre un cheval sur le quai du port avec en arrière-plan la colline de Notre-Dame de la Garde. La troisième, exposée au musée de l'Annonciade à Saint-Tropez, s'appelle « Le port de Marseille dans la brume » ; la basilique émerge d'un magnifique paysage brumeux où l'épuration des formes signifie l'étendue. Ce dernier tableau indique que ce peintre n'a pas toujours représenté de manière frontale le port de Marseille. Au gré de son inspiration, il a déplacé son chevalet tantôt du côté du quai de rive neuve, tantôt à proximité de la Mairie pour représenter la colline de Notre-Dame de la Garde.
Charles Camoin a réalisé, en 1904, deux toiles sur lesquelles figure Notre-Dame de la Garde : « Le vieux port aux tonneaux » qui se trouve au musée de Gelsenkirchen et « Le vieux port et Notre-Dame de la Garde » exposé au musée des Beaux-Arts du Havre. Ce musée possède également un tableau de Raoul Dufy réalisé en 1908, intitulé « Le port de Marseille ». En 1920, Marcel Leprin dessine au pastel « Notre-Dame de la Garde vue du quai de la mairie » : cette œuvre se trouve au musée du petit palais à Genève. Louis-Mathieu Verdilhan réalise vers 1920 « Le canal du fort Saint-Jean » ; la silhouette de Notre-Dame de la Garde se détache au fond du tableau avec un bateau au premier plan. Ce tableau se trouve à Paris, au musée national d'art moderne.

## La Bonne Mère
La basilique Notre-Dame de la Garde est considérée par la population marseillaise comme la gardienne et la protectrice de la cité, d'où son appellation courante de « la Bonne Mère », également le surnom populaire de Marie (mère de Jésus).

### Les ex-voto

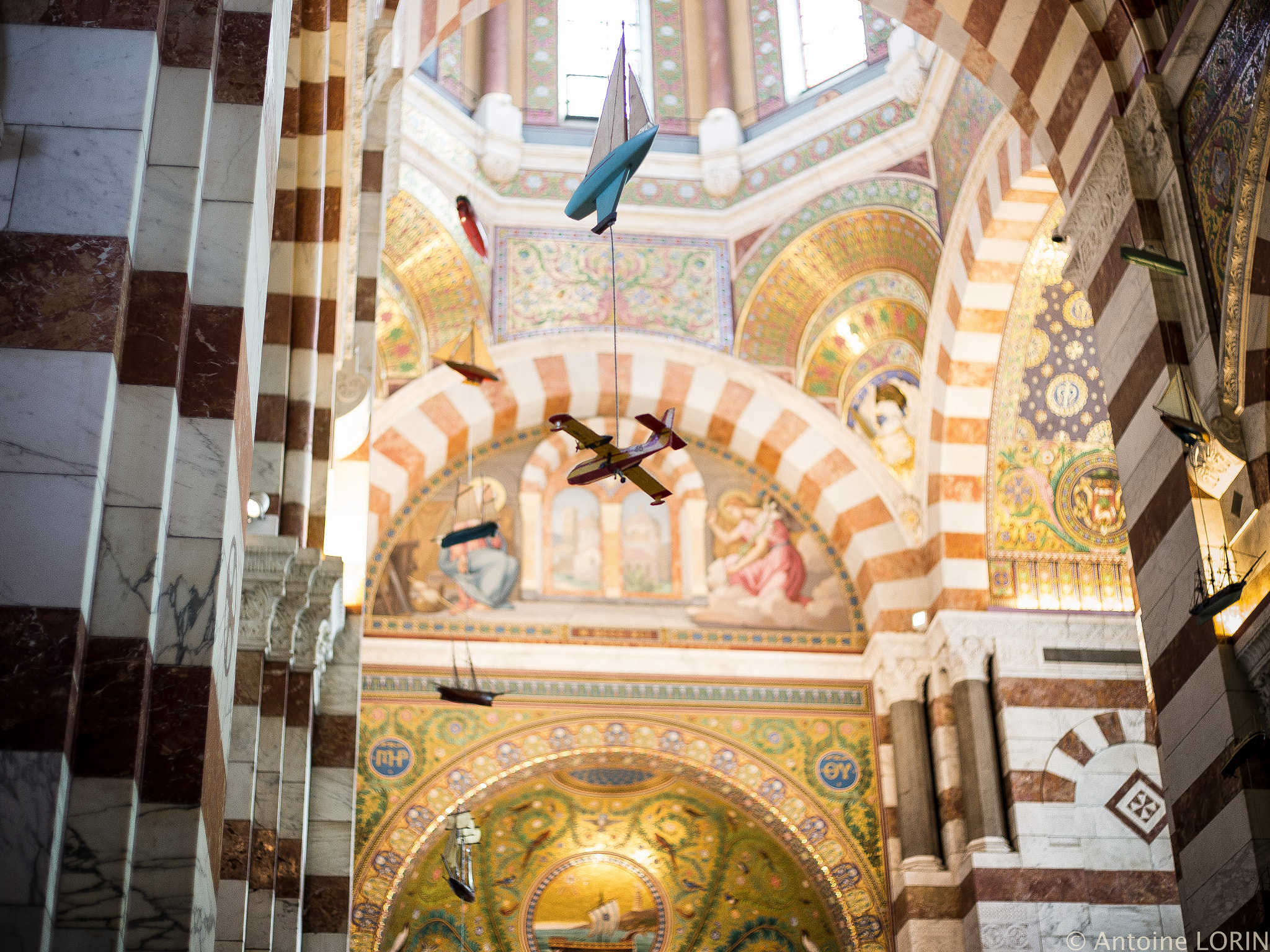
Quelques bateaux ex-voto.

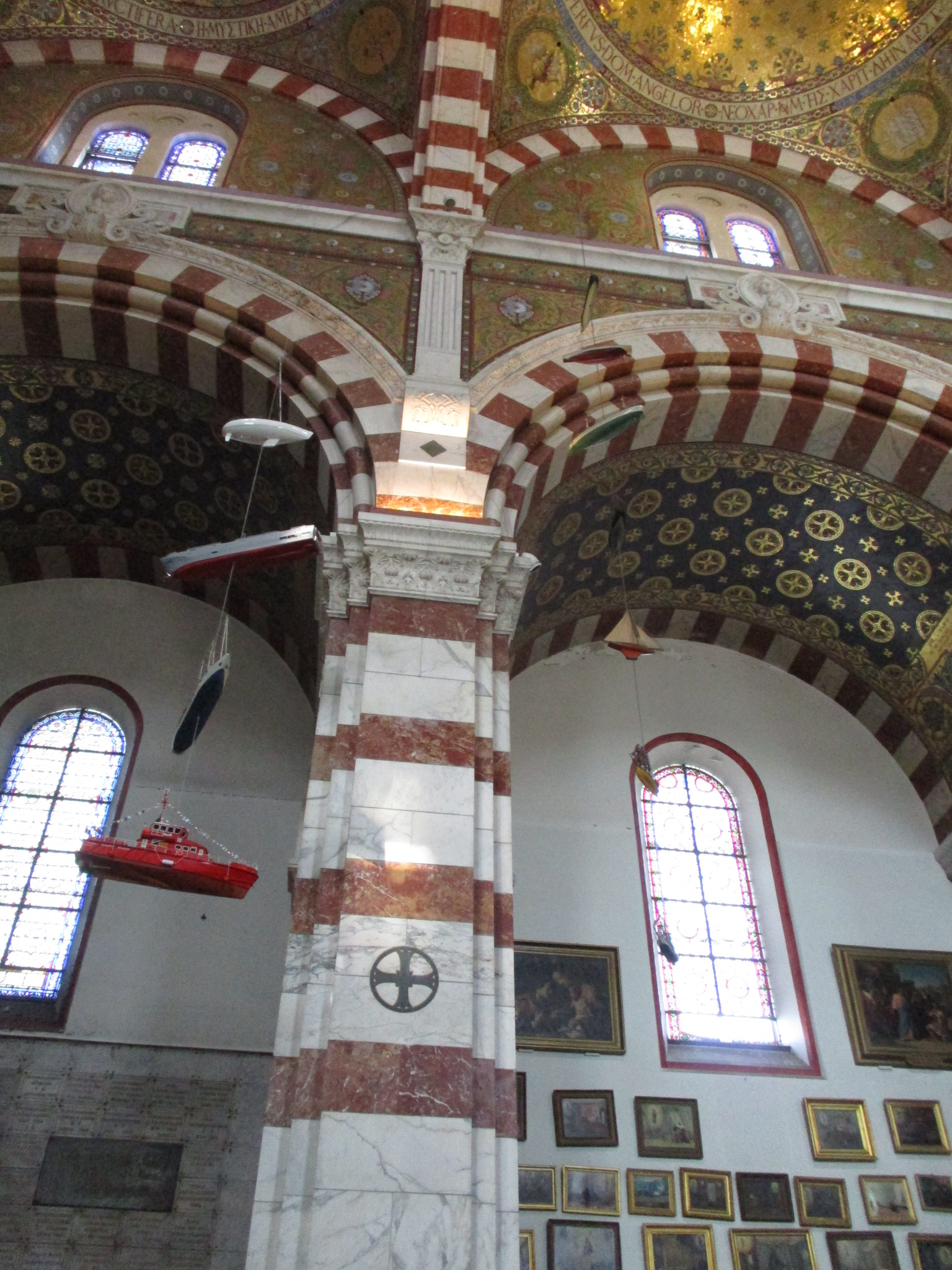
Quelques bateaux ex-voto.

Une religiosité toute méditerranéenne s'y manifeste avec le dépôt de nombreux cierges et ex-voto offerts à la Vierge pour la remercier d'une grâce spirituelle ou temporelle et aussi pour proclamer publiquement et rappeler que l'on a bénéficié de cette grâce. L'un des plus anciens documents concernant cette pratique est un acte notarié du 11 août 1425 dans lequel un certain Jean Aymar verse cinq florins pour l’achat d'images de cire offertes en reconnaissance à la Vierge. Au cours de son voyage dans le midi de la France effectué au tout début du XIXe siècle, Aubin Louis Millin est frappé par le nombre d'ex-voto de Notre-Dame de la Garde : « Le chemin qui conduit à l'oratoire est roide et difficile. La chapelle est petite et étroite, mais ornée partout des tributs de la piété des navigateurs : au plafond sont suspendus de petits vaisseaux avec leurs agrès et ayant leur nom inscrit sur la poupe ; ils figurent ceux que la mère du Christ a sauvés d'un cruel naufrage ou enlevés à la fureur des pirates et des corsaires ».

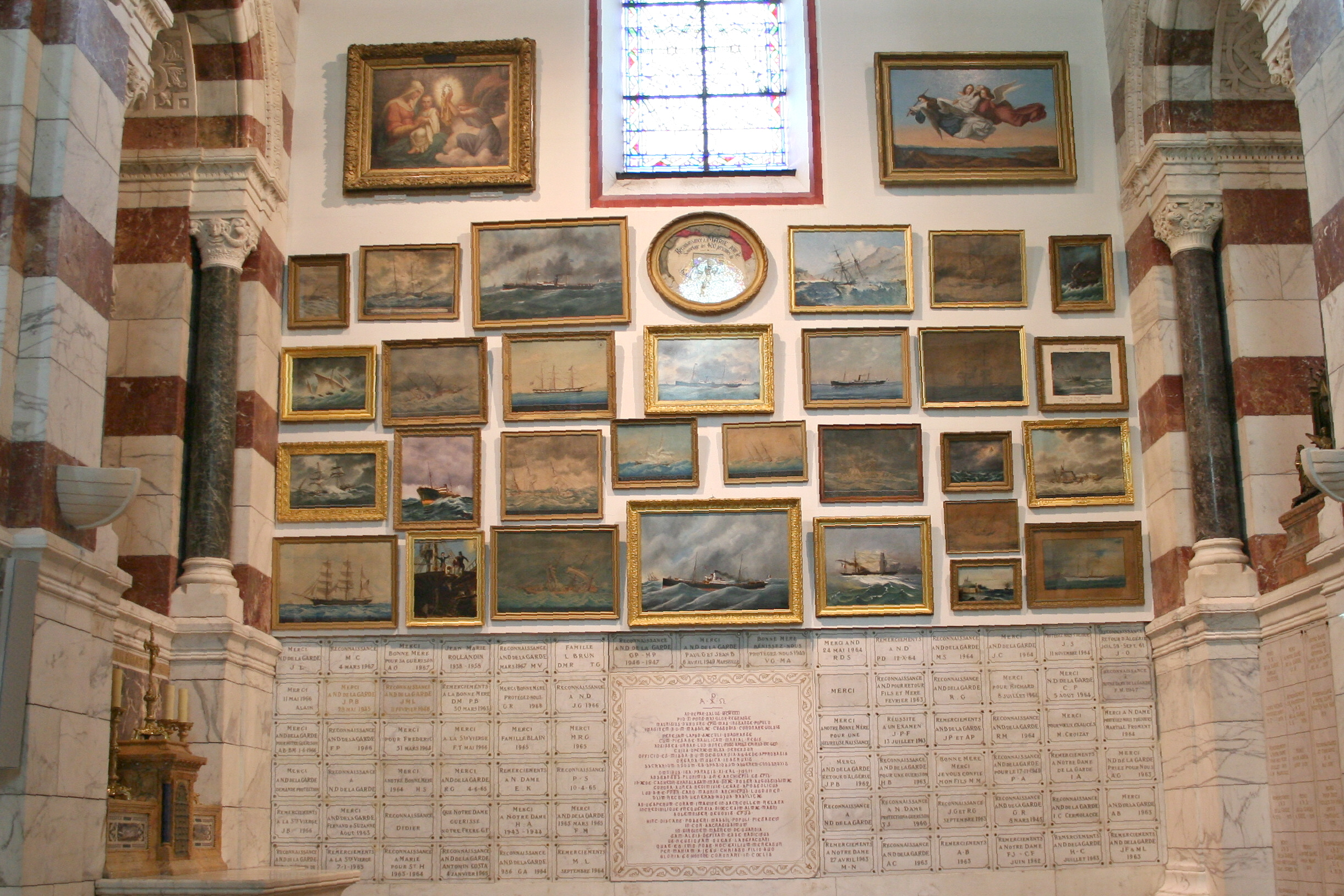
Ex-voto de la chapelle Saint-Pierre.

Les murs des chapelles latérales des deux sanctuaires superposés, la crypte et l'église supérieure, sont couverts d'un premier niveau de plaques de marbre. La partie supérieure des murs de ces chapelles latérales est occupée par des ex-voto peints placés sur plusieurs rangées superposées. La plupart de ces ex-voto datent seulement de la seconde moitié du XIXe siècle car ceux antérieurs à la Révolution ont été dispersés durant cette période. Les représentations les plus nombreuses concernent les naufrages ou les tempêtes. On peut également voir des scènes très différentes : incendie, accident de voiture ou de chemin de fer, malade dans son lit etc. Les évènements politiques et sociaux sont également représentés. Les évènements de mai 68 sont à l'origine d'un dessin et un fanion de l'OM rappelle que les joueurs du club sont montés en pèlerinage à la basilique après une victoire. La place étant devenue insuffisante, les plaques votives les plus récentes sont scellées sur les murs des terrasses de la basilique.
Enfin l'église supérieure conserve de nombreuses maquettes de bateaux ou d'avions récemment restaurées et traditionnellement suspendues aux voûtes de l’édifice.

### Le symbole de Marseille
Visible depuis les autoroutes, la gare Saint-Charles ou la rade de Marseille, Notre-Dame de la Garde attire le regard. C’est le lieu le plus visité de Marseille. Symbole permanent de la ville, elle accueille chaque jour des centaines de personnes : hommes, femmes, enfants de toutes nationalités, de toutes religions, croyants et incroyants. Cette notoriété et le prestige d’un tel lieu de pèlerinage sont d’autant plus remarquables que la construction de cette église n’a été la conséquence ni d’une apparition ou miracle fondateur, ni de l’intervention d’un saint ou d’un personnage illustre.
Elle participe de la culture ultra des supporters de l'Olympique de Marseille et est régulièrement le lieu de pélerinage avant des matchs importants.
Pour le cardinal Etchegaray, ancien évêque de Marseille, la Vierge de la Garde ne fait pas seulement partie du paysage comme le château d'If ou le vieux port, elle est le cœur vivant de Marseille, son artère centrale plus encore que la Canebière. Elle n’est pas la propriété exclusive des catholiques, elle appartient à la grande famille humaine qui grouille à Marseille. Auprès d’elle chacun se sent chez soi. Grâce à elle chacun se reconnaît pleinement intégré à Marseille.
De même, le maire Jean-Claude Gaudin disait : « La Bonne Mère, c'est Marseille. Et Marseille, c'est la Bonne Mère. »[réf. souhaitée]
Notre-Dame de la Garde demeure le haut lieu du diocèse de Marseille, davantage même que la cathédrale. C’est ici que l’évêque Mgr Delay, le 30 août 1944, souhaitait que de profondes réformes apportent aux plus humbles des conditions de vie et de travail plus justes et plus humaines. C’est également ici que Mgr Etchegaray comparait, en mai 1978, les ravages du chômage à ceux de la peste de 1720. Notre-Dame de la Garde est bien une vitrine du diocèse et la meilleure tribune de ses évêques.
Le Musée du site retraçant les 800 ans de l'histoire de la basilique liée à celle de Marseille a ouvert le 18 juin 2013. Il a été officiellement inauguré le 11 juillet 2013 en présence des autorités civiles et militaires. Comme pour les opérations précédentes, un appel à la générosité publique a été lancé qui a rencontré un large écho, en plus des dons des collectivités publiques.

### Un haut-lieu du tourisme marseillais
En 2013, année de « Marseille Capitale européenne de la Culture », la basilique Notre-Dame de la Garde a reçu 2 006 000 visiteurs parmi lesquels on compte de simples touristes venus seulement pour admirer la vue. L'accueil et la librairie sont pris en charge depuis le 6 février 2016 par les sœurs de Notre-Dame de la Salette, qui ont pris la suite des franciscaines missionnaires de Marie, arrivées en 1892. Le restaurant L'Eau Vive est desservi depuis 1993 par les laïques Travailleuses Missionnaires. Les motivations et les vœux des pèlerins sont très divers. Certains les inscrivent dans un registre mis à leur disposition. Une inscription les résume parfaitement : « Je viens d’abord pour la douceur et le réconfort qu’on trouve aux pieds de la Sainte Vierge, puis pour le régal des yeux qu’offre la basilique, pour le panorama, pour l’air pur et l’espace, pour la sensation de liberté ». Du parvis et des abords de la basilique on découvre un magnifique panorama sur la rade et la ville de Marseille.

Vue panoramique de la Méditerranée depuis Notre-Dame de la Garde.

Avec l'accroissement du trafic de croisières faisant escale ou partant de Marseille, l'excursion à Notre-Dame fait partie du circuit d'un jour dans la cité phocéenne, contribuant à cet afflux de visiteurs. Souffrant de sur-tourisme, la municipalité interdit la montée de la colline aux bus depuis 2022.

Vue panoramique de Marseille depuis Notre-Dame de la Garde.

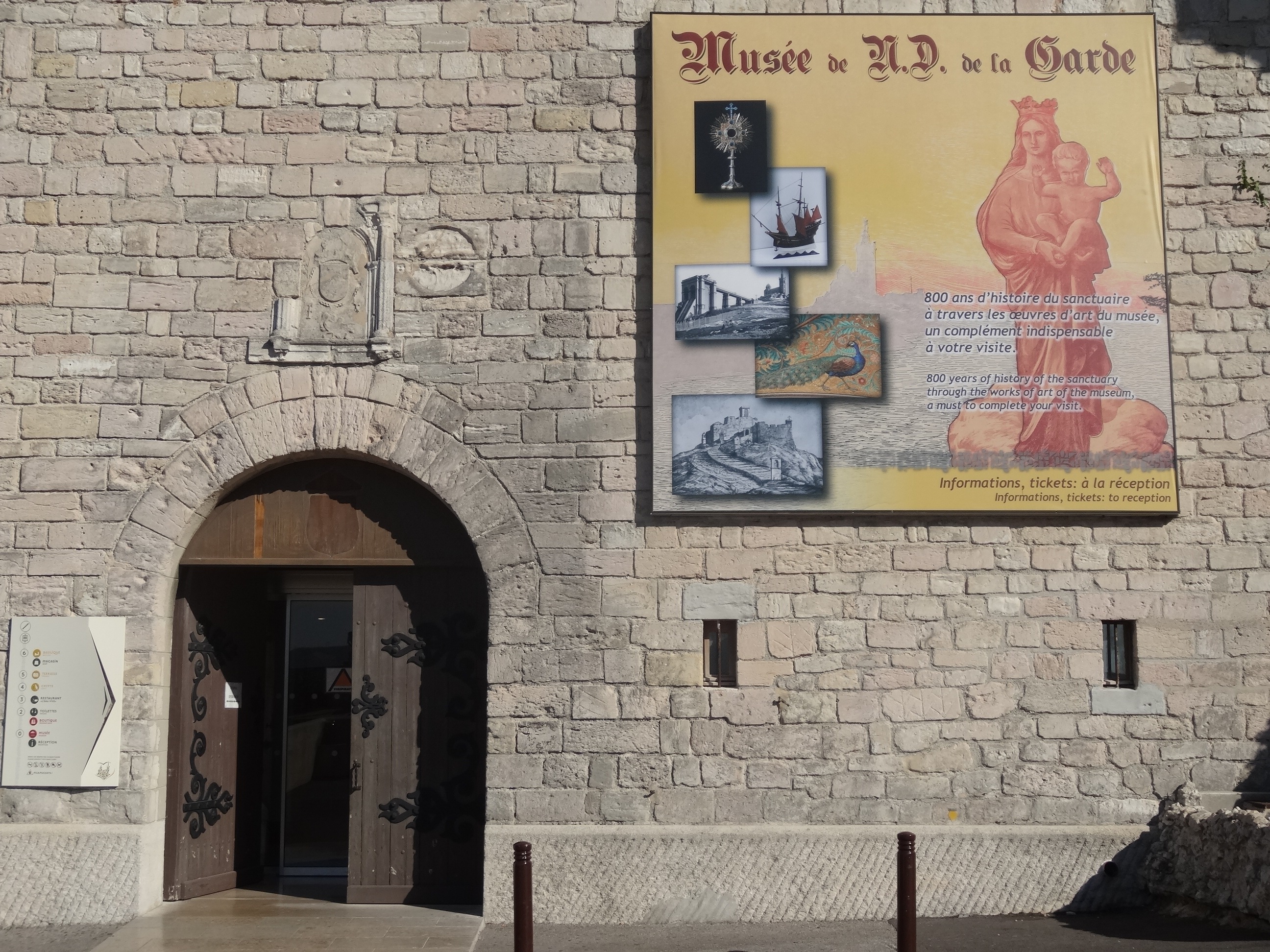
Entrée du musée.

La basilique est desservie par la ligne d'autobus No 60 depuis le Vieux-Port (cours Jean-Ballard). On peut également y accéder en voiture depuis le Vieux-Port : cours Jean-Ballard, rue Breteuil, boulevard Vauban et rue Fort-du-Sanctuaire. Enfin, deux voies permettent d'y accéder à pied, par le nord en empruntant le boulevard André-Aune puis la rue Cherchell ou par le sud en utilisant un sentier qui serpente à flanc de colline depuis la rue du Bois-Sacré.
A partir de février 2025, un chantier "monumental" d'un coût de 2,5 millions d'euros est démarré pour redonner son éclat à la statue de la Bonne Mère. Il doit durer jusqu'en décembre 2025.

## Musée de Notre-Dame de la Garde
Le musée, inauguré le 18 juin 2013, présente les 800 ans d'histoire de la basilique avec plusieurs dizaines d'ex-voto accumulés au cours des siècles, sous forme de maquettes dont certaines sont suspendues, de plaques de marbre ou de peintures, ainsi que des gravures, des objets d'art, tels qu'une Annonciation en faïence de l'atelier florentin des Della Robbia ou un buste de la Mater Dolorosa du sculpteur Jean-Baptiste Carpeaux, etc.. Il a fermé en mai 2019, puis a été rénové et a rouvert en janvier 2023,.

## Galerie de photos

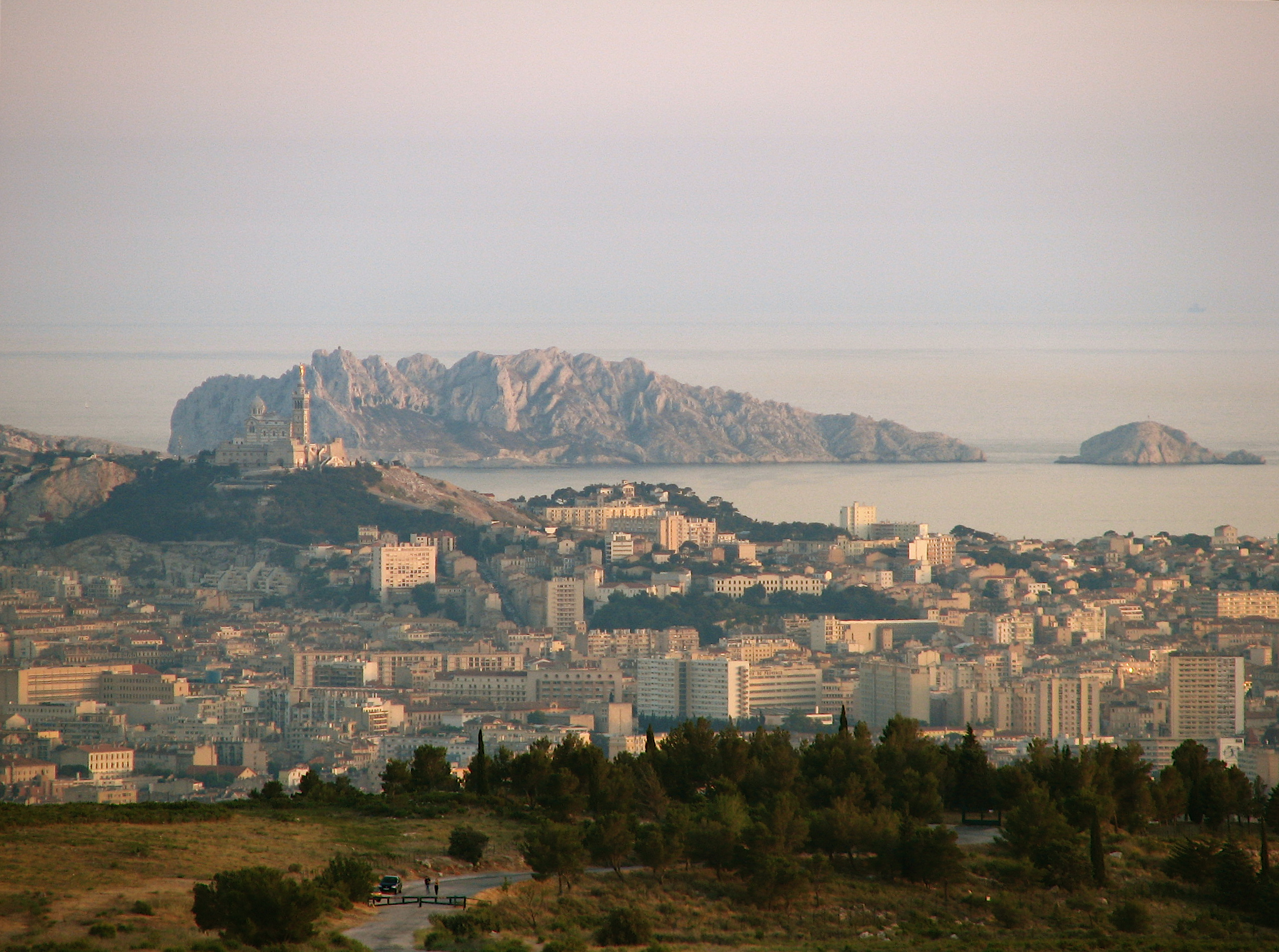
Coucher de soleil sur la mer Méditerranée.
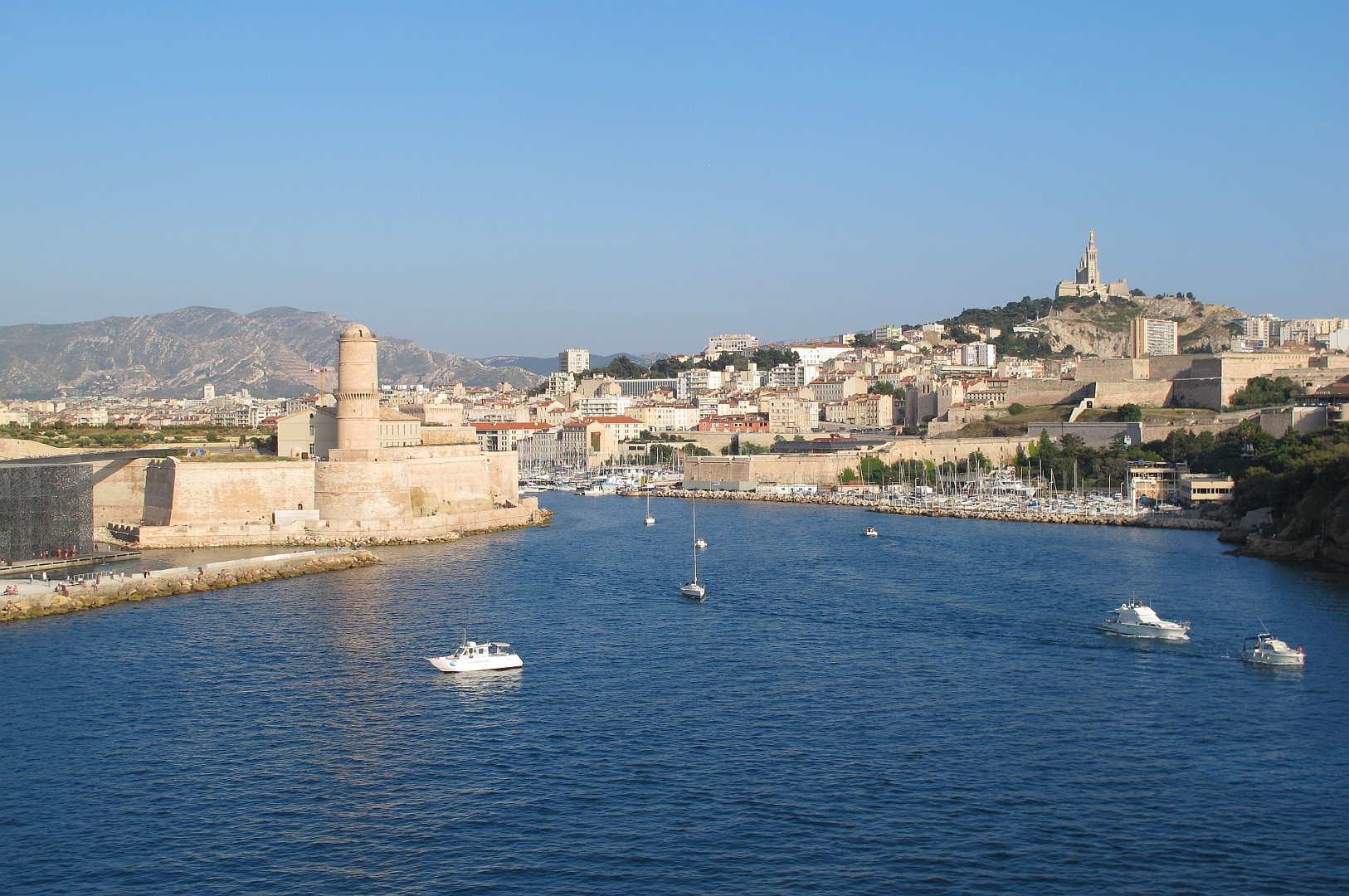
Vue depuis le fort Saint-Nicolas de Marseille.
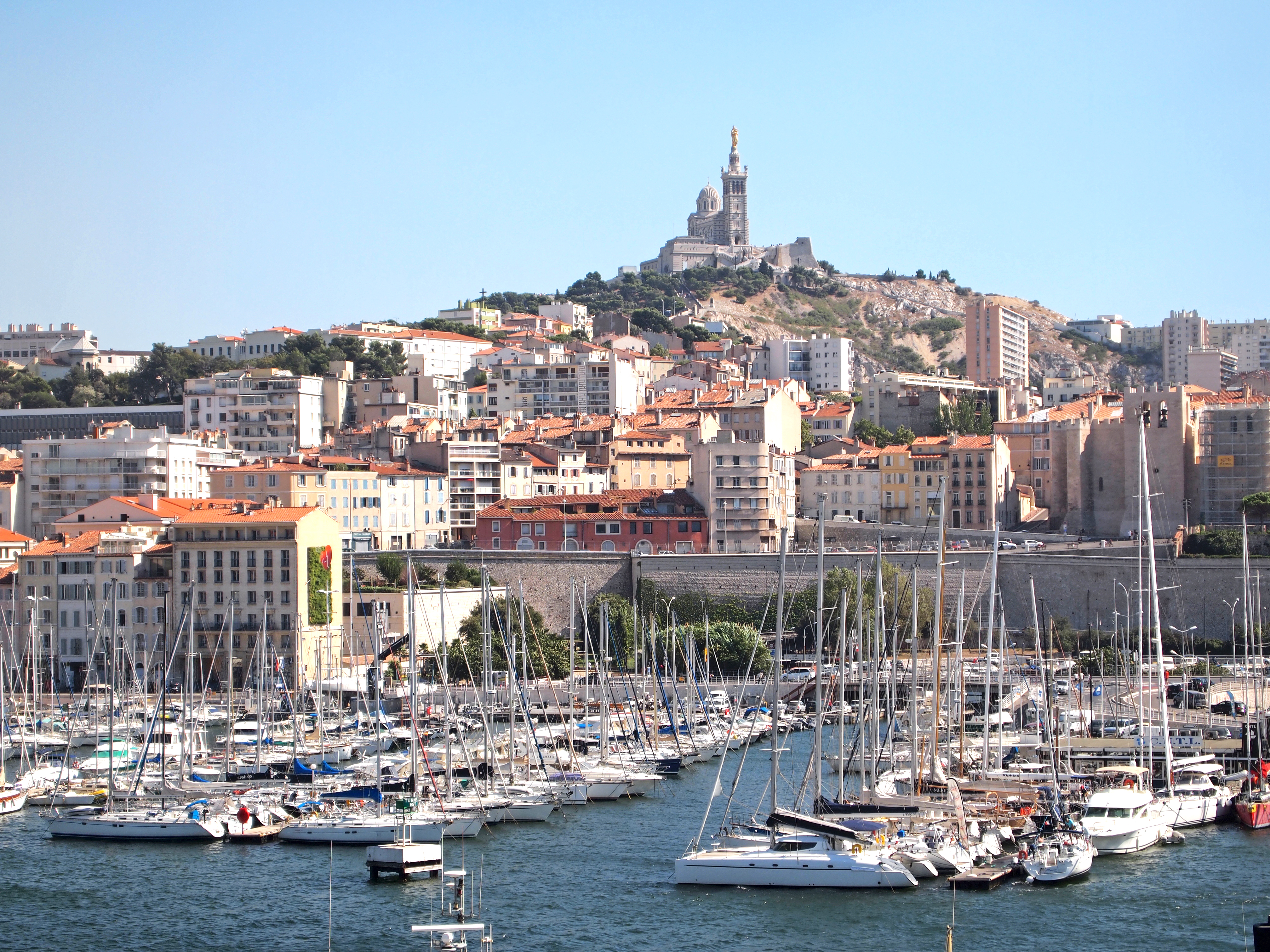
Vue depuis le vieux-Port de Marseille.
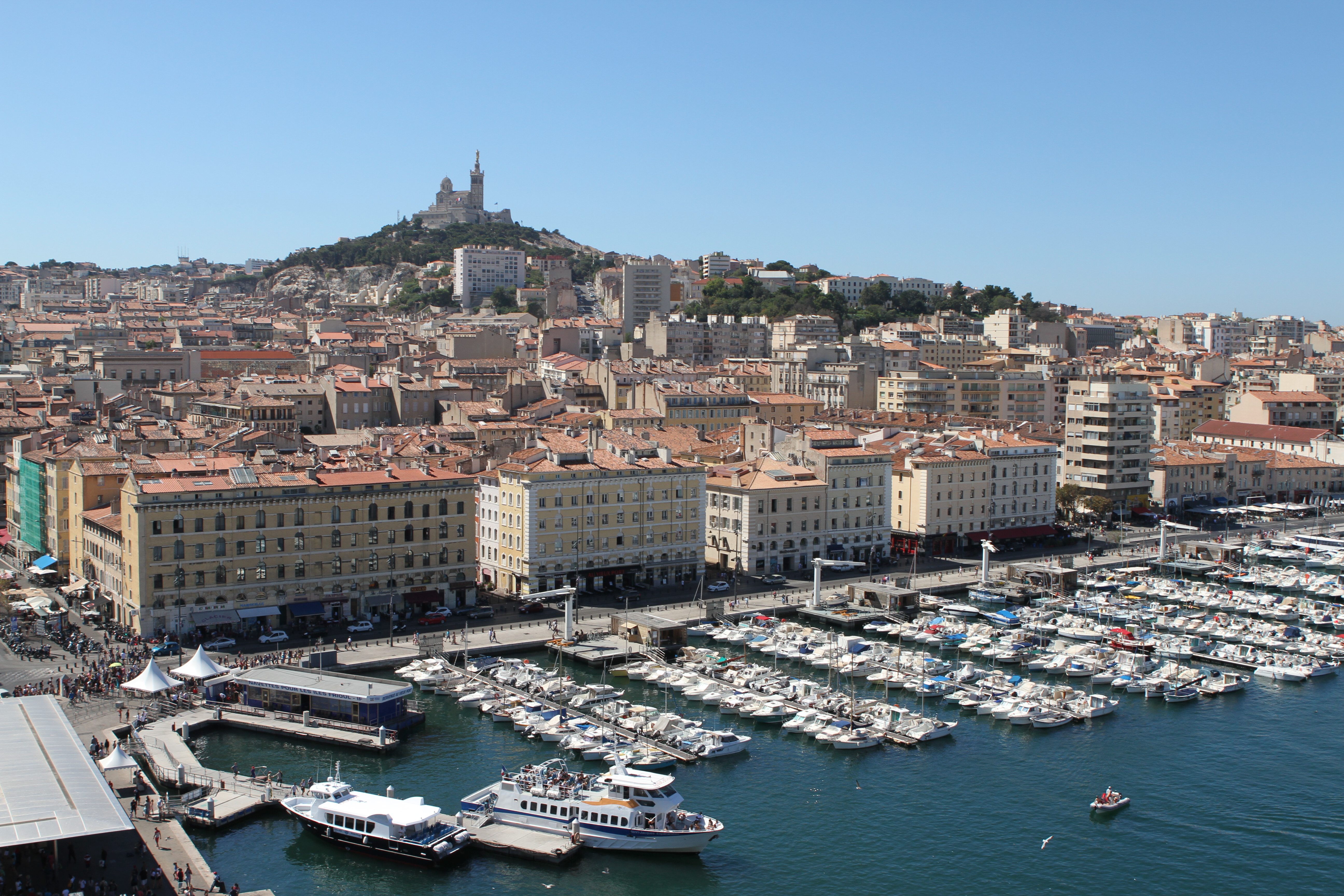
Vue depuis l'ancienne grande roue du vieux-Port de Marseille.
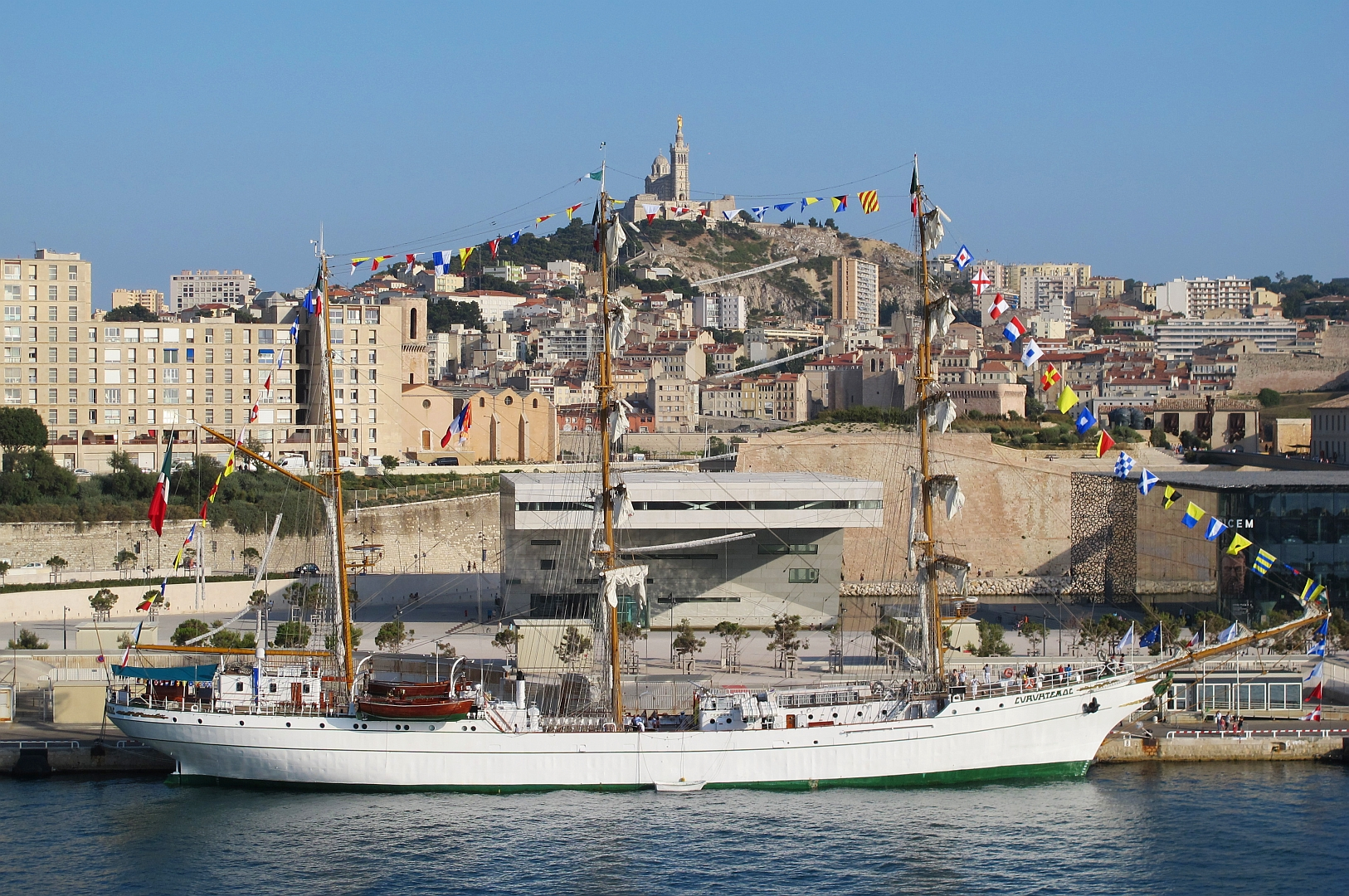
Vue depuis le musée des Civilisations de l'Europe et de la Méditerranée.
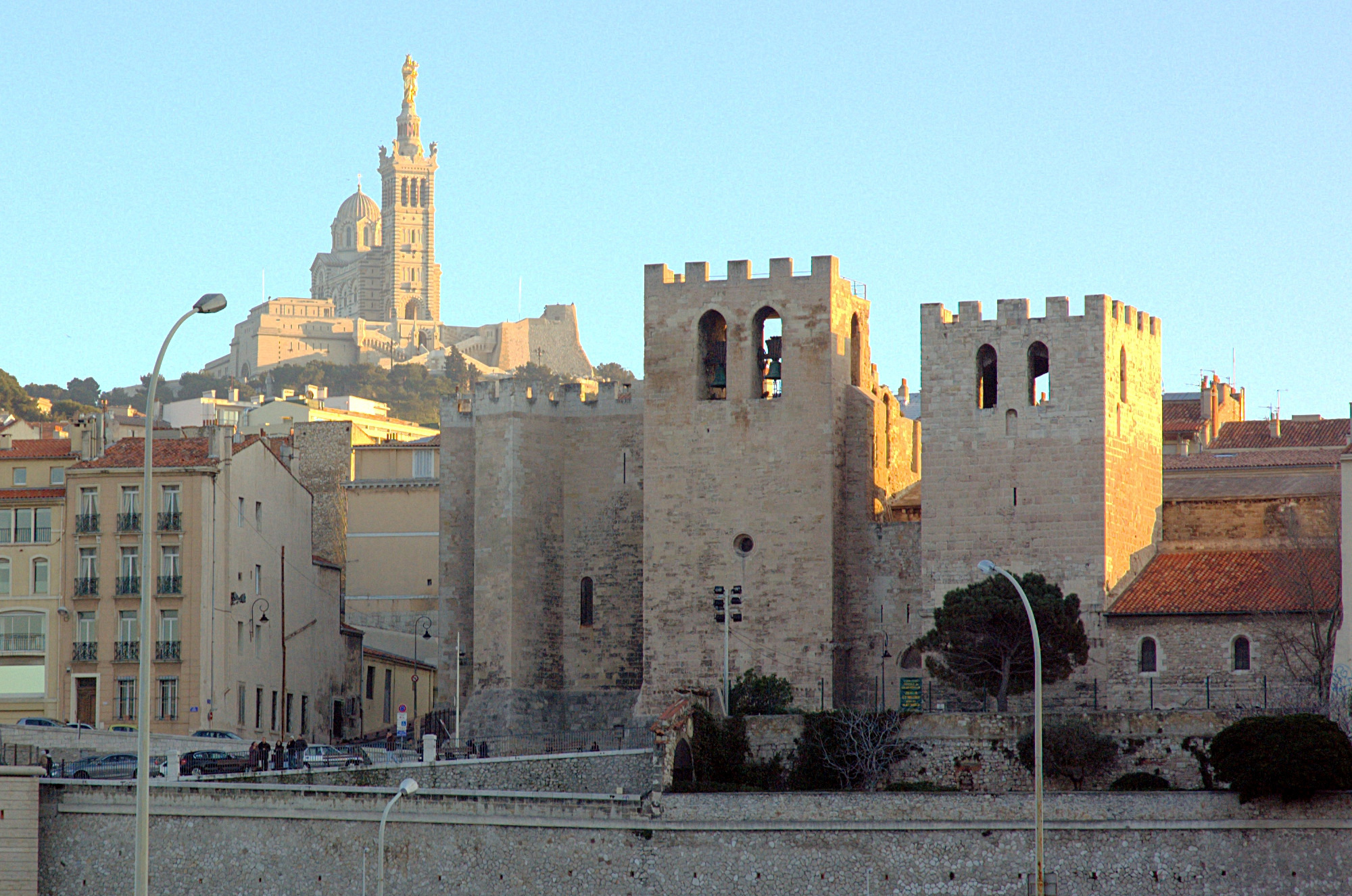
Vue depuis l'abbaye Saint-Victor de Marseille.
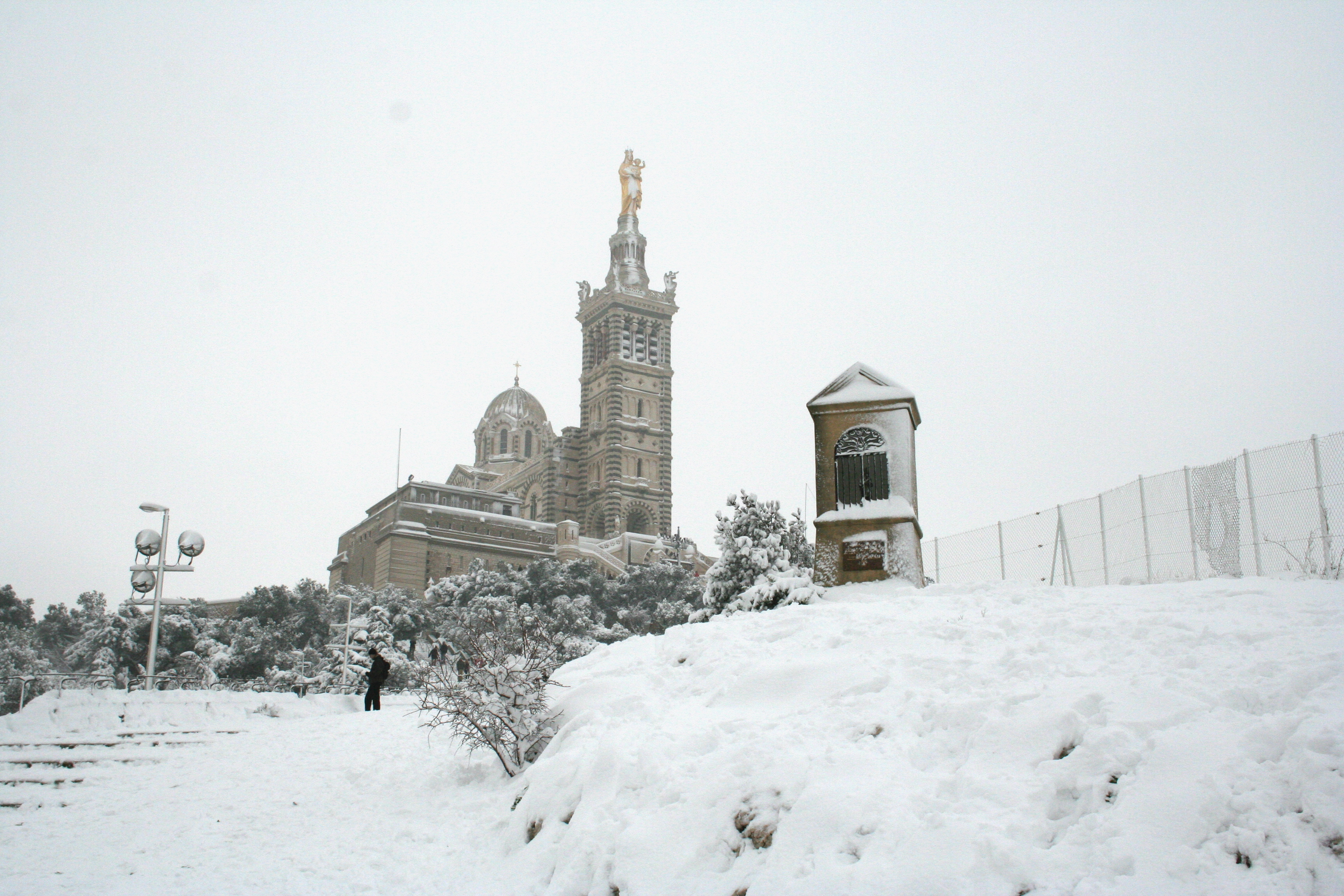
Notre-Dame de la Garde sous la neige en janvier 2009.
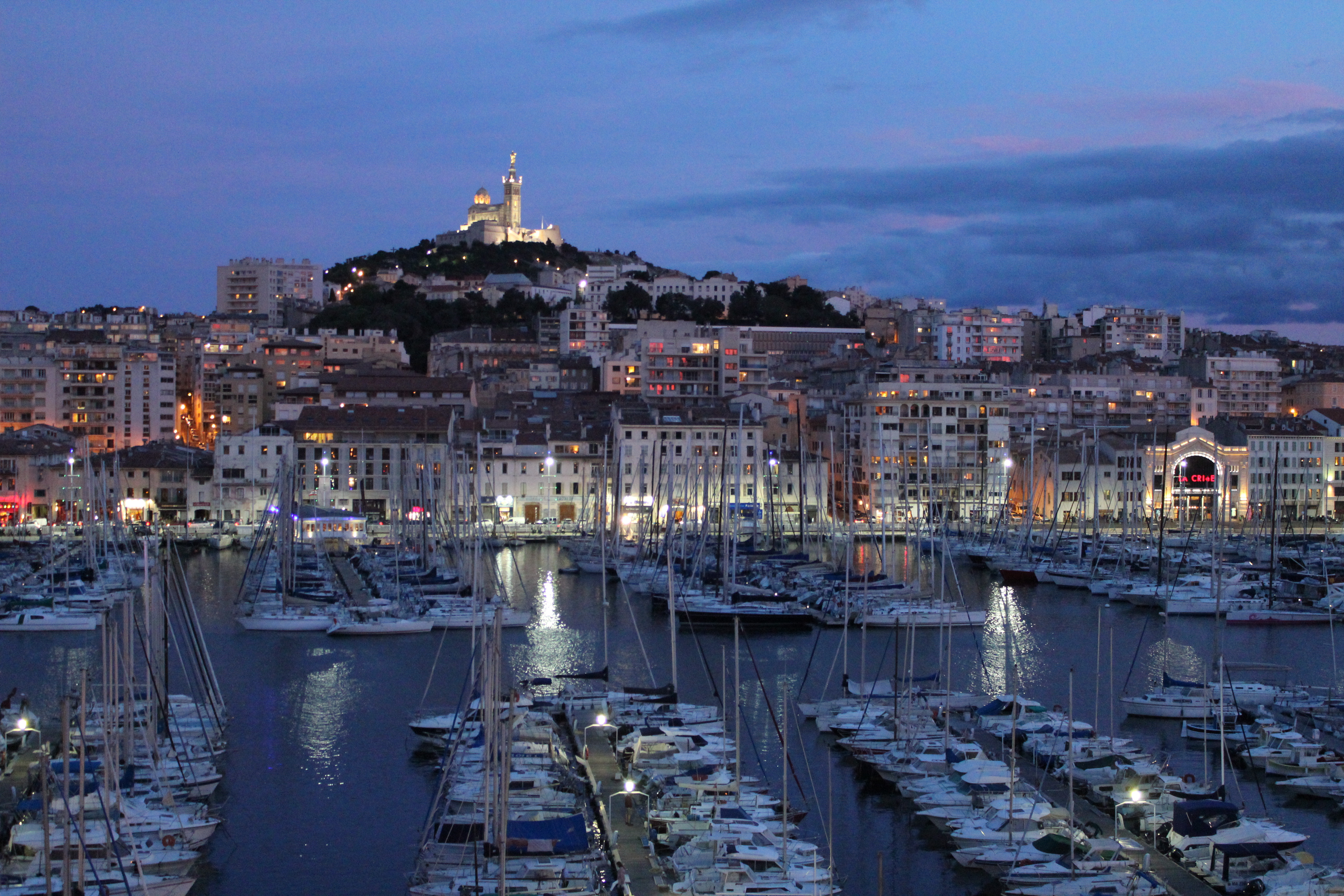
Vieux-Port de Marseille de nuit.
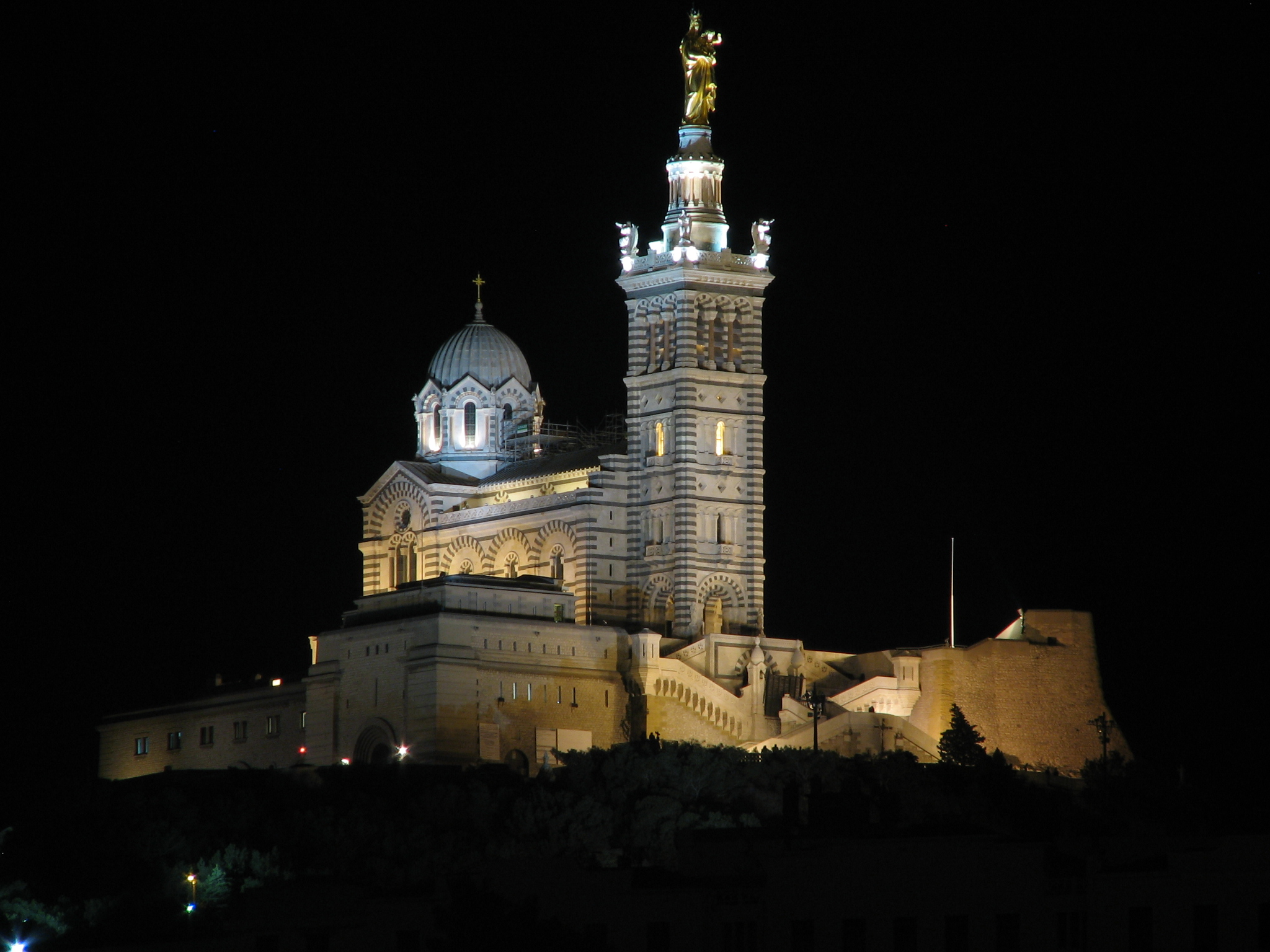
Notre-Dame de la Garde de nuit.
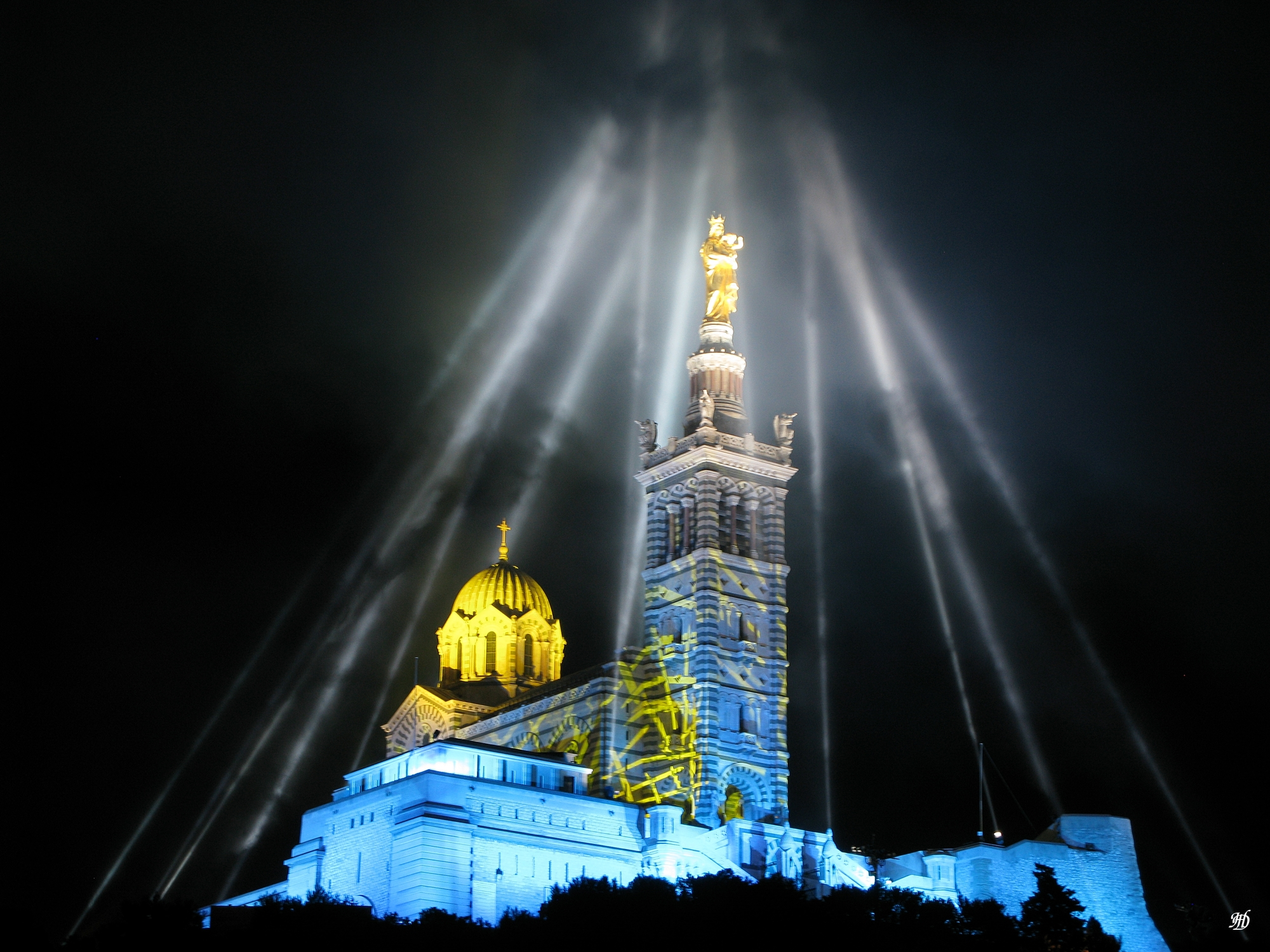
Marseille capitale européenne de la culture 2013.

Quelques détails architecturaux
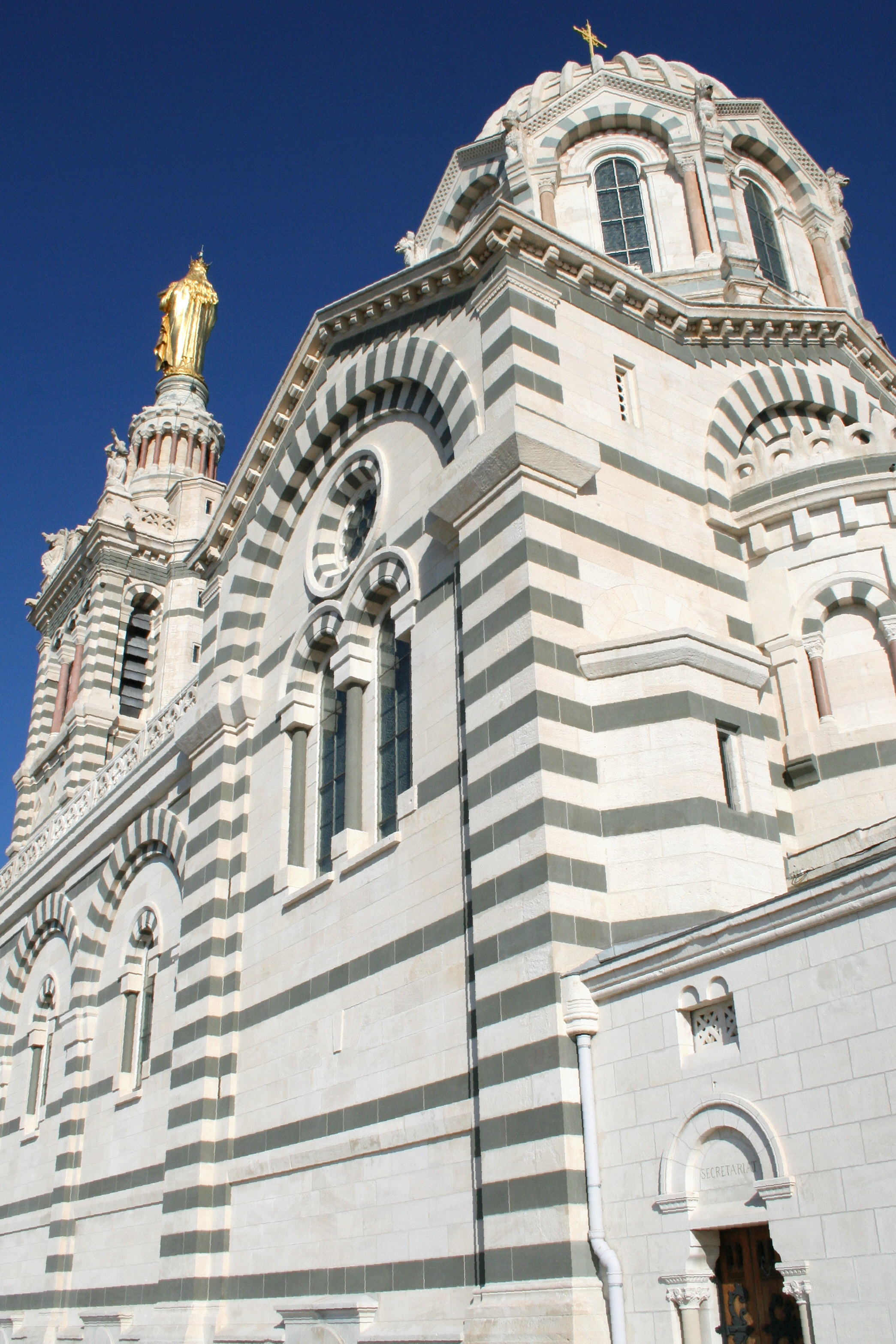
Coupole et transept.
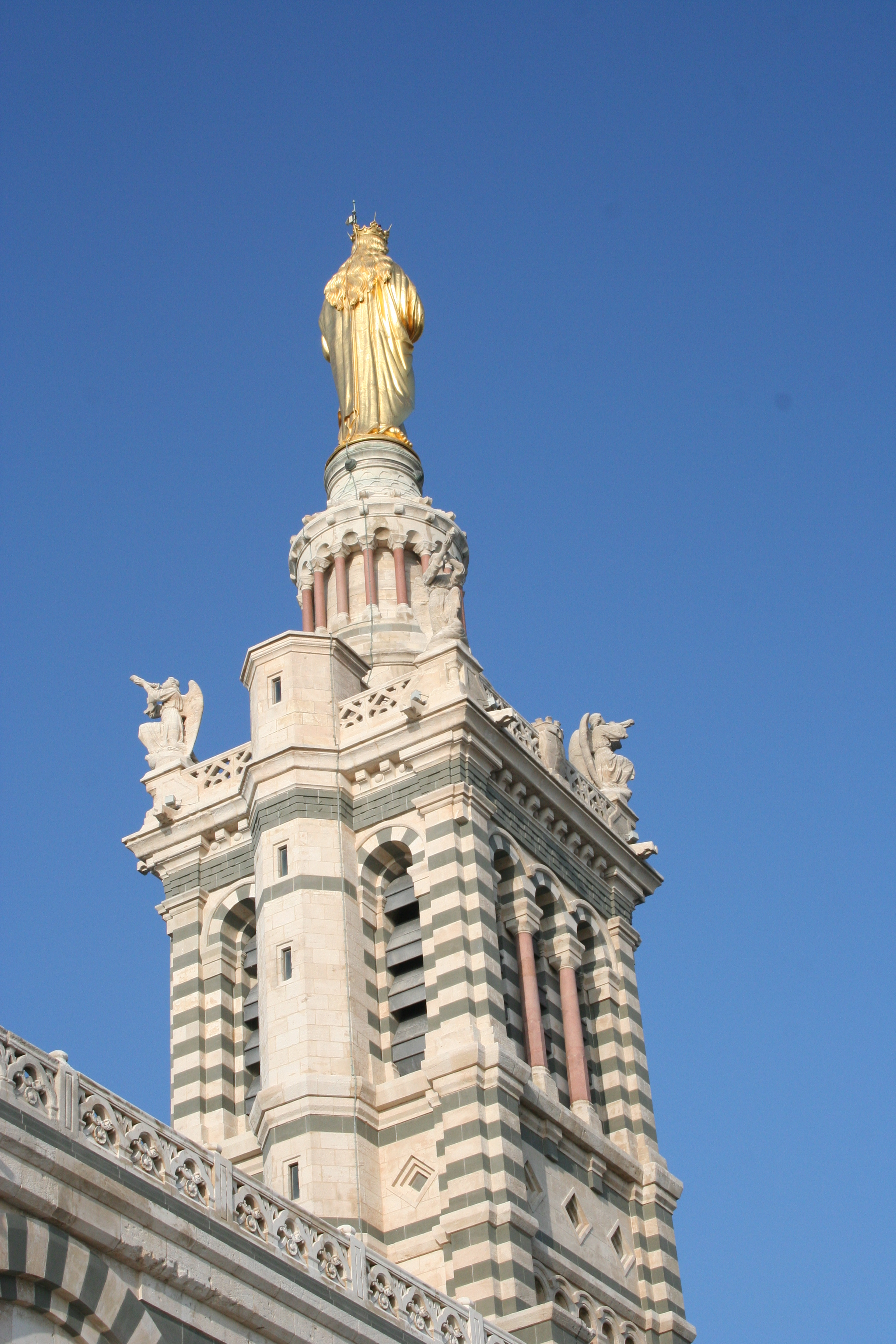
Campanile avec escalier octogonal.
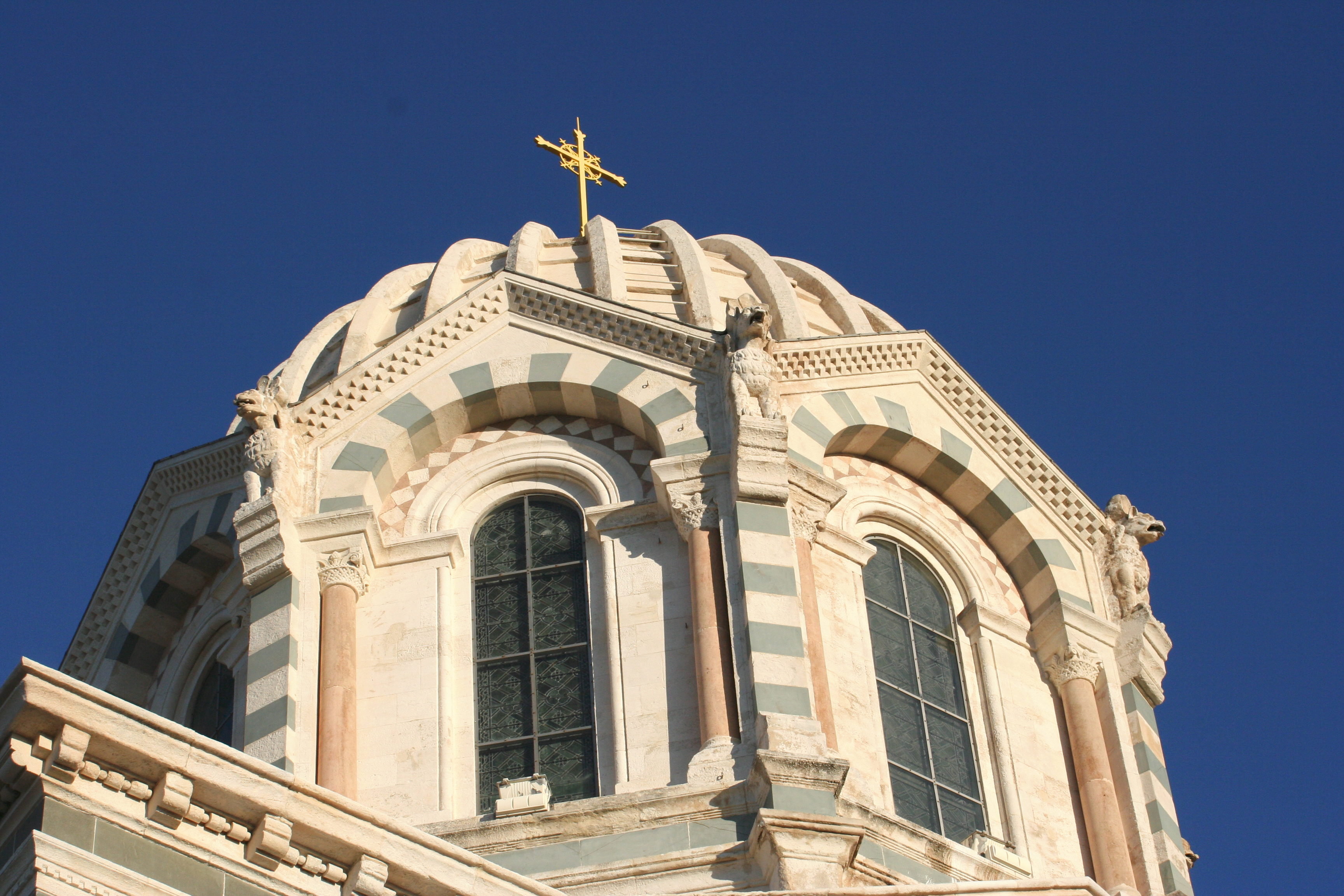
Détail de la coupole.
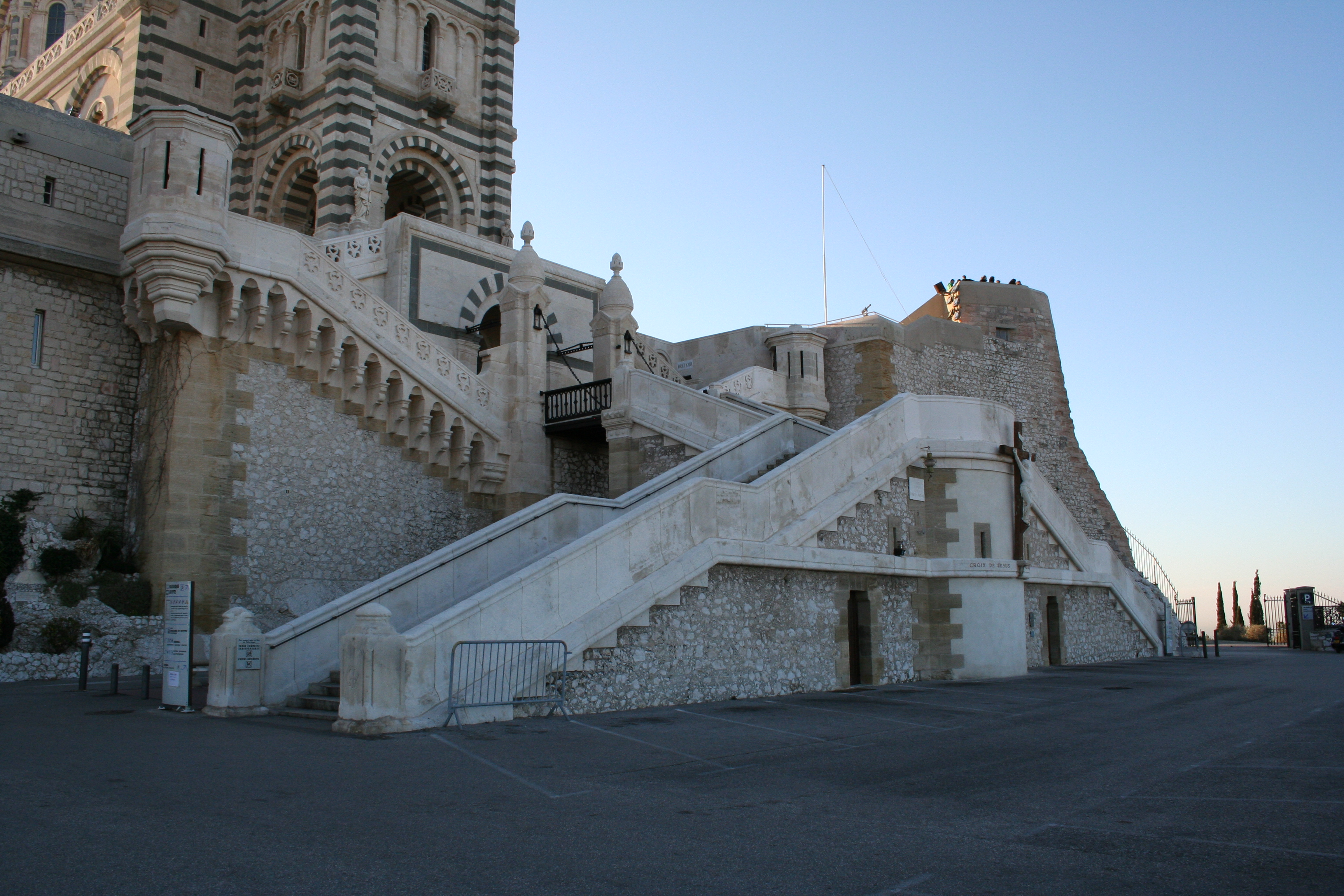
Le double escalier, le pont-levis et les échauguettes[85].
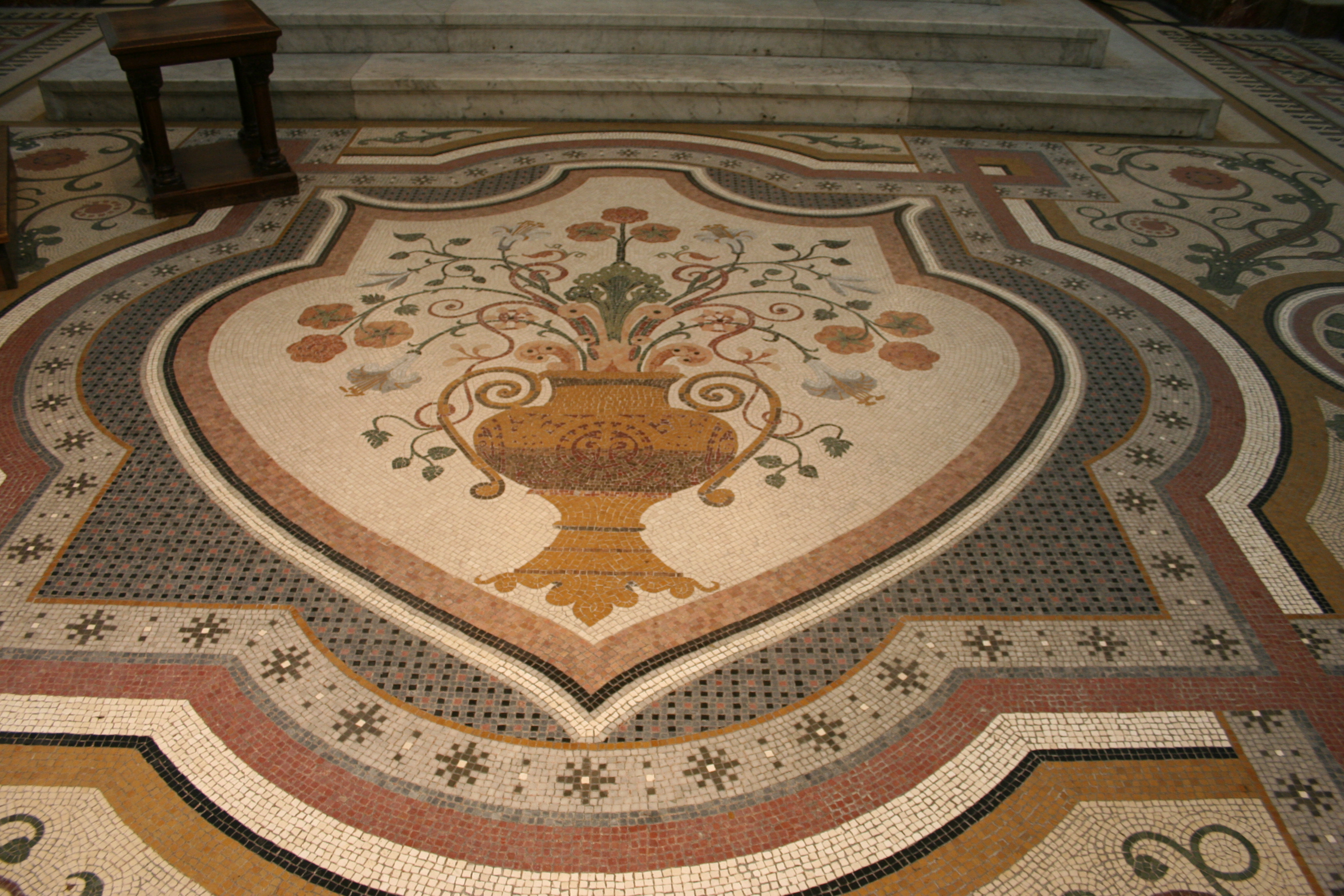
Mosaïque du sol du chœur.
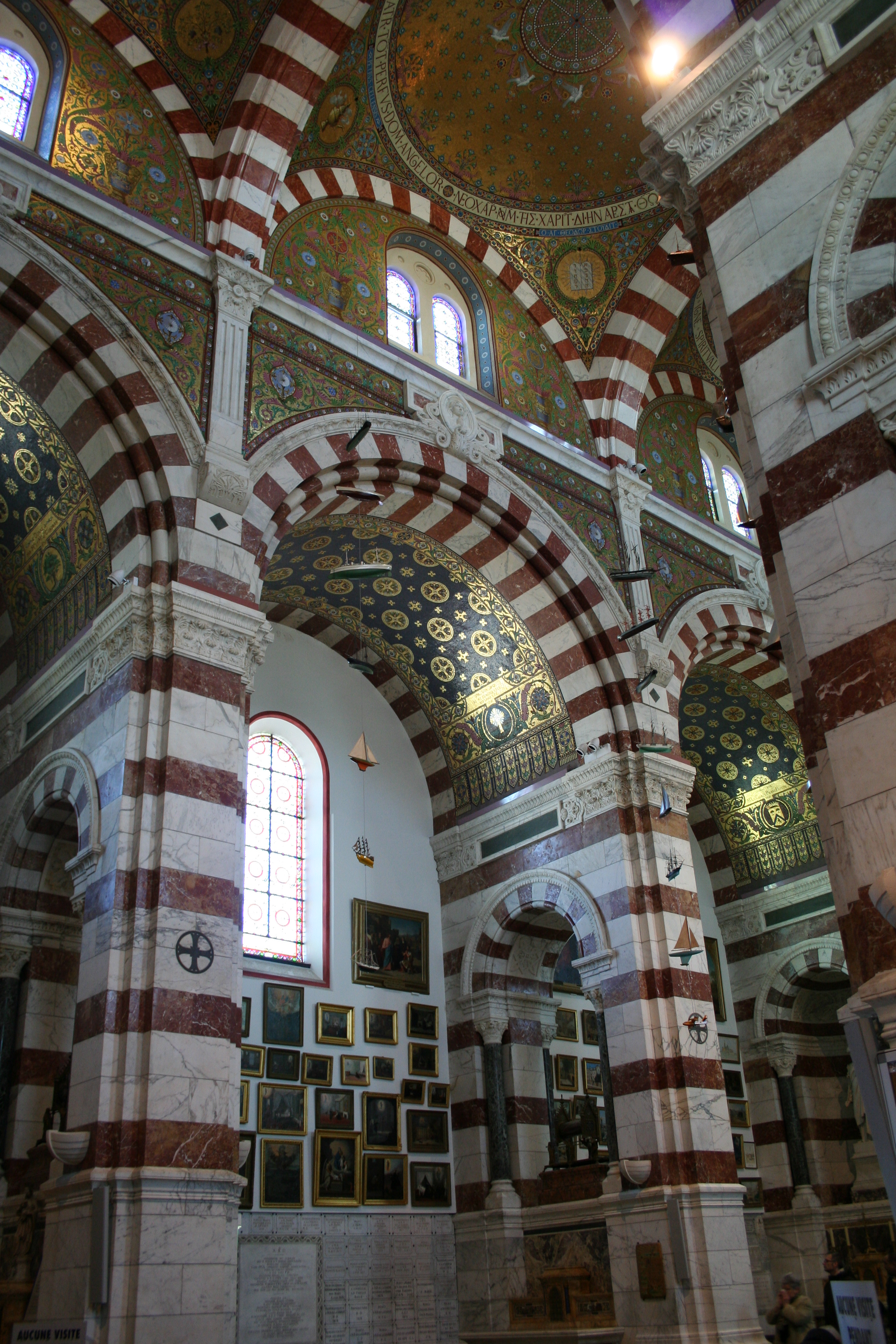
Chapelles latérales.